# Escultura do românico

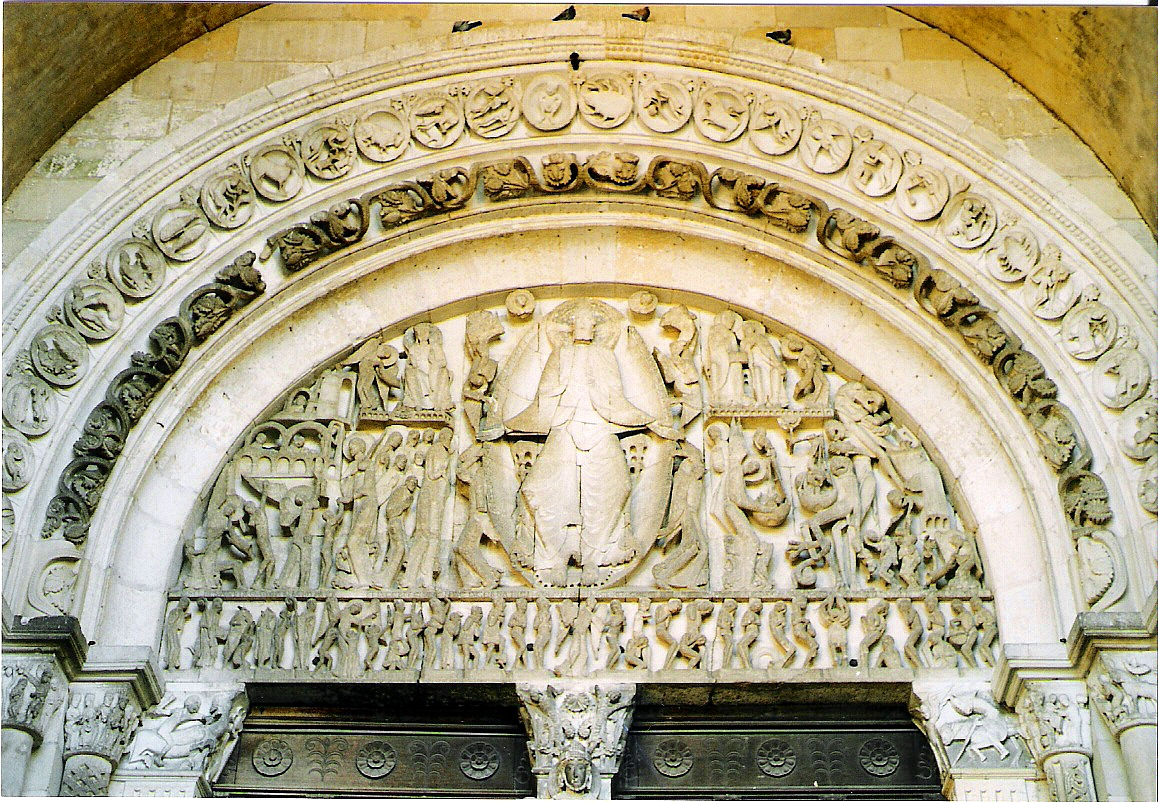
tímpano do portal da Catedral de Saint Lazare, Autun, França.
O Juízo Final:
é uma das cenas de eleição para o tímpano românico. Cristo entronado ao centro de uma mandorla (forma em amêndoa, símbolo da glória), indica com a mão direita os eleitos para o Paraíso e com a esquerda sentencia os condenados ao Inferno.

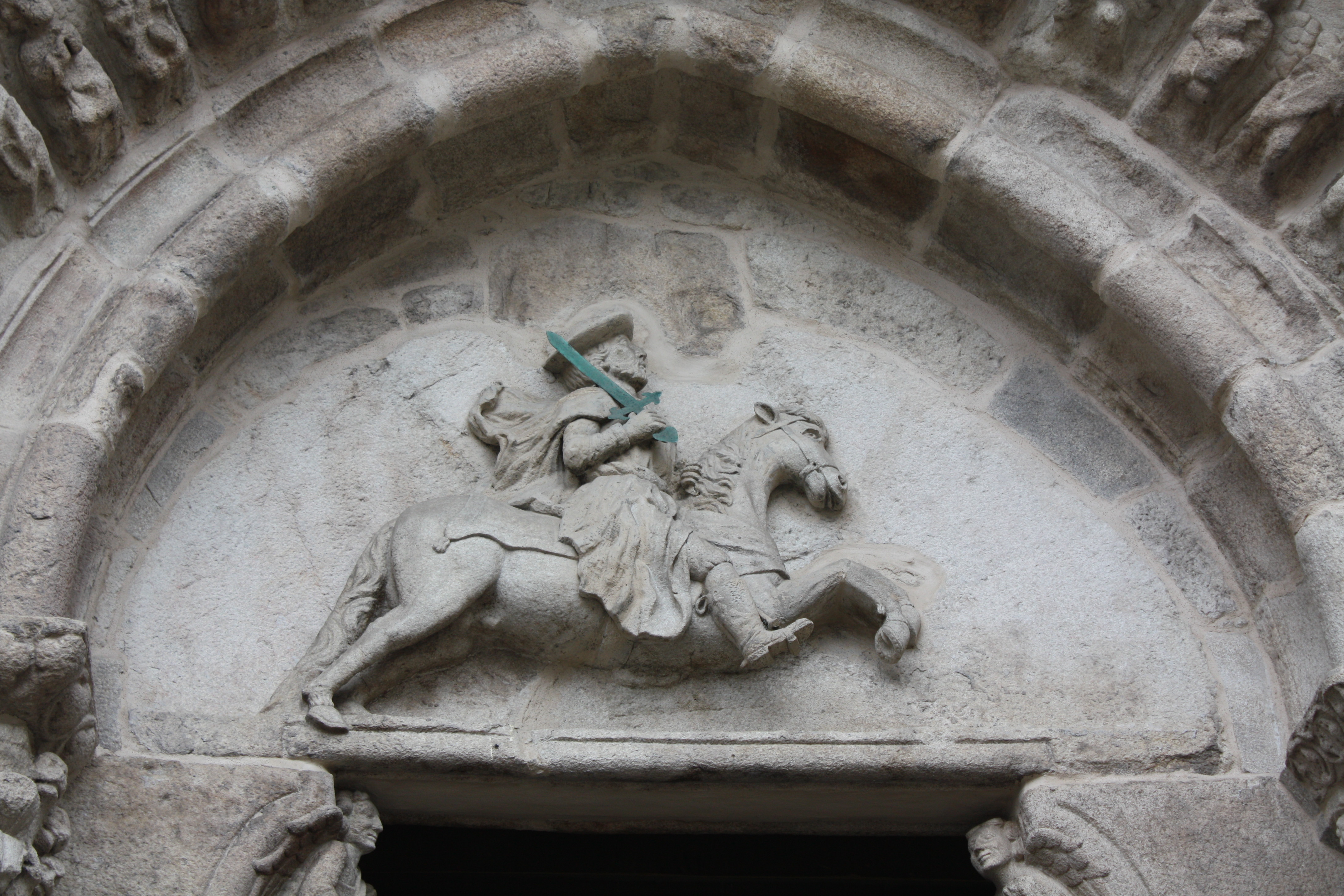
Tímpano da Igreja de Santiago da Corunha, com o apóstolo Tiago Maior a cavalo.

A escultura românica, em geral, enquadra-se nos objectivos artísticos do movimento da arte românica, incluindo a comunicação entre a Igreja Católica e os fiéis, que é o reino de Deus na terra e o templo. Assim, a escultura tinha uma relação estreita com a arquitetura, inserindo-se no seu lugar como elemento complementar, e dedicava-se principalmente ao ensino de cenas Bíblicas com relevos em pedra que fossem compreensíveis para os fiéis leigos. Esta atividade ocorreu entre o século XI e, em correspondência com diferentes partes da Europa, o século XII ou a primeira metade do século XIII.
É o românico do século XI, no qual se dão a conhecer as primeiras obras de escultura monumental que se apresentam desde o século V, período em que deixam de existir as peças redondas (peças tridimensionais) e se observa um aumento da produção de pequenas obras de escultura e metal, desenvolvidas durante o período pré-românico.
O impulso para o novo factor de produção da escultura foi a rota de peregrinação em direcção à Catedral de Santiago de Compostela, ao longo da qual foram construídas novas igrejas sob a organização da Ordem de Cluny. Estes templos foram construídos em locais de passagem durante este período de fervor religioso, para uma receção espiritual dos peregrinos e para a exibição de relíquias. França e o norte de Espanha são também locais onde se podem ver exemplos da primeira produção de escultura românica aplicada à arquitetura. Para além da pedra, a madeira era um material importante para a construção de igrejas, especialmente na parte norte da Europa, e para imagens livres de devoção ou altares, que raramente eram trabalhados em pedra, a madeira policromada, por vezes revestida com metais como bronze ou prata, era o material mais utilizado. No início do período românico, para teólogos como Rábano Mauro, os bons artesãos deviam instruir com simplicidade e excitar com a expressão vigorosa da sua arte. O conceito de artista não foi definido como tal, mas foi denominado "artifex theoricus" que lia, compreendia e projetava as manifestações para construir e realizar as obras e o "artifex practicus", o "pictor" ou o "magister operes" que era aquele que trabalhava com a "arte" e, finalmente, materializava a obra.

## O termoromânico

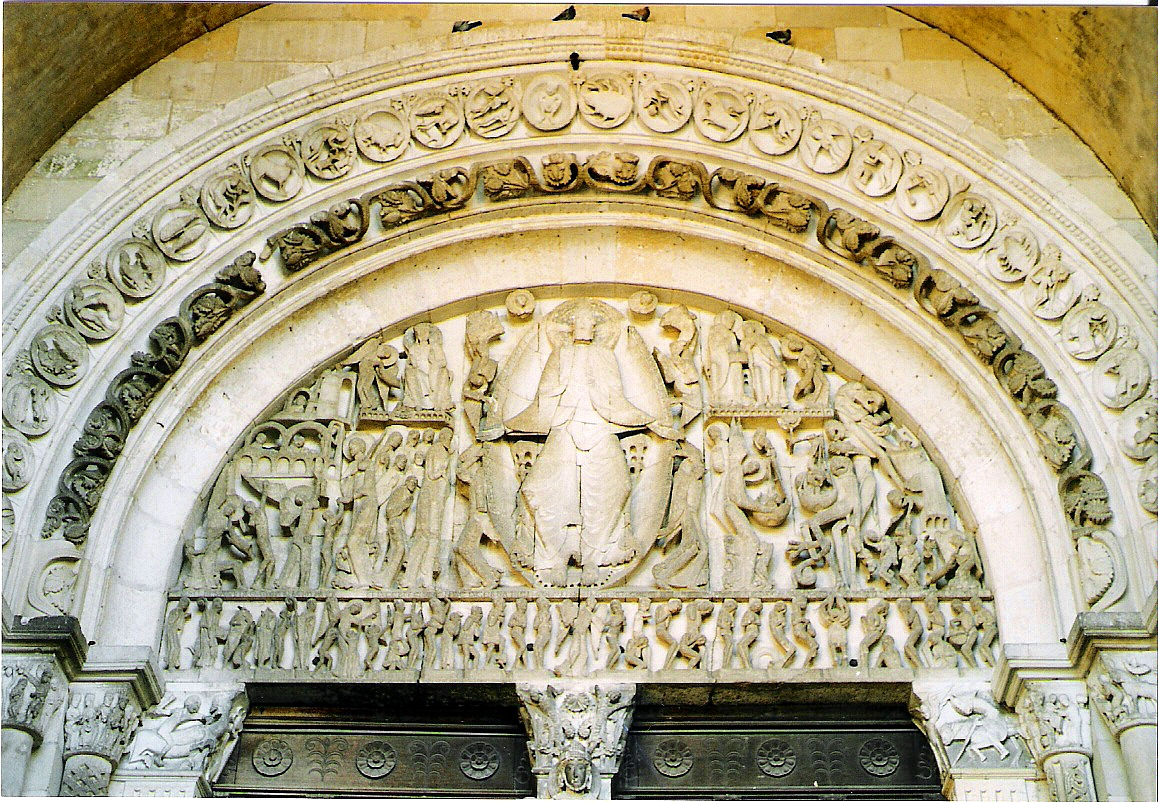
Tímpano da fachada da Catedral de Saint-Lazare, em Autun (França).
Juízo Final: é uma das cenas para as eleições do tímpano românico. Cristo entronizado no centro de uma mandorla (em forma de amêndoa, símbolo da glória), com a mão direita a indicar os escolhidos para o Paraíso, e com a mão esquerda a sentença para os condenados ao Inferno.

O arqueólogo francês Charles de Gerville cunhou pela primeira vez o termo "românico" para se referir ao estádio da arquitetura que abrangeu desde a queda do Império Romano até ao século XII; o termo já existia relacionado com as línguas derivadas do latim (línguas românicas) e utilizou-o numa carta de 1818 dirigida ao seu amigo Arcisse de Caumont, outro arqueólogo francês que foi quem o difundiu no seu Essai sur l'architecture du moyen âge, particularement en Normandie (Ensaio sobre a arquitectura medieval, particularmente na Normandia), datado de 1824. Caumon propôs três eras: uma primitiva, do século V ao século X; uma tardia, do século X ao XI, e uma de transição, do século XII. Em 1851 J. Quicherat disse que se o latim não podia ser considerado a única base das línguas românicas, a arte românica também não podia derivar do romano e, por isso, não era uma "degeneração" da Antiguidade Clássica. Embora não devam ser completamente dissociadas, pois também houve outras influências, como a arte cristã primitiva, a arte bizantina, a carolíngia, a otoniana, incluindo a islâmica, cada região misturava a arte românica com a arte local anterior. Na Noruega, por exemplo, inspiraram-se em muitos elementos da arte viking. Apesar de toda esta variedade de fontes, existem tendências comuns que justificam o uso do termo "românico".
No início do século XX, a historiografia da arte restringiu a cronologia, situando o período românico desde o final do século X até à introdução da gótico. Desde que o termo românico foi cunhado como um conceito estilístico sem nuances, os historiadores têm procurado uma definição mais ampla e descritiva, subdividindo este conceito generalizado em três estádios bem definidos: românico inicial, românico pleno e românico tardio.

## Características

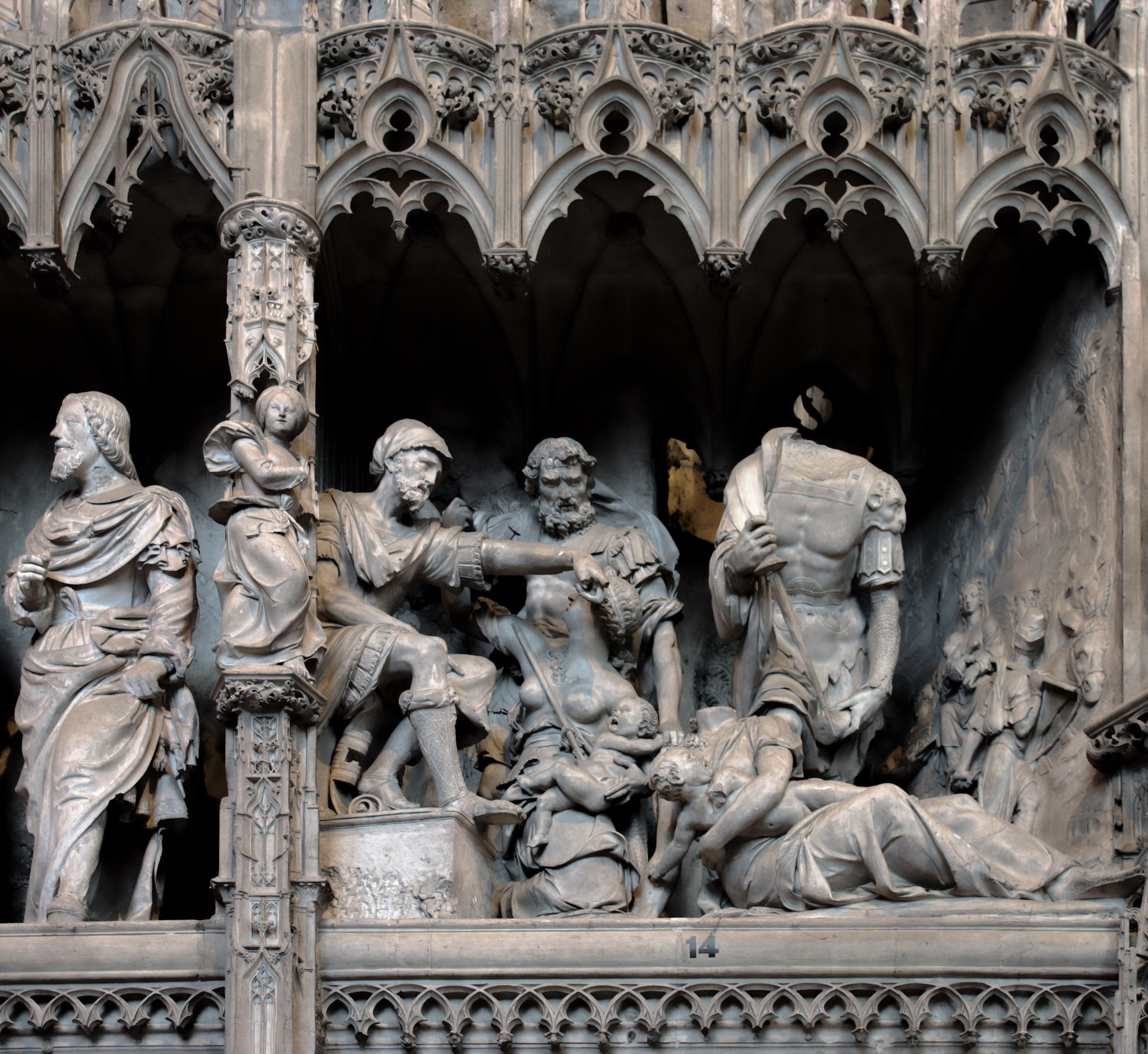
Escultura adaptada à moldura

A escultura românica não alcançou a perfeição da arquitectura românica. O protagonista será a figura humana, que se incorpora no edifício religioso tanto pela sua função decorativa como pelo seu carácter didático, com uma linguagem iconográfica comum inspirada na Bíblia e na vida dos santos, sendo os temas preferenciais o Pantocrator, o Juízo Final, o sacrifício de Abraão e a luta entre o bem e o mal, que costumam ocupar o tímpano do portal. A falta de preocupação com a beleza formal é evidente na sua execução desajeitada e na sua aparência estática.
O desenvolvimento desta escultura abrange os séculos XI e XII (com os seus antecedentes Carolíngios do século IX) entrando em grande parte do século XIII e dando gradualmente origem à escultura gótica, sem uma linha divisória perfeita que a separe desta. O carácter geral da escultura românica consiste na imitação de modelos artificiais e, portanto, no seu maneirismo ou rotina. Ao contrário da escultura gótica, na qual se revela um estudo positivo e uma imitação da Natureza, embora sem as facilidades dos artistas modernos. Como ponte entre ambos, nos últimos anos do século XII e na primeira metade do século XIII, surge o estilo que se pode chamar de transicional, que tenta imitar até certo ponto a realidade da Natureza e dá às suas obras mais vida e movimento sem que o artista se afaste completamente das convenções e maneirismos da época anterior. Tal é a variedade resultante desta transição, aumentada pela habilidade ou inexperiência dos escultores e pelas influências de diferentes escolas, que não é raro encontrar relevos ou estátuas muito dignos de apreciação e louvor na mesma localidade e da mesma data, juntamente com outros de gosto repreensível e sem qualquer valor artístico.
Para melhor definir o carácter da escultura românica, dizemos que ela é constituída pela imitação de modelos bizantinos ou romanos de estilo decadente, mas realizados com mão latina e muitas vezes sob a influência do gosto persa ou árabe. Caracteriza-se também por uma certa rigidez das formas, pela falta de expressão adequada (por vezes exagerada) nas figuras, pelo esquecimento do cânone escultórico na forma humana e pela simetria forçada.

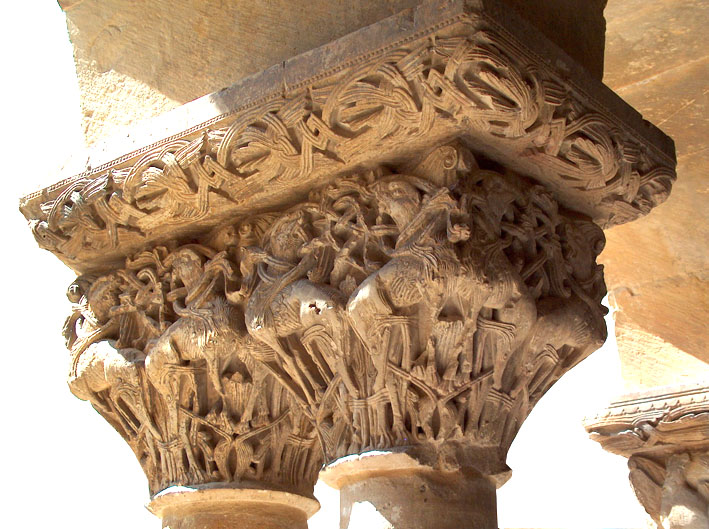
Capitel românico

São frequentemente encontradas em obras românicas uma certa dinâmica de imitação de modelos, série de leis ou regras gerais, entre as quais, se destaca a lei de adaptação ao marco enunciada por Henri Focillon, que subordina o desenvolvimento escultórico ao espaço arquitetónico destinado a esse fim. O resultado serão cenas em que as personagens se adaptam àquele espaço, por vezes contraindo-se ou esticando-se, sem ter em conta outras considerações mais naturalistas. Outra regra geral é a isocefalia, que encontramos em alguns grupos de figuras todas colocadas com as cabeças à mesma altura.
Na escultura românica, e mesmo na gótica, quer se trate de obras em pedra, marfim ou madeira, a policromia era muito comum, sempre sóbria na vivacidade das cores, embora a pintura tenha desaparecido com a ação do tempo em quase todos os exemplares ou tenha sido substituída por decorações mais modernas.
As principais obras da escultura românica podem ser hoje admiradas nos relevos dos mais variados capiteis e nas magníficas coberturas e elegantes cornijas de muitos edifícios da época, cujos frontispícios retratam cenas bíblicas, figuras alegóricas (entre elas, os chamados bestiários e as personificações dos signos do zodíaco, etc.) e imagens de santos em grande relevo. Além disso, a escultura românica foi praticada na escultura de curiosos dípticos de marfim, crucifixos funerários (marfim e bronze) e estátuas da Virgem Maria (em pedra e madeira, isoladas ou folheadas a bronze) que se conservam nos seus santuários ou em museus e, por fim, esta escultura foi engenhosa na decoração de arquetas ou estojos para guardar relíquias e joias, de ricas capas para livros litúrgicos, de frentes ou antipêndios para os altares, de pias e sepulturas de pedra com relevos etc. Desde a invasão dos bárbaros, o cultivo de glípticos foi quase completamente esquecido no Ocidente, no que diz respeito às pedras finas, mas foram utilizadas as gemas anteriormente trabalhadas pelos gregos e romanos, aplicando-as sem estudo em objetos preciosos e decorativos, especialmente amuletos.
Houve, no entanto, alguns entalhes com inscrições ou algumas figuras rudes, como a esmeralda do Tesouro de Guarrazar, e grande utilização de pedras finas em forma de cabuchão para objectos de ourivesaria.

## Aplicação e temática

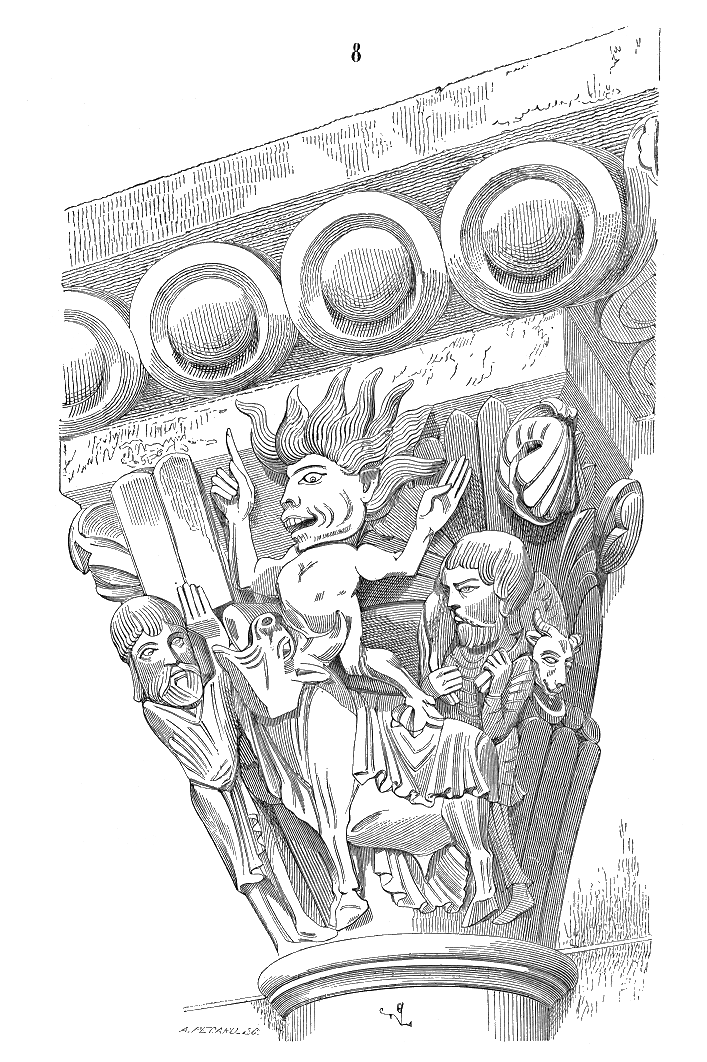
Capitel da Igreja de Sainte Madeleine, séc. XII, Vézelay, França.

A aplicação escultórica na arquitetura era realizada na parte frontal das fachada, principalmente nos portais dos templos, local de entrada do crente e que, por isso, onde o crente recebia o maior impacto visual. Aqui o relevo assume-se como a melhor ferramenta para a narração de cenas impressionantes, onde o volume ajudava a criar uma sensação mais realista do que as simples superfícies pintadas. Para este objectivo, o tímpano, semi-circunferência sobre a entrada, vai ter uma função primordial, e vai apresentar cenas como a Visão do Apocalipse ou o Juízo Final. Estas cenas, dentro do espírito do conceito do Deus vingativo presente no Antigo Testamento, vão ser povoadas não só por figuras bíblicas (evangelistas, apóstolos) e anjos, como também por uma série de criaturas monstruosas, que deverão ser vistas e não mais esquecidas:  demónios e criaturas compósitas com corpos desproporcionais e assustadores que dão aso às suas acções de tortura no Inferno.
Relativamente ao modo de representação, o objectivo não é representar a realidade visível, mas sim o invisível e o intocável, tomando-se muito partido da mímica das figuras como meio de comunicação. Não é o tratamento volumétrico o principal, mas sim o valor simbólico das figuras e o conteúdo da sua mensagem. A proporção entre as figuras é outro factor secundário, sendo que as dimensões dependem mais da sua importância hierárquica e do espaço disponível para o relevo, do que da relação que as figuras possuem entre si na realidade. Os corpos são delgados, os gestos são expressivos, e os diferentes elementos do relevo adaptam-se ao espaço arquitectónico, chegando mesmo a ser quase que amontoados de modo a caberem em pequenos espaços.
Também o interior da igreja vai expor algum relevo escultórico na criação de arcadas cegas (arcada em relevo, inserida na parede), e acima de tudo nos capitéis das colunas, onde a liberdade imaginativa e a profusão de figuras fantásticas vão atingir o máximo do burlesco. Os capitéis começam por apresentar decoração de inspiração classicista com folhagens, para passarem depois a ser figurativos, com cenas da Antiguidade, da Bíblia e mesmo temas profanos, que podem estar dispostos em ciclo ao longo de um deambulatório ou claustro. Um dos pontos altos da escultura românica interior dos templos era a imagem de Cristo crucificado em majestade, feita em madeira com intensa policromia e colocada sobre o altar.
Escultura de pequeno porte existe também, mas em número reduzido, em marfim ou madeira, que pode ser coberta a ouro ou prata (crucifixos ou estatuetas). O trabalho em bronze vai ter especial importância em instrumentos litúrgicos, portas de igrejas, pias baptismais e tampas de túmulos. Relativamente às tampas de túmulos, surge uma nova tipologia que se difunde a partir do norte de França a meados do século XII, a aplicação da figura do defunto sobre o sarcófago em posição de quatro deitada.

### Técnica
A aprendizagem técnica das artes no período românico fazia-se por meios práticos e principalmente pela comunicação oral entre mestres e aprendizes. De qualquer modo, encontram-se alguns manuscritos de tratados, como um conservado na Biblioteca Capitular de Lucca, de autor anónimo e conhecido pelo título Compositiones ad tingenda musiva et alia, provavelmente com base neste texto foi escrito o chamado Mappae Clavícula com outras expansões. Atribuído a um certo Heráclio, é o tratado sobre a obtenção de cores para a pintura em tela. Para a realização das miniaturas o manuscrito foi De coloribus et artibus Romanorum.  O monge Teófilo (c. 1100) escreveu um tratado sobre as artes chamado Schedula diversarum artium no qual indica e dá conselhos para a fabricação de todos os tipos de objectos em metalurgia.

## Fachadas

### Linteis
De um modo geral, o ponto de partida desta escultura monumental é uma das primeiras decorações em fachadas francesas, uma Abadia de São-Génis-das-Fontes, datada de 1020 segundo a inscrição latina medieval visível numa das bandas. A talha é feita com chanfro, basicamente em dois planos, começa a técnica das pregas sobrepostas: cada prega dos vestidos fica ligeiramente em relevo sobre a seguinte. É enquadrado por uma bordadura de palmeiras. Na parte central, existe uma Maiestas Dominio a beijar dentro de uma mandorla que é transportada por anjos ajoelhados. De ambos os lados há uma série de três apóstolos emoldurados por arcos em forma de ferradura.

- Lintel do abadia de São-Génis-das-Fontes.
- Lintel do São André de Sureda.
- Lintel de Eva por Gislebertus, na catedral de Autun.

É semelhante ao lintel de São André de Sureda, que apresenta Cristo ressuscitado no centro (com uma auréola contendo uma cruz), rodeado por uma mandorla com as letras alfa e ómega. De ambos os lados de Cristo estão serafins que seguram a mandorla e anjos com três pares de asas. Existem também duas personagens (quatro no total) cuja identidade é desconhecida (podem ser evangelistas ou apóstolos). O candeeiro é feito de mármore branco e as personagens são rodeadas por uma zanefa com motivos orientais.
Antes de criar o grande tímpano do portal oeste da catedral de Autun (c. 1130), Gislebertus esculpiu o lintel do portal lateral representando Eva deitada e com o tronco voltado para o observador, o que constitui uma das esculturas românicas mais sugestivas, uma vez que a atitude é completamente incomum para a época, provocando a transformação da cena do pecado original num jogo sensual.

### Tímpanos

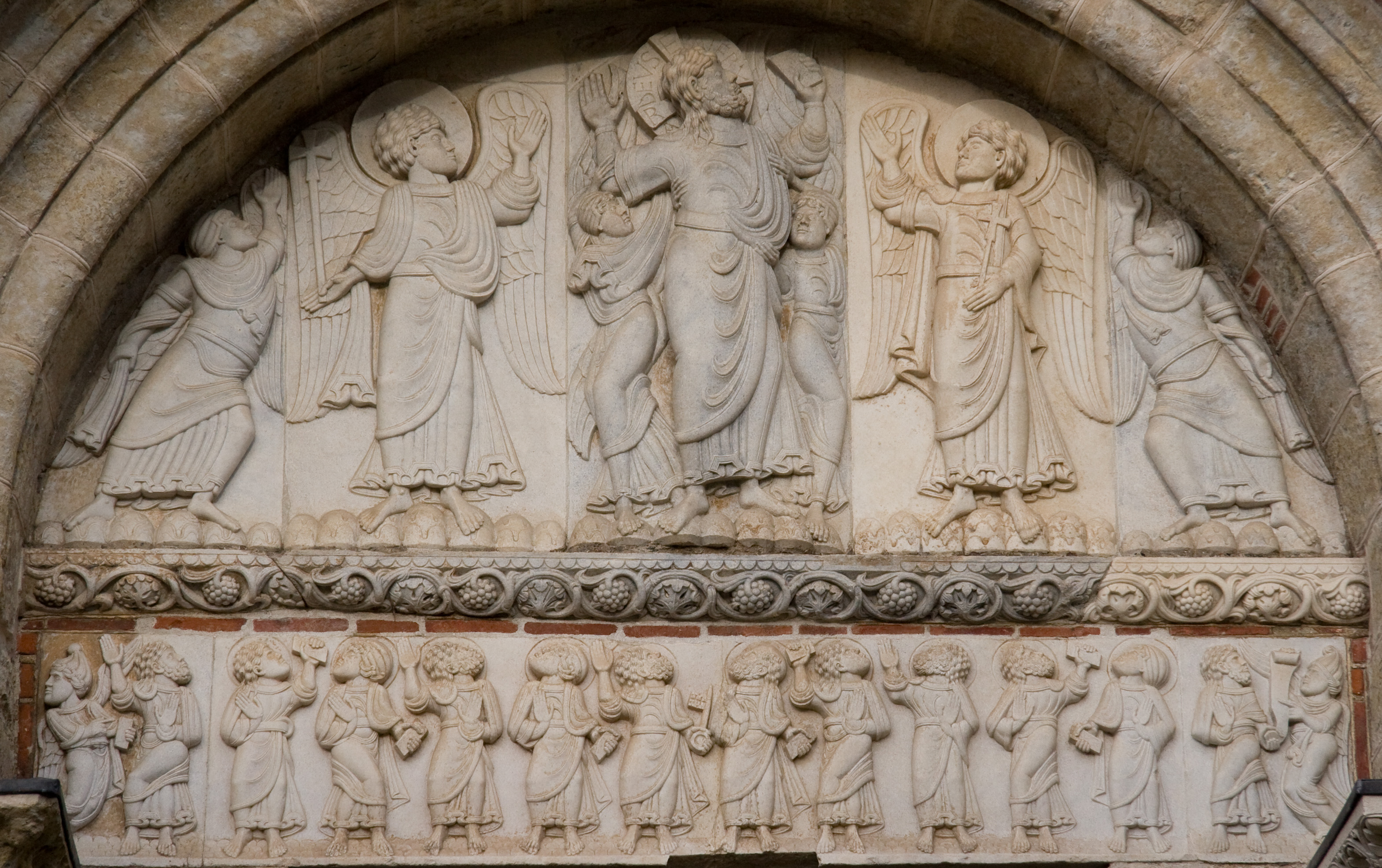
Tímpano da porta Miegeville da basílica de San Serni.

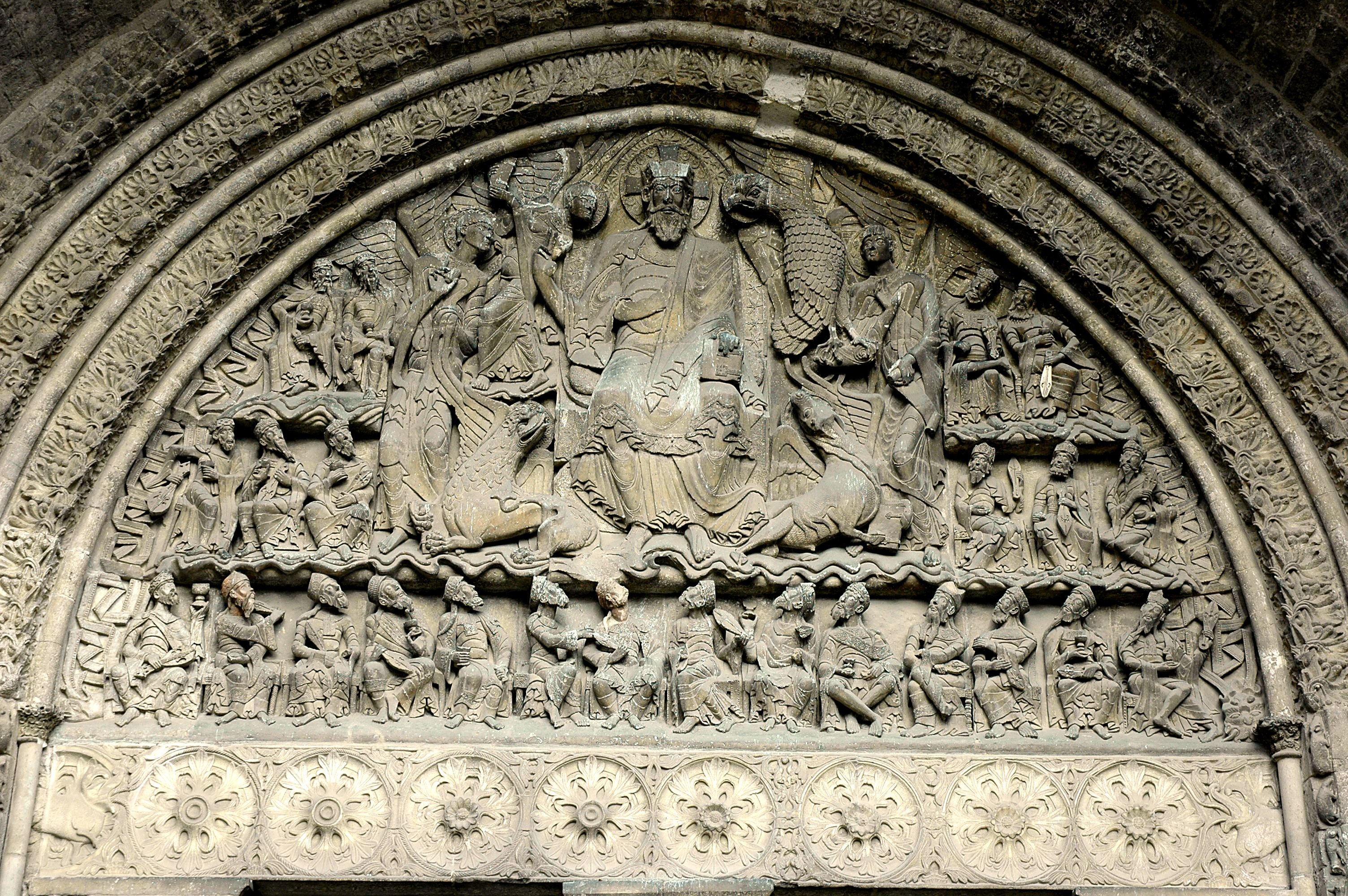
Tímpano da abadía de Moissac.

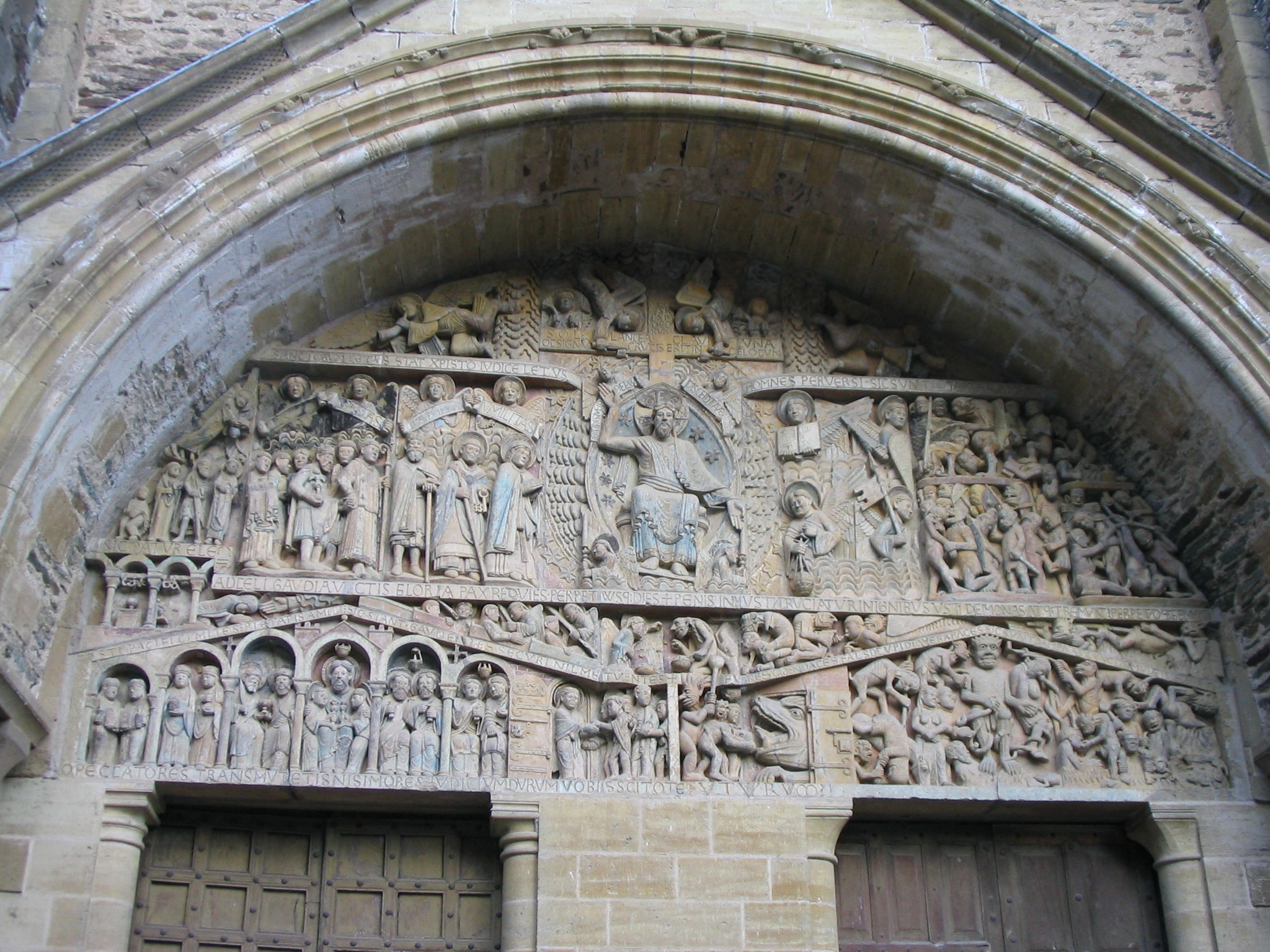
Tímpano de Santa Fe de Conques.

O início do desenvolvimento das grandes portadas foi lento e modesto, tendo de se superar a boa inteligência entre as duas guildas participantes, os artistas de talha e os mestres construtores. O principal centro nas últimas duas décadas do século XI esteve localizado principalmente em Toulouse. A oficina mais importante de Toulouse por volta de 1090, era dirigida por Bernard Gilduin e entre as suas obras estão alguns relevos de mármore no deambulatório da Basílica de Saint Serni, incluindo uma Maiestas Domini. A sua evolução dentro das esculturas pode ser vista nas laterais da porta conhecida como Porte de Miégeville (1100-1118), para a mesma igreja, onde no tímpano a Ascensão de Jesus é representada com representações em tamanho real nos dois lados do portal São Pedro e Tiago Maior. Durante este período, os trabalhadores toloses tiveram de se deslocar para a igreja de Santiago de Compostela, porque existem vestígios de obras semelhantes nos pórticos dos cruzeiros deste templo de Santiago. Existem também esculturas com um estilo semelhante aos pórticos de Santo Isidoro de León e da Catedral de Jaca, podendo esta série de obras ser designada por "escultura de peregrinação".
Outra igreja de peregrinação em Languedoc com um tímpano colossal foi Santa Fé de Concas, com uma representação do Julgamento Final (c. 1135). As figuras têm a mesma forma estilizada das do tímpano do Apocalipse da Abadia de Saint-Pierre de Moissac, construída entre 1100 e 1125. Esta abadia foi uma das muitas que deram continuidade às orientações artísticas do mosteiro de Saint Pierre de Cluny na Borgonha, o seu tímpano caracteriza-se por uma escultura muito expressiva, com Cristo a dominar toda a representação em posição frontal, que embora a disposição geral respeite a simetria, as personagens apresentam posições assimétricas. Os detalhes dos vestidos e dos ornamentos são tratados com grande habilidade, produzindo efeitos de naturalismo. Embora não existam vestígios do tímpano ocidental de Cluny, os pórticos de Autun feitos por Gislebertus e da basílica de Vézelay por um mestre anónimo são exemplos claros das grandes obras românicas realizadas em França.
O românico de Castela e Leão é rico em portais artísticos, historiados ou com ornamentação geométrica e vegetalista, começando pelos considerados mais antigos: a portada del Cordero e a portada del Perdón, ambas na colegiada de Santo Isidoro de León. O tímpano do Cordeiro é o primeiro conhecido do Reino de Leão, contendo várias cenas escultóricas, está datado de cerca do ano 1100. Retrata o Sacrifício de Isaac, com o cordeiro místico seguro por anjos, e de cada lado dos outros dois anjos transportando o símbolo da Paixão de Jesus. À direita vemos Sara à porta e dois servos que Abraão levou, um montado num cavalo e outro que está a descalçar-se porque vai pisar um lugar sagrado. Abraão, também descalço, ouve a voz que vem do céu, simbolizada na Dextera Domini. Do lado esquerdo estão duas outras figuras do Génesis: Ismael com um arco e a sua mãe Hagar: 
E Deus estava com o menino; e ele cresceu, e habitou no deserto, e era flecheiro.— (Génesis 21:20)
Estas representações das personagens de Ismael com Agar só ocorrem na Península Ibérica do século XI.
|  |  |

O tímpano do Perdão desta basílica apresenta três relevos com cenas da Ascensão, onde Cristo é ajudado por dois apóstolos na sua ascensão ao céu, ao centro a Descida é tratada com grande realismo, e à direita está a Ressurreição com o túmulo vazio de Cristo, guardado por um anjo e com as três Marias. Estes temas, criados pelo mestre Estevo, foram muito utilizados pelos escultores do Caminho de Santiago, que no seu regresso os levaram para França.
Na igreja de San Domingo de Soria encontra-se um dos tímpanos mais originais, quatro arquivoltas de aduelas talhadas coroam o fastígio no qual se pode ver na sua parte central o pantocrator com a sua mandorla oval e os quatro evangelistas, além de José e Maria completando a cena. A singularidade deste pantocrator é que é um dos cinco únicos exemplares no mundo (todos na Península Ibérica) da iconografia românica chamada trinitat paternitas, ou seja, Deus Pai é representado com Cristo sentado sobre ele.

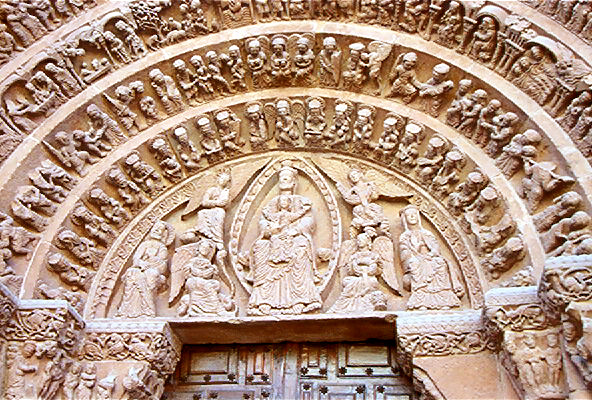
Tímpano da Igreja de São Domingos de Soria.

As arquivoltas assentam sobre capitéis artísticos suportados por colunetos acoplados de fustes cilíndricos e oitavados com capitéis e bases decorados. Os capitéis representam cenas do Antigo Testamento, desde a génese da Terra e das estrelas que povoam o universo, até à criação de Adão, a partir de uma figura de barro, e de Eva, a partir da sua costela. A arquivolta interior representa os vinte e quatro anciãos do Apocalipse (dois por vão), todos eles segurando vários instrumentos musicais em atitudes de serenidade beatífica. A segunda arquivolta retrata o massacre dos santos inocentes, cujo responsável, Herodes, é aconselhado por um demónio alado. A terceira arquivolta exibe uma sucessão de acontecimentos evangélicos, como a Assunção, a Visitação, a Anunciação, o Nascimento de Jesus e a Adoração dos Magos, etc. Finalmente, a última arquivolta contém episódios da Paixão e da Ressurreição. A fachada de Nossa Senhora de Poitiers serviu possivelmente de modelo para a de São Domingos e é possível que mestres de Poitiers tenham estado envolvidos na sua criação. A verdade é que este frontispício, cuja cobertura se conserva magnificamente porque até teve telhado recentemente, representa uma das maiores realizações do românico espanhol.

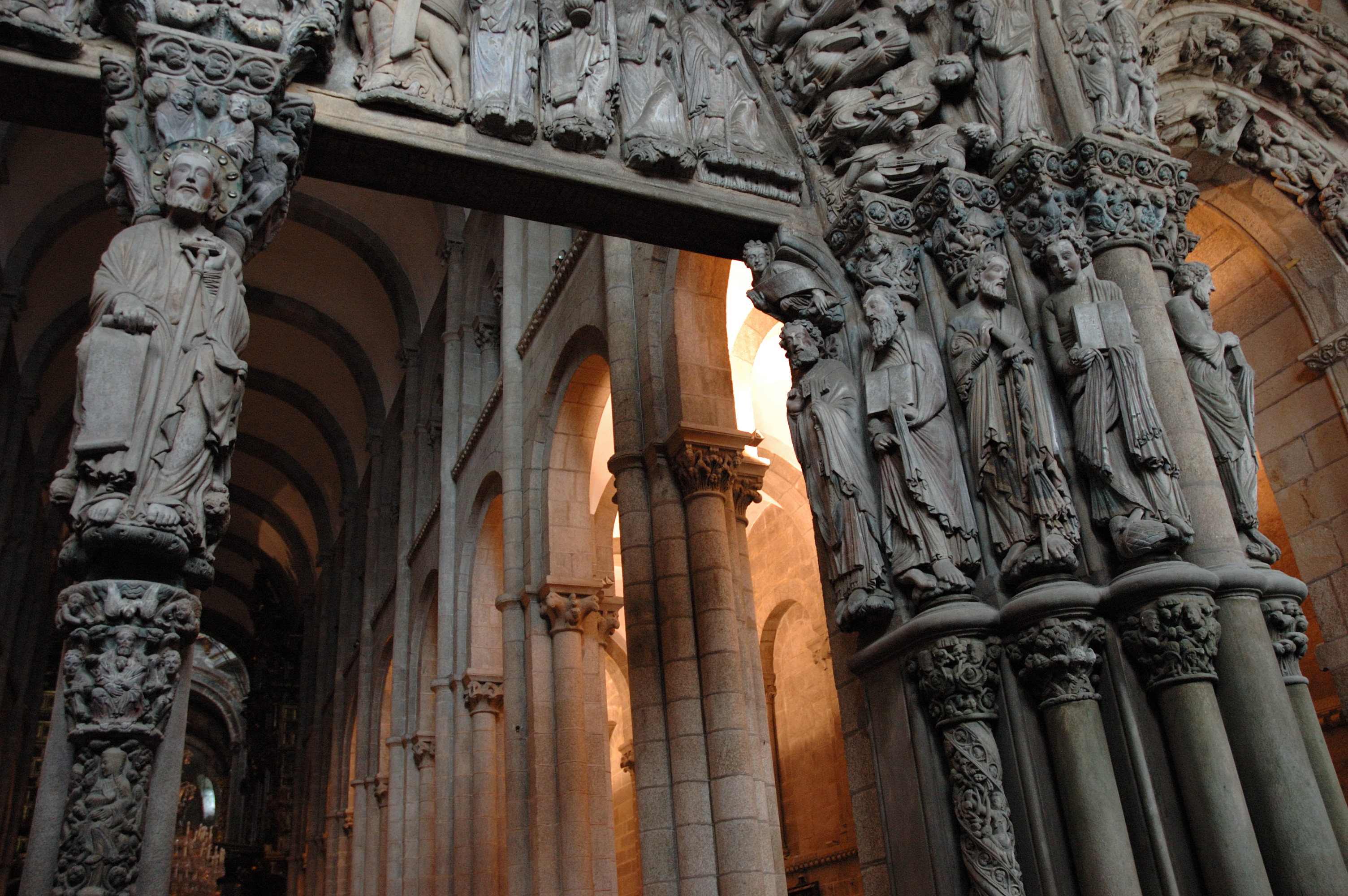
Pórtico da Gloria na Catedral de Santiago de Compostela.

A escultura do românico tardio pode ser vista no pórtico e no tímpano da Glória da Catedral de Santiago de Compostela, onde o tratamento da figura humana é muito menos rígido e num estilo de transição do românico para o gótico. Todo o pórtico está repleto de imagens devido ao horror vacui (encontram-se duzentas esculturas). A obra foi criada pelo mestre Mateus e é presidida pelas Maiestas Domini acompanhadas pelo tetramorfo e rodeadas pelos anciãos do Apocalipse. No aximez encontra-se uma imagem do Apóstolo Santiago, e os restantes profetas e apóstolos encontram-se nas jambas como fuste dos colunetos. O autor assina a obra: «No ano 1188 da Encarnação do Senhor, o mestre Mateus dirigiu a obra desde o princípio».
Na Itália, desenvolveram-se várias escolas nas quais a influência do Império Romano foi muito marcada. Uma obra do final do século XI foi a cadeira de mármore, da igreja de San Nicolao em Bari (Bari), inspirada em modelos de obras romanas. Esta cadeira faz parte de uma série que se pode encontrar por toda a Campânia, onde vários artistas se dedicaram à decoração dos pórticos ou elementos interiores das igrejas. Estas cadeiras ou assentos eram geralmente apoiados em figuras de telamons humanos, elefantes ou leões e é normal encontrar estes mesmos apoios nas colunas dos pórticos, estes pórticos evoluíram para atingir grandes dimensões até se tornarem grandes átrios como na Catedral de Modena.
- Cátedra do bispo (c. 1098) em San Nicolao de Bari.
- Cátedra de São Sabino.
- Leão à entrada da Catedral de Modena.
- Pormenor do tímpano em Ferrara por Niccolò.

Destacaram-se dois grandes escultores do românico italiano, Wiligelmo e Niccolò, o primeiro da chamada escola da Emília, foi um escultor muito expressivo, com grande influência da antiguidade, trabalhou na catedral de Modena, as suas últimas figuras esculpidas nas jambas das portas já estavam a um passo da nova arte gótica. Niccolò produziu modelos de figuras mais suaves e, embora tenha trabalhado em vários locais, os seus trabalhos mais notáveis estão em Ferrara e Verona.
De todas as escolas italianas, a mais influente foi a da Lombardia, que se caracterizou pela decoração exuberante dos pórticos, cobrindo até fachadas como a de São Miguel de Pavia, misturando ornamentos vegetais, animais, monstros e temas religiosos. Na Toscana o mestre Gulielmo trabalhou em Pisa com um estilo relacionado com a escola da Provença. Nas suas fachadas, os pórticos são ladeados por estátuas colocadas em nichos de estilo romano e os lintéis transformam-se em frisos contínuos ao longo da fachada. Esta escola fez arquivoltas muito ornamentadas, esculpidas de forma radial.
Este método foi rapidamente adotado em Inglaterra, onde as aduelas radiais se tornaram a forma preferida de decorar arcos, sistema que se manteve ao longo do século XII. As fontes da escultura românica anglo-saxónica eram as da Lombardia e do oeste de França, mas com tradições locais e estilos zoomórficos vikings; De um modo geral, a sua escultura não era monumental, mas sim feita com pequenos detalhes.

### Fachadas de triunfo

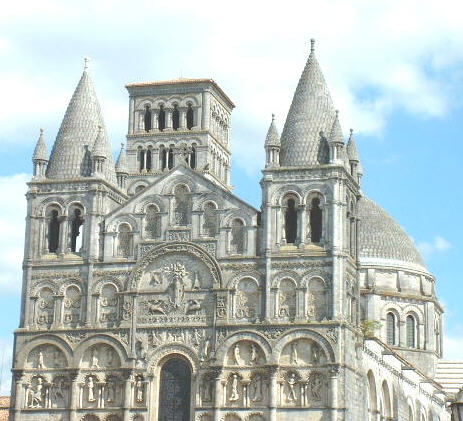
Fachada da catedral de Angulema.

As chamadas portadas esculpidas são aquelas que se apresentam como um arco de triunfo com composições lineares cobrindo toda a entrada. Pouco depois de 1100, estimulados pela redescoberta da antiguidade, da escultura românica da península ibérica, de Toulouse do Languedoc e do norte de Itália, os escultores conseguiram conquistar a fachada para a transformar numa grande exposição de escultura monumental sob diferentes formas. Um exemplo particularmente marcante, apesar das extensas restaurações que sofreu desde a Idade Média, é a fachada da catedral de Angoulême, que reproduz uma visão escatológica distribuída por toda a frente.
A fachada da Abadia de Saint-Gilles pode ser considerada um verdadeiro “livro de pedra”, dirigido aos fiéis, muitas vezes analfabetos na época da sua construção. Construída pelos monges da abadia entre 1120 e 1160, a fachada continua a ser uma obra-prima reconhecida da arte românica na Provença. A decoração da fachada é composta por três portais, o central de maiores dimensões e os laterais. A capa esquerda apresenta uma Adoração dos Magos no tímpano e a Entrada em Jerusalém na claraboia. A tampa central tem uma representação de Cristo em Majestade no tímpano; No friso inferior, que se estende pelas paredes laterais, entre as portas, encontram-se várias cenas relacionadas com a Paixão. A capa direita retrata uma Crucificação no tímpano e, por baixo desta, várias cenas relacionadas com episódios subsequentes à Ressurreição de Cristo. Entre as três portas encontram-se uma série de colunas recuperadas da época romana e, entre elas, várias figuras de grande porte: São Miguel, Os Doze Apóstolos e a Luta de Anjos e Demónios. Na parte inferior encontram-se personagens do Antigo Testamento, bem como cenas não religiosas. Os elementos arquitetónicos decorativos são inspirados na arte antiga: capitéis coríntios, bases caneladas, ovais e centauros.
|  |  |

A observação da Antiguidade une-se à visionária iconografia românica no portal ocidental da igreja de Saint Trophime em Arles, que, diante da fachada da igreja, combina o tema da visão apocalíptica com o do Juízo Final, e a sua estrutura arquitectónica dá grande relevo às arquitraves e ao friso, bem como à colunata que serve de moldura às grandes estátuas. O portal de Saint Trophime de Arles atinge o seu desenvolvimento românico por volta de 1190 e mostra o caminho seguido pelos escultores na sua busca por uma representação monumental da fachada triunfal. Com a magnífica fachada da Abbaye de Saint-Gilles, é uma das melhores coleções de arte românica esculpida da Provença. O pórtico inclui uma variedade de elementos decorativos: pilastras caneladas, capitéis com folhas de acanto, frisos gregos, tiras de folhas de palmeira, baixos-relevos adornados com volutas. A ordem da porta é inspirada na arte antiga e evoca um verdadeiro arco triunfal romano que se abre para a abadia. A influência da arte antiga, sobretudo a dos primeiros sartegos cristãos, encontra-se no estilo das figuras e nos motivos florais da decoração. Os motivos decorativos determinam temas relacionados com o Antigo Testamento, bem como com as feras e criaturas malignas que estão associadas aos dois padroeiros da catedral: Santo Estêvão e São Trófimo. A estrutura geral é semelhante à de Saint-Gilles, mas aqui foi reduzida a uma única porta.

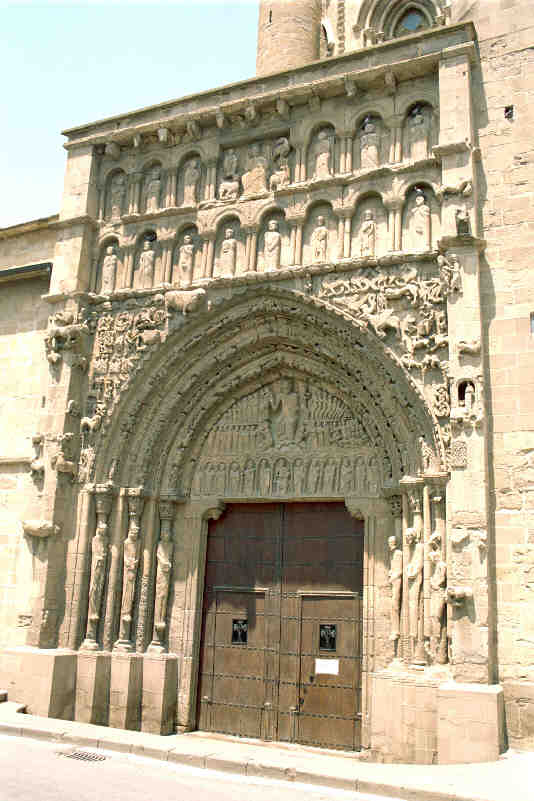
Portada de Santa María la Real de Zangoza.

As estátuas-colunas do portal de Santa María la Real em Zangoza constituem uma das obras de arte medieval mais interessantes e complexas de Navarra, para além das representações religiosas, existem múltiplos relevos de grande simbolismo. Foram considerados inspirados pela escultura de Chartres, quer directamente, quer pela corrente da escola Borgonha, pelas proporções alongadas e pela verticalidade das dobras estreitas das vestes.
O Pórtico de Santa Maria de Ripoll é uma fachada concebida como um arco triunfal romano e apresenta uma grande profusão decorativa, com cenas do Antigo Testamento, trabalhadas por escultores anónimos, seguindo as histórias de uma Bíblia que se conserva no mesmo mosteiro. A fachada foi colada sobre a anterior do mosteiro de Santa Maria de Ripoll, cerca de meados do século XII, para decorar a entrada principal da igreja, sendo um dos exemplos mais monumentais, em termos de decoração escultórica, no âmbito do românico catalão ligado à escola de Toulouse.

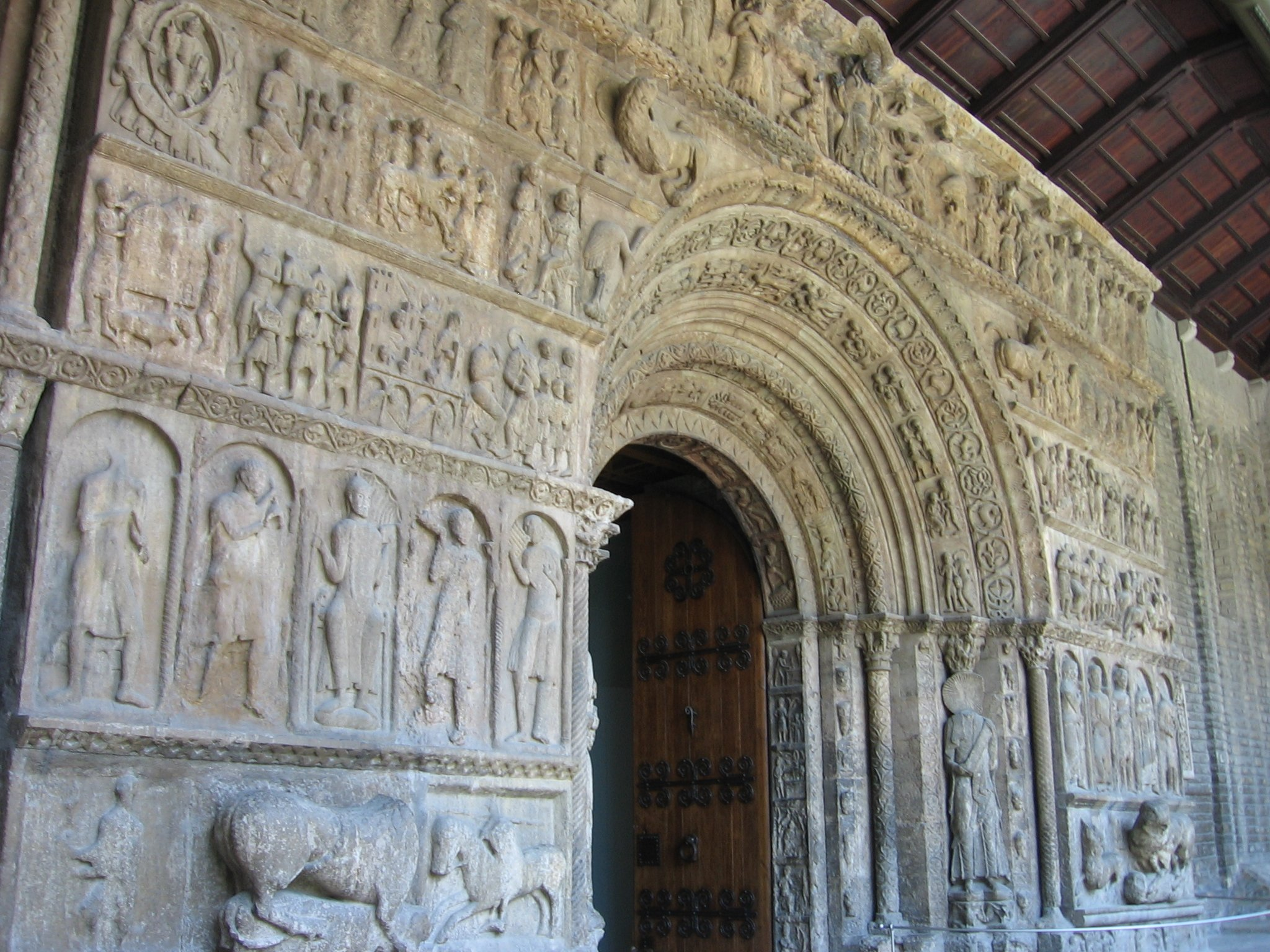
Pórtico do mosteiro de Santa Maria de Ripoll.

Estabeleceu-se um ponto de relação entre a arte feita em Ripoll e em Toulouse, através do estudo dos relevos e estátuas nas colunas, bem como as pregas das vestimentas, chegando a propor uma certa aproximação à arte do mestre Gilabert ou da sua oficina, parecendo também estar próximo do estilo das esculturas da fachada norte de Grossmünster em Zurique, pode dever-se à semelhança de ambas com uma origem italiana. Demonstra-se que os construtores conheciam bem os arcos triunfais, pela composição do frontão com coroamento final pela semelhança de um friso contínuo e o conjunto decorativo em dois níveis sobrepostos e emoldurados por um arranjo escalonado de sete faixas ou registos horizontais e algumas colunas situadas nas linhas laterais.

## Capitéis
Os capitéis são um dos exemplos mais importantes da escultura românica e conduzem a um mundo rico em simbolismo. A pedra esculpida foi, em muitas ocasiões, um veículo eficaz de comunicação entre a igreja e os fiéis e, com o seu impacto visual, ajudou a converter os templos no "reino de Deus na terra". Assim, os escultores tinham como missão instruir com simplicidade e comover-se com a sua arte. Os capitéis, com uma profusão de temas e onde o artista tinha mais liberdade criativa, cumprem plenamente estas funções.
A escultura românica foi integrada na arquitetura formando um todo. As portelas e os capitéis são dois exemplos claros. O escultor teve, por isso, de encaixar a sua obra em espaços reduzidos, aproveitando ao máximo a pedra. Esta "exigência" fez com que a escultura não se preocupasse em representar imagens fidedignas da realidade e é comum encontrar figuras desproporcionais, contorcidas ou ocupando diferentes faces dos capitéis.
A falta de espaço foi uma das razões para este "antinaturalismo" que caracteriza a escultura românica — e também a pintura. Mas não a única: o principal objectivo do artista não era o tratamento proporcional e fiável das figuras, mas o seu valor simbólico e o conteúdo da mensagem que queriam transmitir ao espectador. Esta forma de entender a arte românica deriva de um conceito clássico, o Neoplatonismo. Uma crença que defende que o mundo natural é apenas uma aparência que se assemelha à realidade verdadeira e transcendente de Deus. Difundido por Santo Agostinho, o neoplatonismo teve uma influência decisiva na formação da arte medieval.
A criação do homem, o pecado original, a natividade ou o juízo final são alguns dos temas representados nos chamados capitéis historiados. Mas, sem dúvida, o que mais chama a atenção é o rico, e por vezes fantasmagórico, repertório do bestiário medieval. Proveniente dos mundos clássico, bizantino e persa, o cristianismo apropria-se dele ao atribuir virtudes ou pecados aos diferentes animais reais ou fantásticos que o compõem.
Assim, entre os animais que representam o bem encontram-se os pássaros, muitas vezes comparados com a alma que se eleva em direcção ao céu, o leão ou o grifo. No outro lado da balança, o macaco — caricatura grotesca do homem—, a serpente — símbolo universal do pecado—, a lebre e o coelho — devido à sua fertilidade— o javali e o bode. Dragões, harpias, basiliscos, sereias e centauros completam o repertório de feras inimigas do homem e de Deus.

### Século X

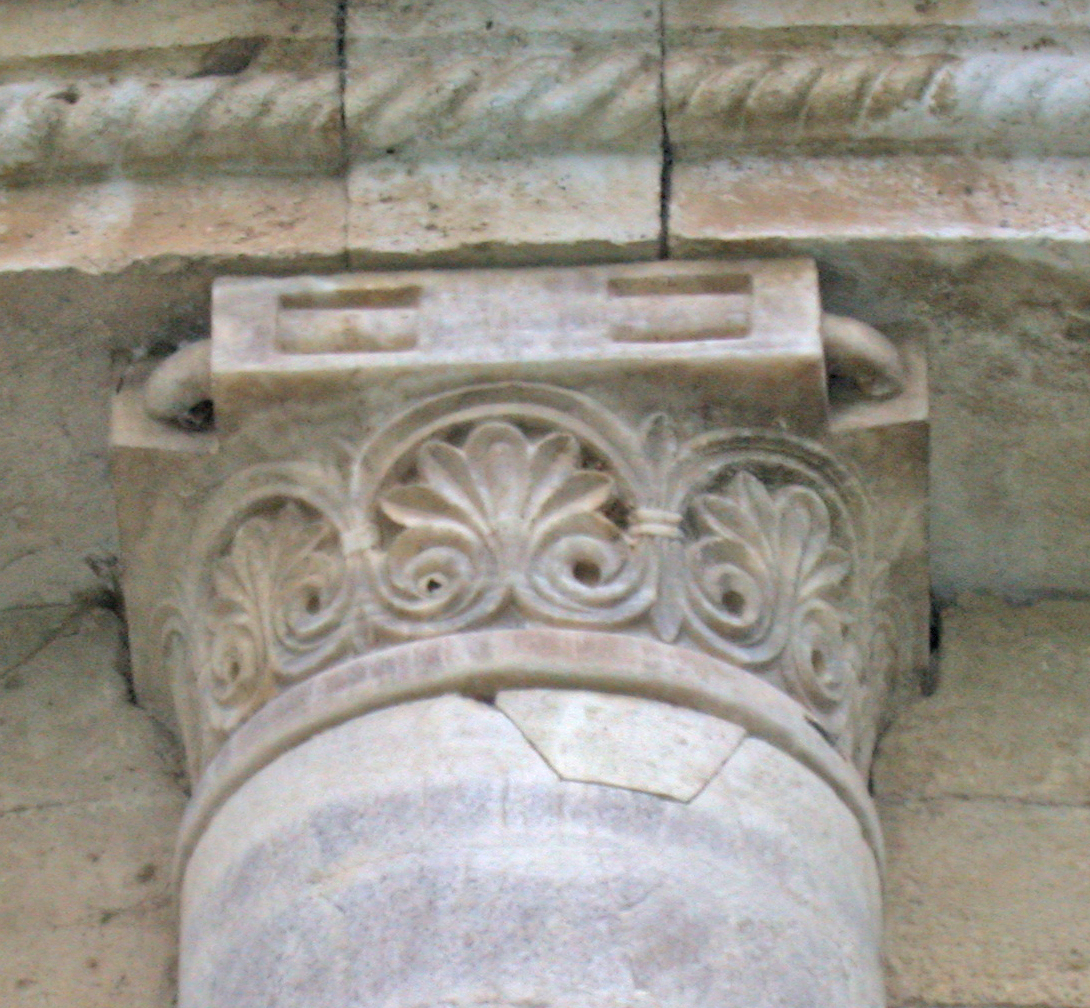
Capitel com decoração básica na abadia de Sant'Antimo (Siena).

Na segunda metade do século X, a decoração arquitectónica dos edifícios religiosos era geralmente muito simples. Algumas placas de relevo decoradas, impostas com molduras e alguns capitéis regressaram de períodos anteriores. Nos grandes edifícios, eram colocados grandes pilares retangulares como elementos de separação entre a nave e os corredores laterais, sendo muito difícil encontrar grandes capitéis, pois eram colocados apenas em colunas mais pequenas para igrejas ou criptas mais pequenas. As primeiras experiências de escultura de capitéis representam um dos aspectos essenciais na transição para a escultura românica monumental durante a primeira metade do século XI.
No norte de Itália, os primeiros capitéis com pouca ornamentação encontram-se em criptas e deambulatórios, como a Abadia de Sant'Antimo em Montalcino (Siena) e a Basílica de Santo Stefano em Verona. Durante a segunda metade do século XI (cerca de 1038 na catedral de Caorle) um grupo de capitéis é caracterizado pela imitação fiel e directa dos antigos modelos da Ordem Coríntia observados nas basílicas do Adriático, entre Veneza (São Nicolau em Lido) e Trieste (Catedral de San Giusto). Esta tendência continua no ambulatório de Tournus e Issoudun, antes do final do século X, bem como na catedral de Clermont-Ferrand.

### Século XI
As folhas de acanto eram esculpidas e representadas juntamente com volutas que se curvam para trás nos cantos e nas faces dos capitéis. Quase simultaneamente, no sul da França e na Catalunha, procuraram-se meios técnicos para resolver o problema da adaptação dos motivos utilizados nos relevos (entrelaçados, palmeiras e rosetas) às superfícies do capitel. A partir do final do primeiro terço do século XI, na Abadia de Saint-Philibert de Tournus e na Sant Pere de Roda, surgiram uma série de capitéis sobre imagens coríntias que mostravam o relevo superficial pré-românico dando lugar ao biselado e ranhura profunda. Um segundo grupo de capitéis com proporções mais próximas das formas cúbicas apresentam desenhos como bonecos com folhagem: Sant Pere de Roda, Sainte-Foy de Conques e Aurillac. Ligados à obra anterior de relevos românicos, emergem com maior nitidez nos capitéis esculpidos da igreja de Sant Martí del Canigó em Conflent, datados do início do século XI.

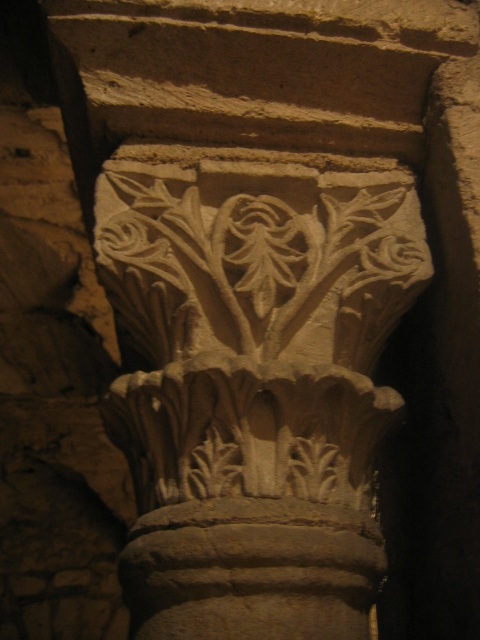
Capitel com vegetação na abadia de Tournus.
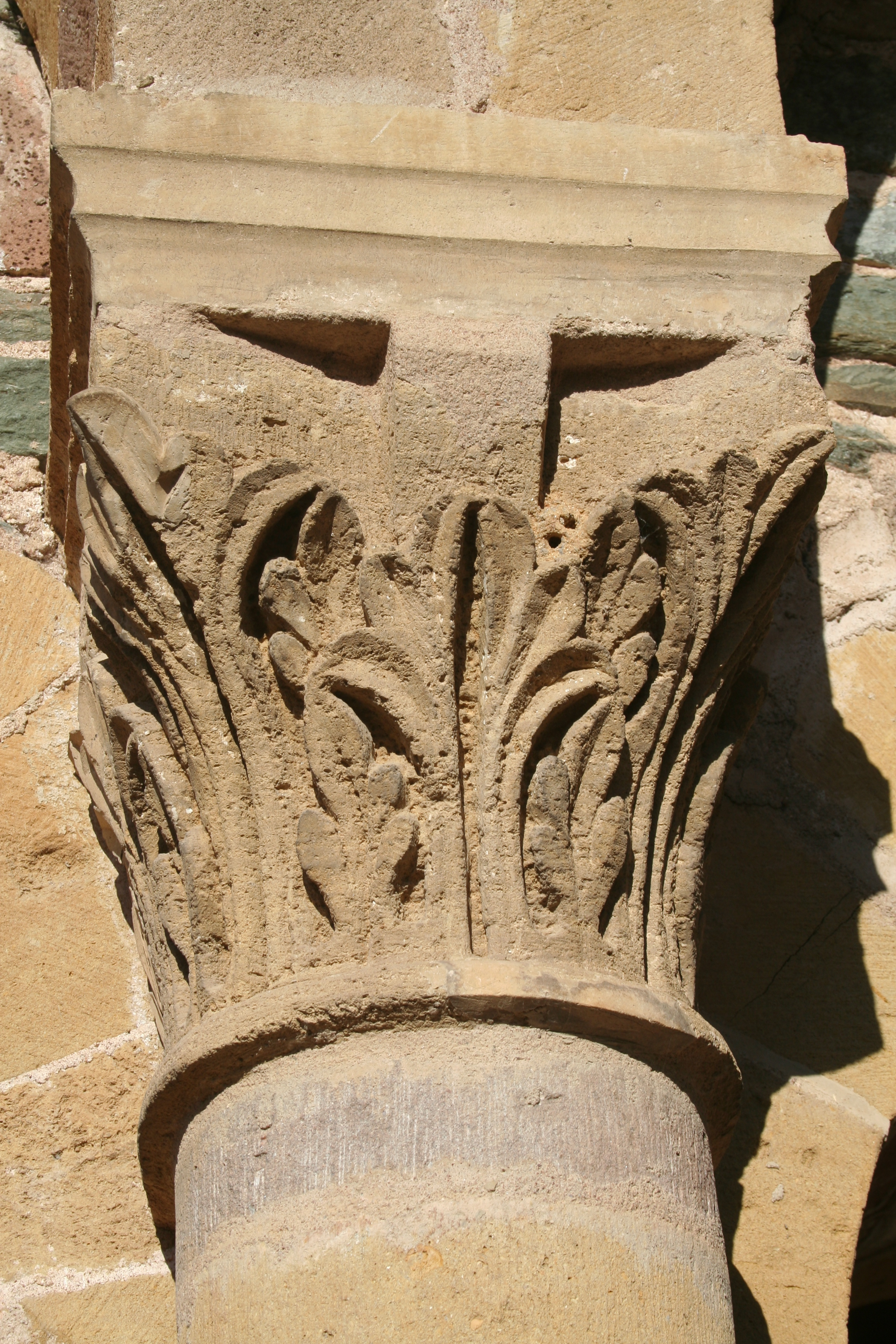
Folha de acanto em Saint-Foy de Conques.
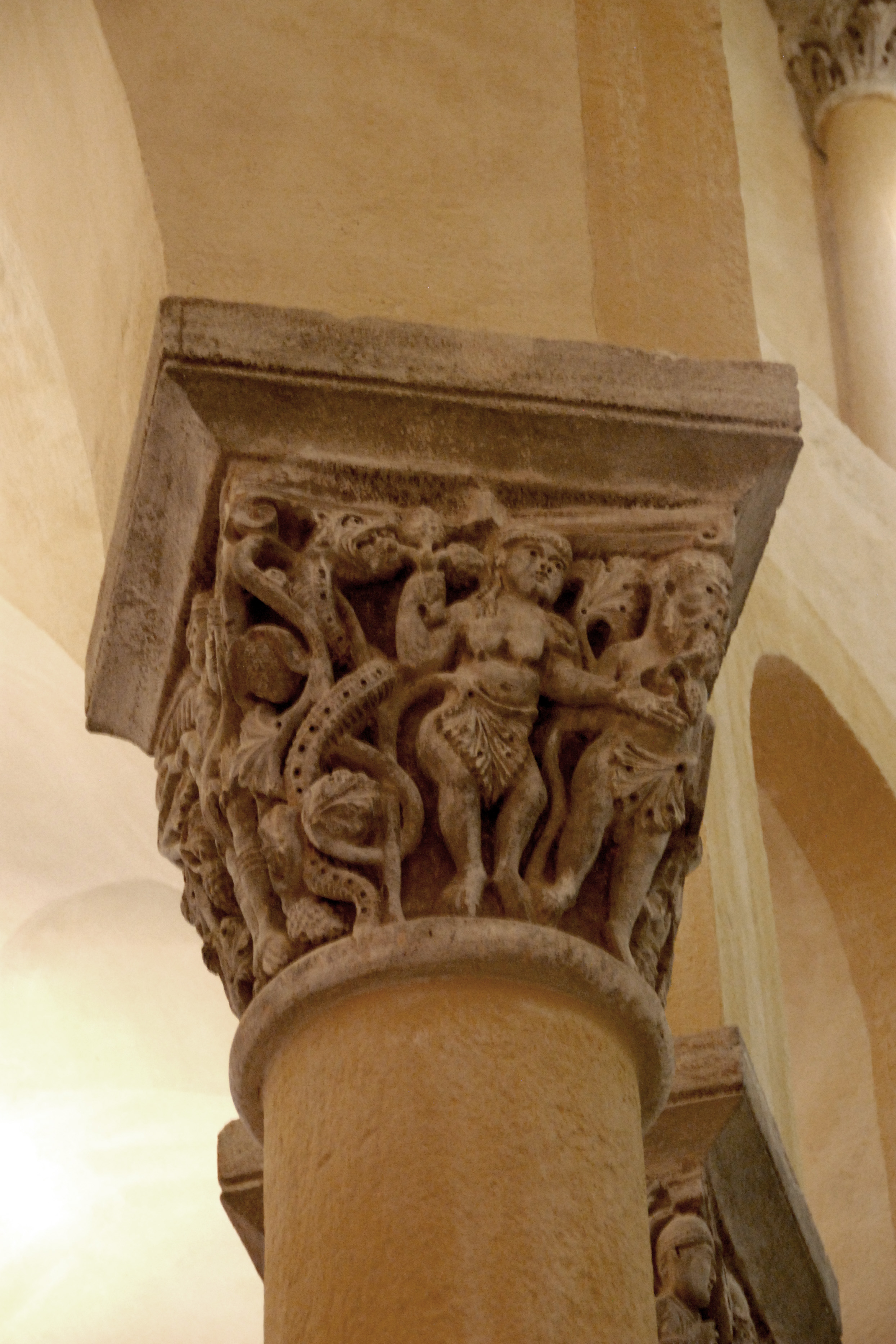
Adão e Eva em Clermont-Ferrand.
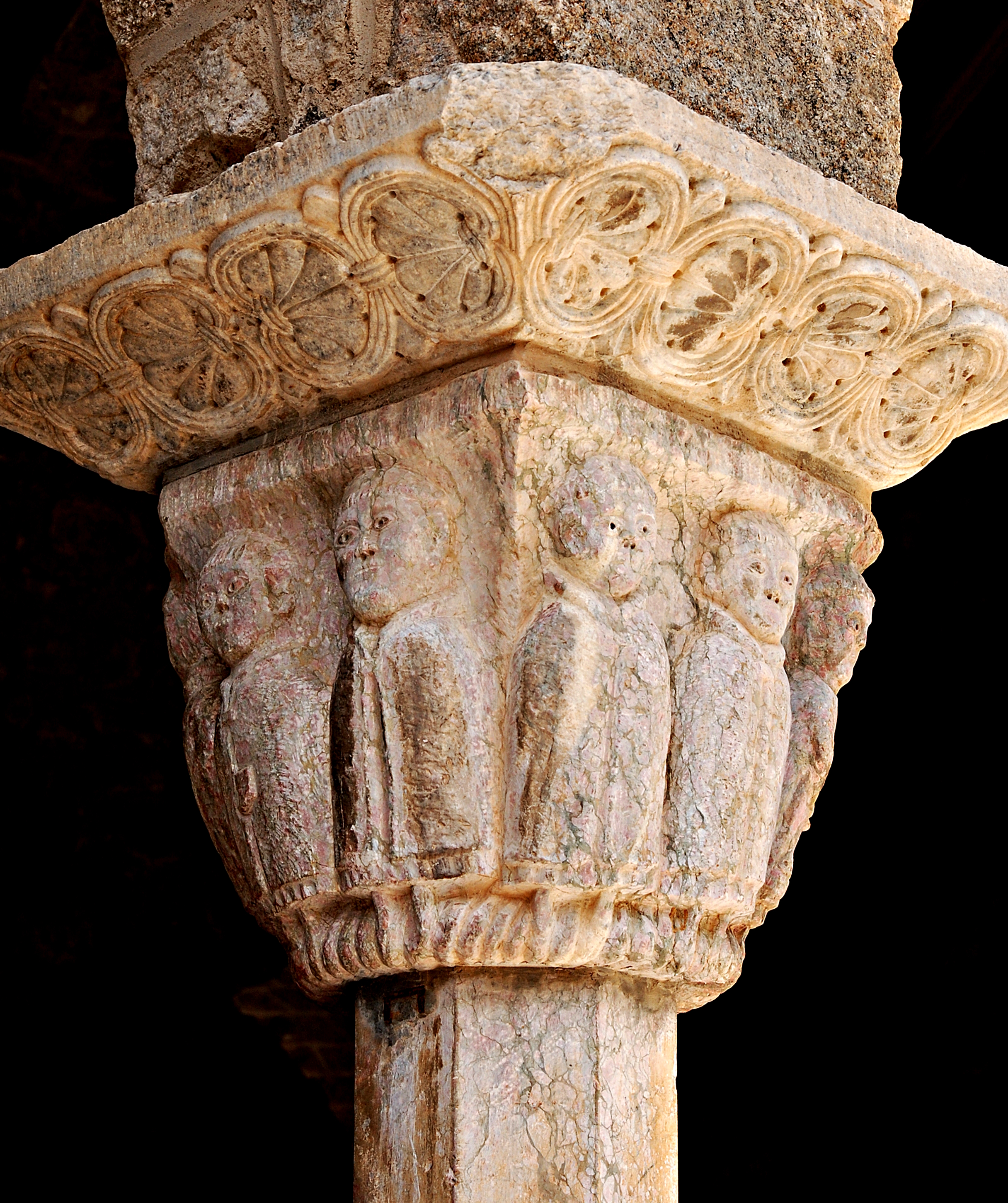
Capitel de Sant Martí del Canigó.

A transição da decoração vegetalista para a figurativa foi investigada por Henri Focillon, que sublinhou o papel da figura que contribuiu para a formação do estilo da arte plástica românica, e comparou-as com os capitéis da arte otoniana da igreja de Vignory adornados com motivos geométricos, vegetalistas e animalescos que evidenciam a técnica e uma preocupação pela obra semelhantes às observadas no sul de França. Desde o início do século XI, a Borgonha teve monumentos de grande importância: Abadia de Cluny, Romaimôtier, Saint-Philibert de Tournus, Saint Benigne de Dijon, esta igreja, teve um papel muito importante durante as duas primeiras décadas do século, devido às obras encomendadas ao abade de origem italiana Guglielmo da Volpiano, hoje a cripta ainda se encontra preservada com alguns capitéis com decoração de monstros, máscaras e figuras: a sua natureza inovadora torna-os um dos mais coloridos neste estilo. Em Paris, os capitéis da Saint-Germain-des-Prés (no Musée de Cluny), contrastam com estas séries anteriores pela monumentalidade do Cristo em Majestade neles representado. A bacia do Rio Loire era uma área geográfica com grande atividade artística. A abadia de Saint-Benoît-sur-Loire, possui um importante conjunto de capitéis de grande qualidade e detalhe nas esculturas, com acantos e folhas de palmeira com uma inscrição do escultor: Umbertus em fecit. De outras séries emergem figuras humanas representando histórias da Bíblia, a Anunciação, a Visitação de Maria e a Fuga para o Egipto. A relação entre os capitéis do átrio de Saint Benoît e os da abadia de Méobecq em comparação com os de Saint Hilary le Grand em Poitiers, Saint Martin de Tours e Maillezais propõe problemas metodológicos interessantes da cronologia da escultura românica em França.

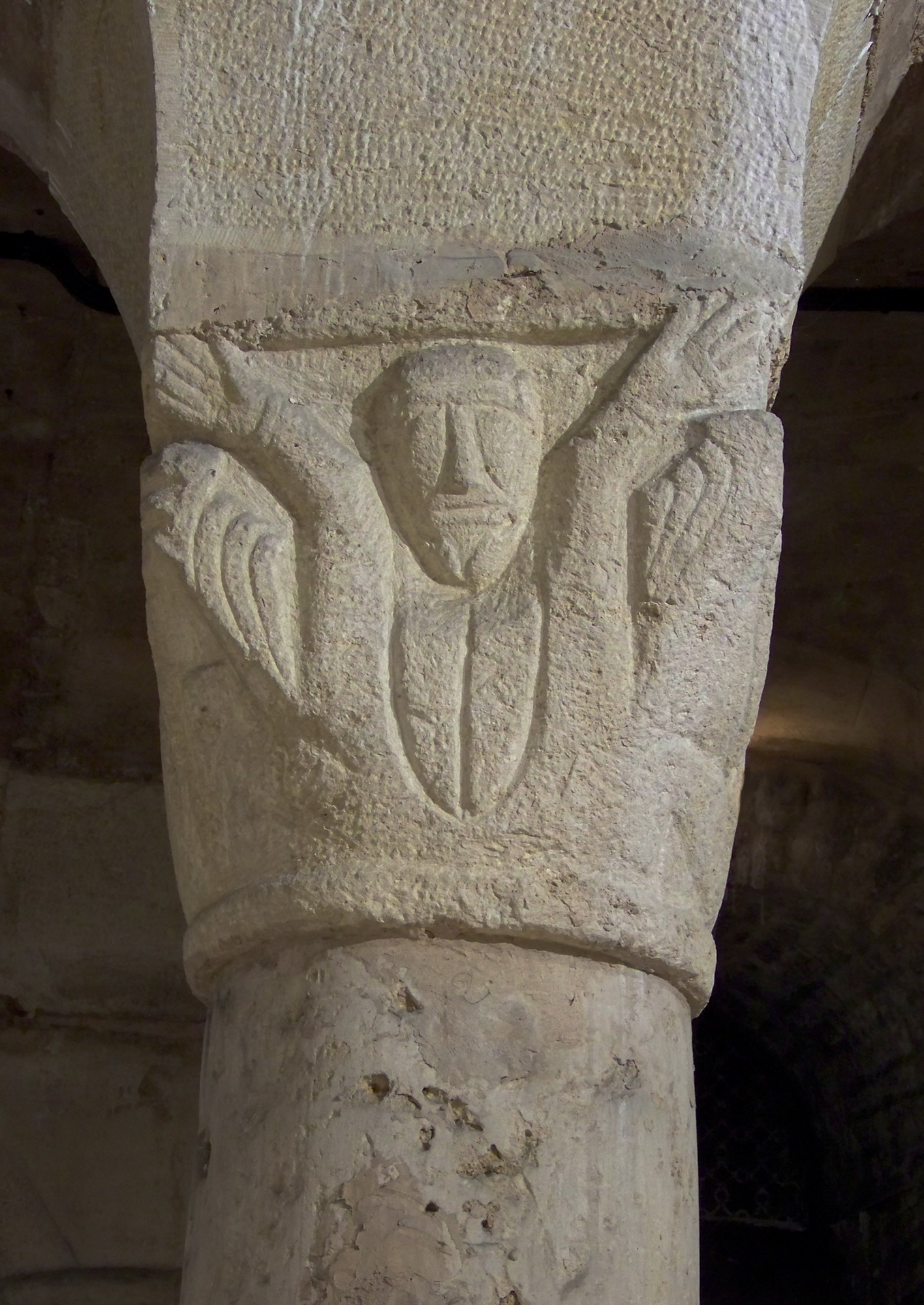
Homem a rezar, capitel de Saint Benigne de Dijon.
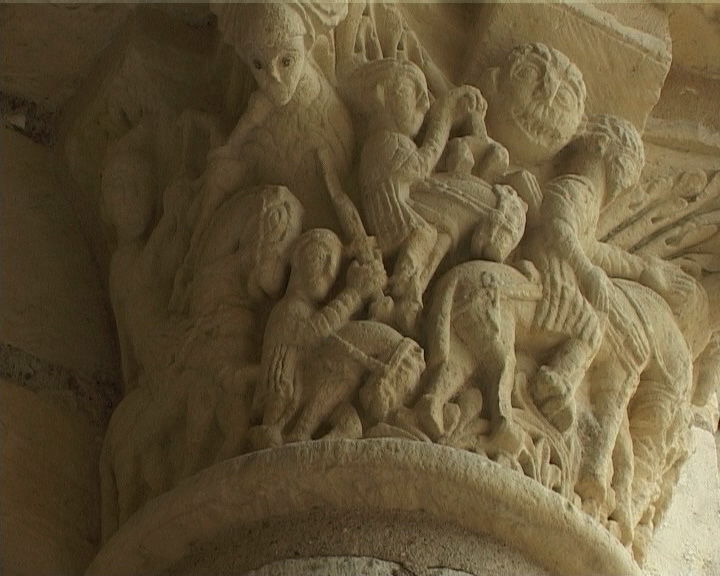
Capitel da Fuga para o Egipto da Abadia de Saint-Benoît-sur-Loire.
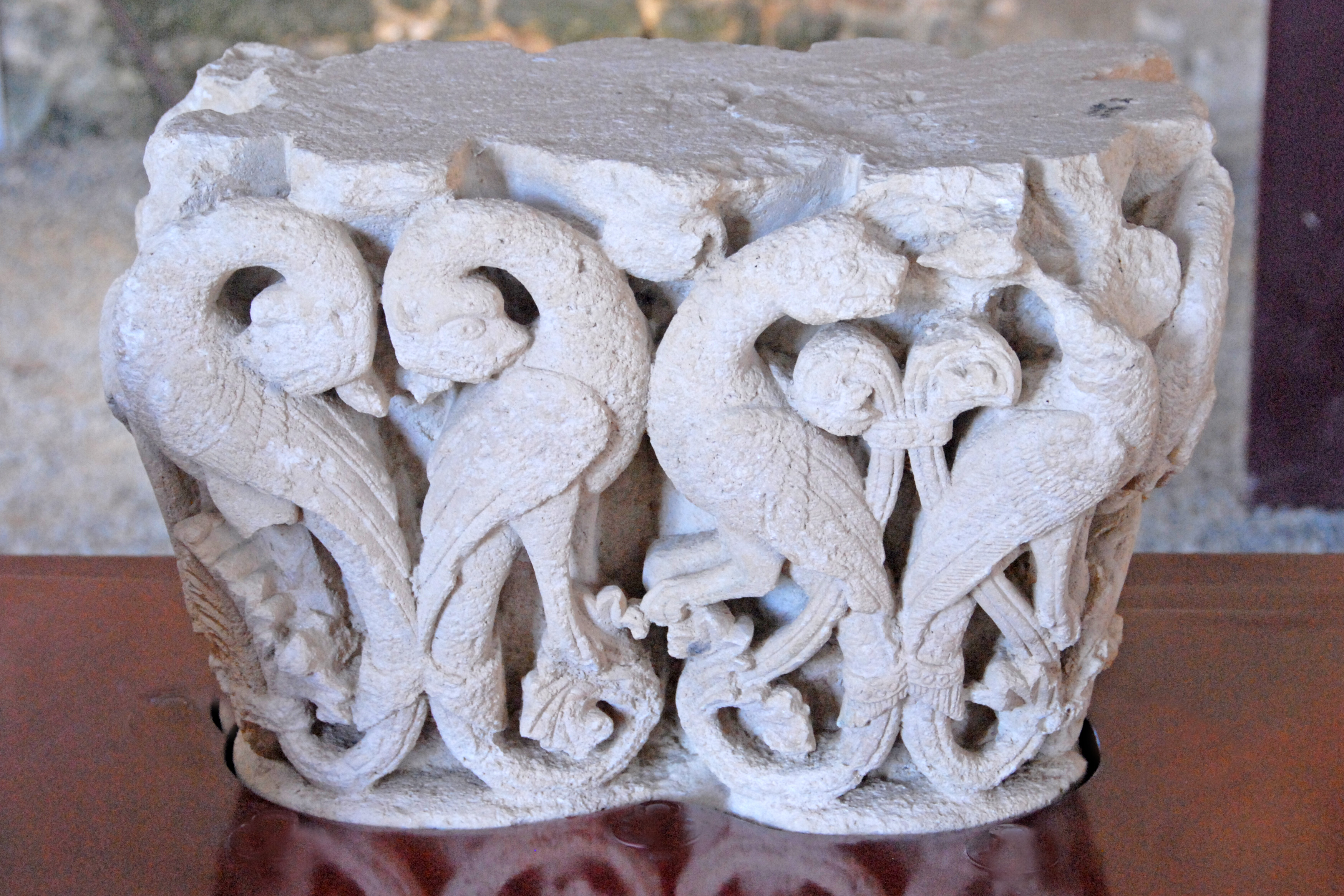
Capitel dos animais no museu de Maillezais.
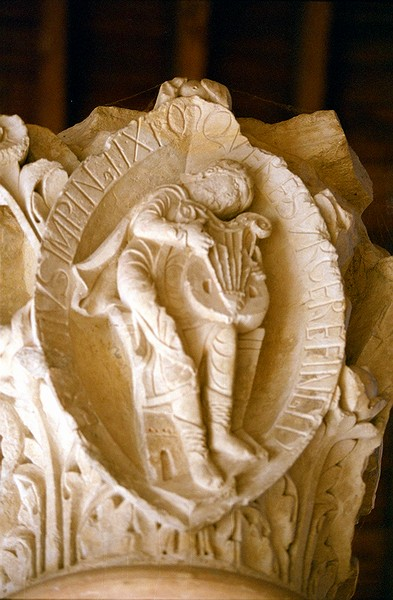
Capitel da Abadia de Cluny.

### Século XII
Com o passar do tempo, os temas escultóricos passaram a representar temas reais e fantásticos, misturando assim temas cristãos com toda uma série de bestiários, monstros, leões com cabeças de águia ou pássaros com corpos de mulheres sereias aladas e centauros em representações monstruosas com o propósito da sua interpretação como bem e mal, sem esquecer os temas obscenos. Os capitéis de muitos claustros são modelos destas séries historiadas, como se pode observar no mosteiro de Santo Domingo de Silos em Burgos, no mosteiro de Sant Cugat na Catalunha e no claustro de Elna em Languedoc-Rossillon. Toda esta imaginação transbordante terminou com o texto escrito por Bernaldo de Claraval no século XII contra as capitais historiadas.

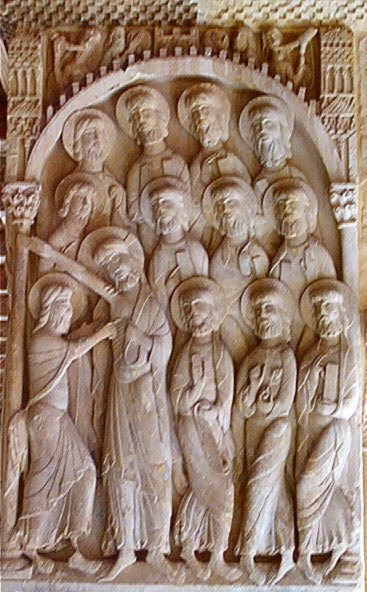
A Dúvida de São Tomás no Mosteiro de Santo Domingo de Silos.
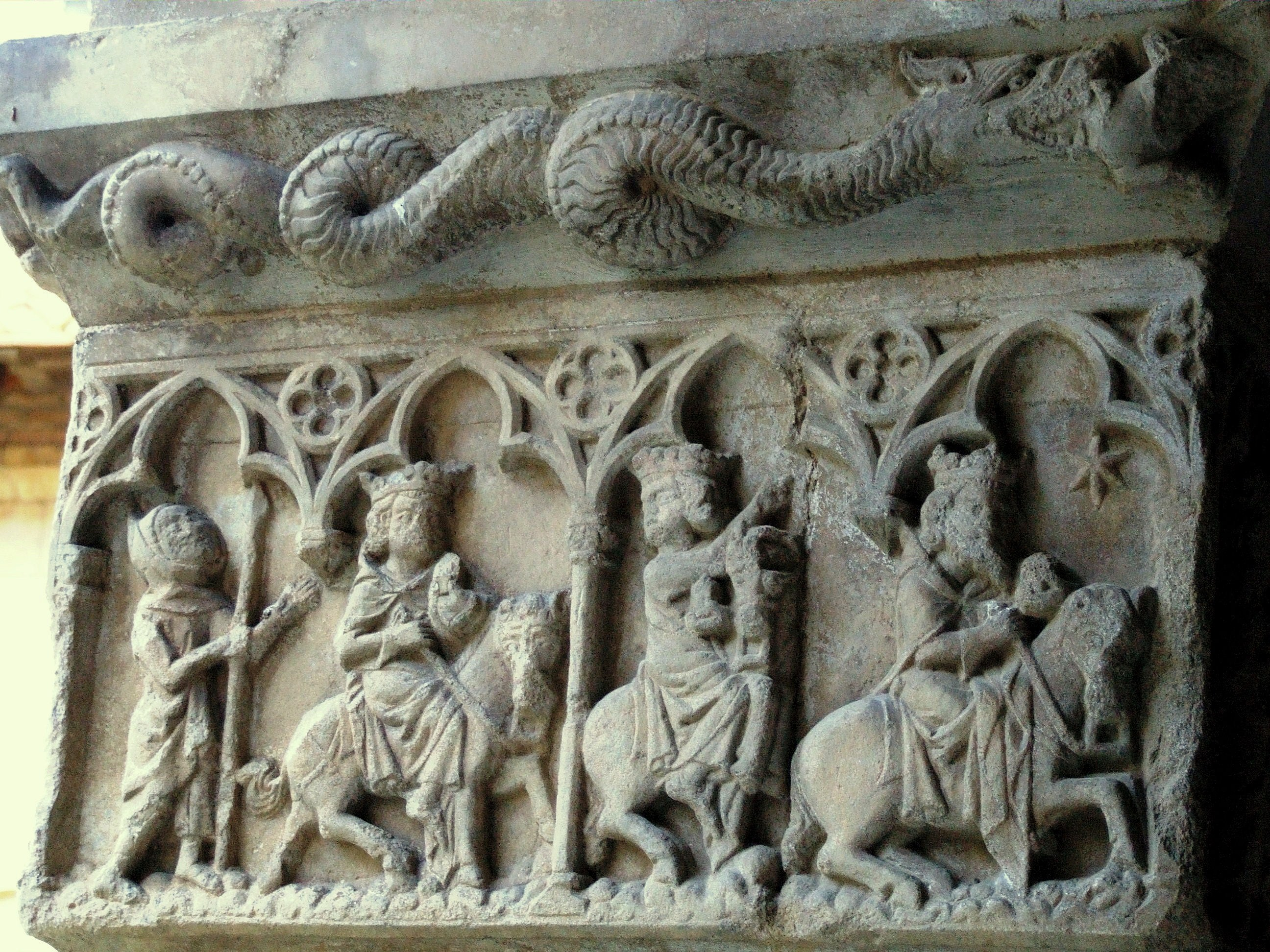
Capitel com os Três Reis Magos na Catedral de Elna.
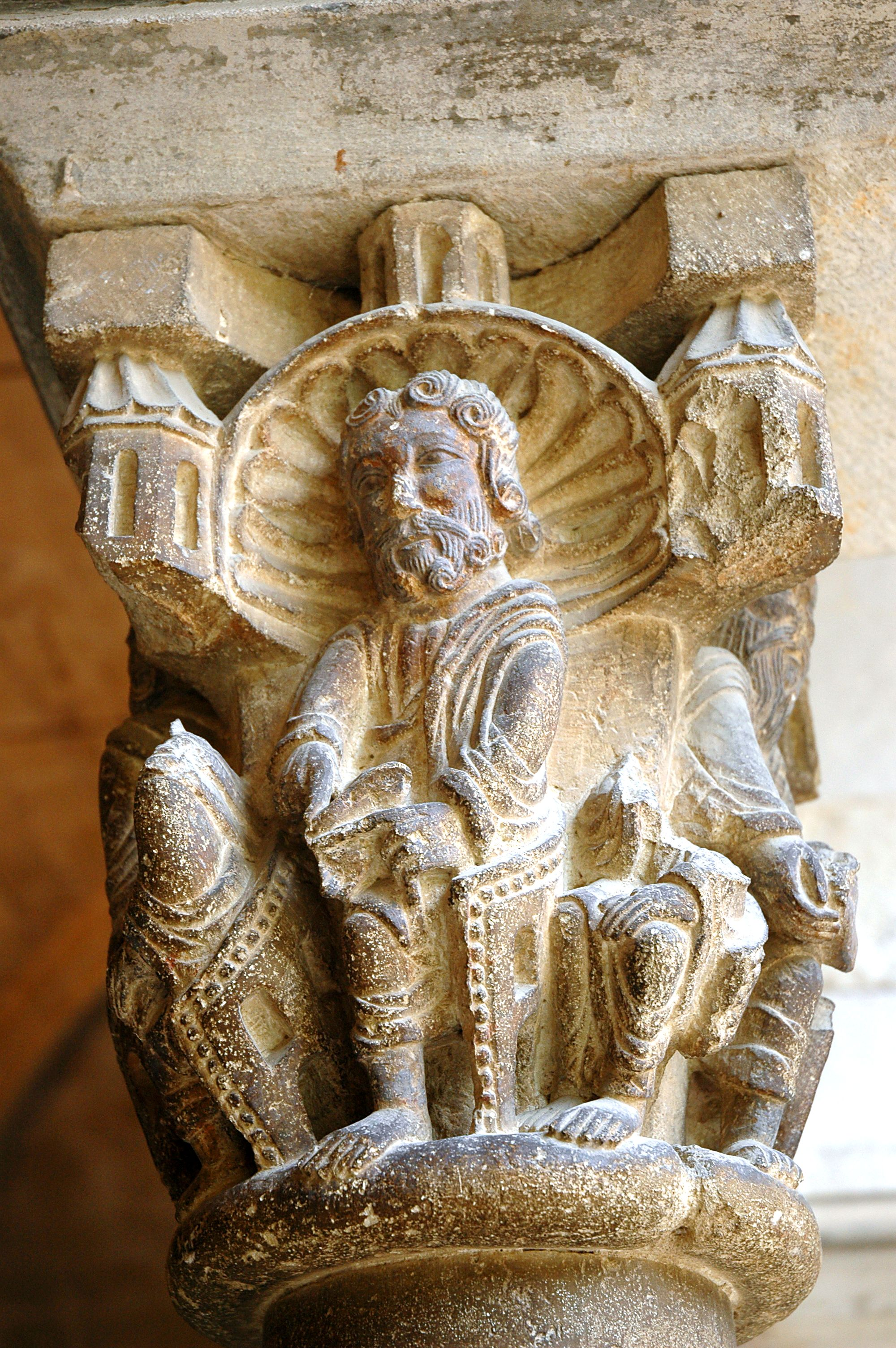
Lava-pés de Cristo aos Apóstolos no mosteiro de São Cugat.
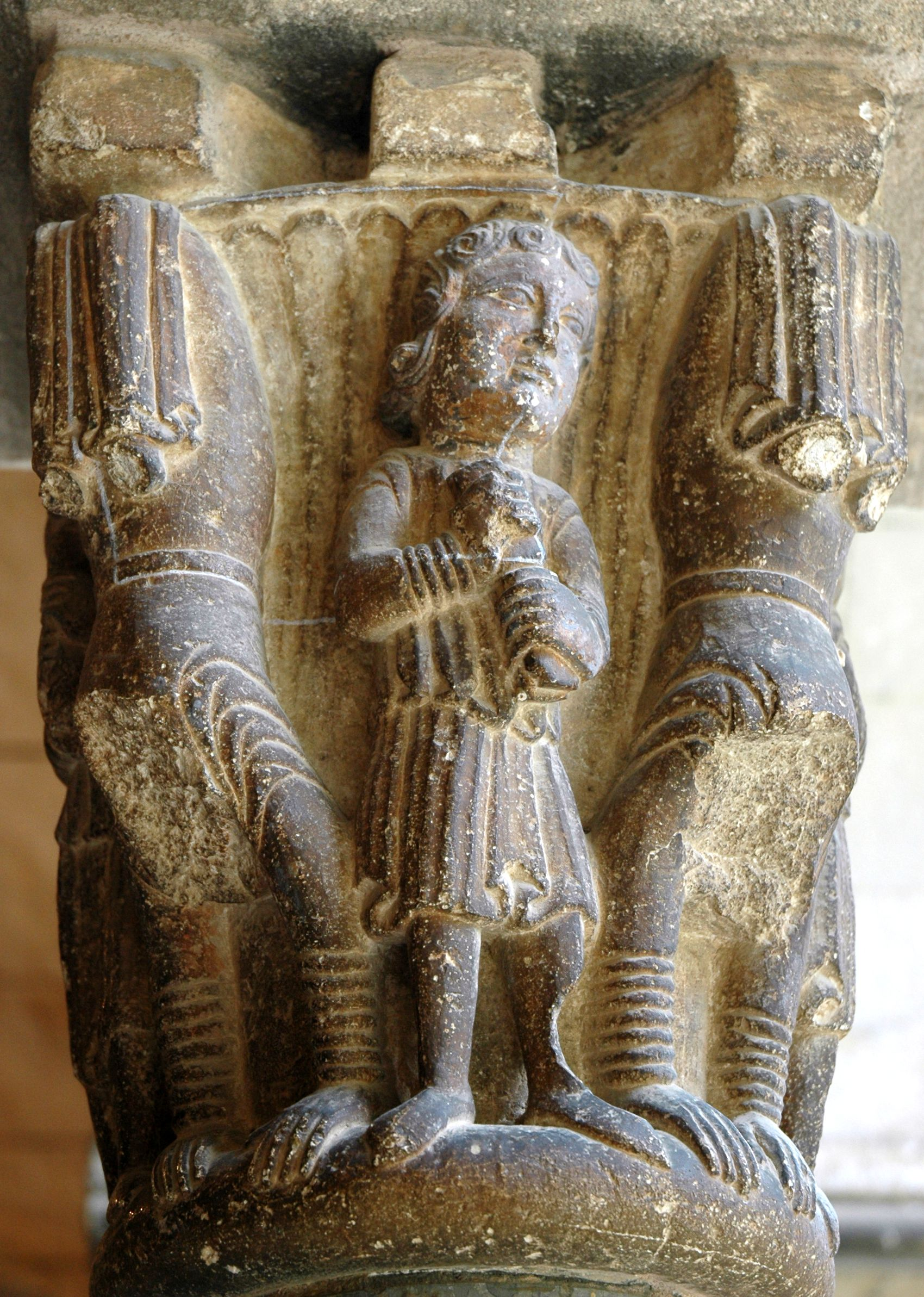
Músicos e playboys no mosteiro de Sant Cugat.

O que fazem estes monstros grotescos, estas extraordinárias belezas deformadas e estas belas deformidades aos nossos claustros onde os religiosos se dedicam a leituras sagradas? O que significam aqui os macacos imundos, os leões ferozes, os centauros estranhos que são apenas metade humanos? Porquê tigres listrados? Porquê guerreiros em combate? Porque é que os caçadores tocam as suas trombetas? Aqui vemos vários corpos sob uma única cabeça; várias cabeças num único corpo. Aqui, um quadrúpede tem uma cauda de réptil, ali, um peixe tem um corpo de crocodilo. Aqui um animal monta um cavalo. Em suma, a diversidade destas formas parece tão múltipla e tão maravilhosa que os mármores são decifrados em vez de se lerem os manuscritos, que o dia é passado a contemplar estas curiosidades, em vez de se meditar sobre a lei divina. Senhor, se estes absurdos não causam rubor, que pelo menos se deplore o seu custo... — Bernaldo de Claraval, apologia a Guilherme, 1124

## Imagens de culto
No período românico, a madeira era um dos materiais mais utilizados para a produção de imagens no interior dos templos. As esculturas que representam a Majestade de Cristo e a Mãe de Deus com o Menino, denominadas Sedes sapientiae, eram as representações mais abundantes feitas para venerar cada igreja. Quase todos foram datados do século XII ou do início do século XIII. 

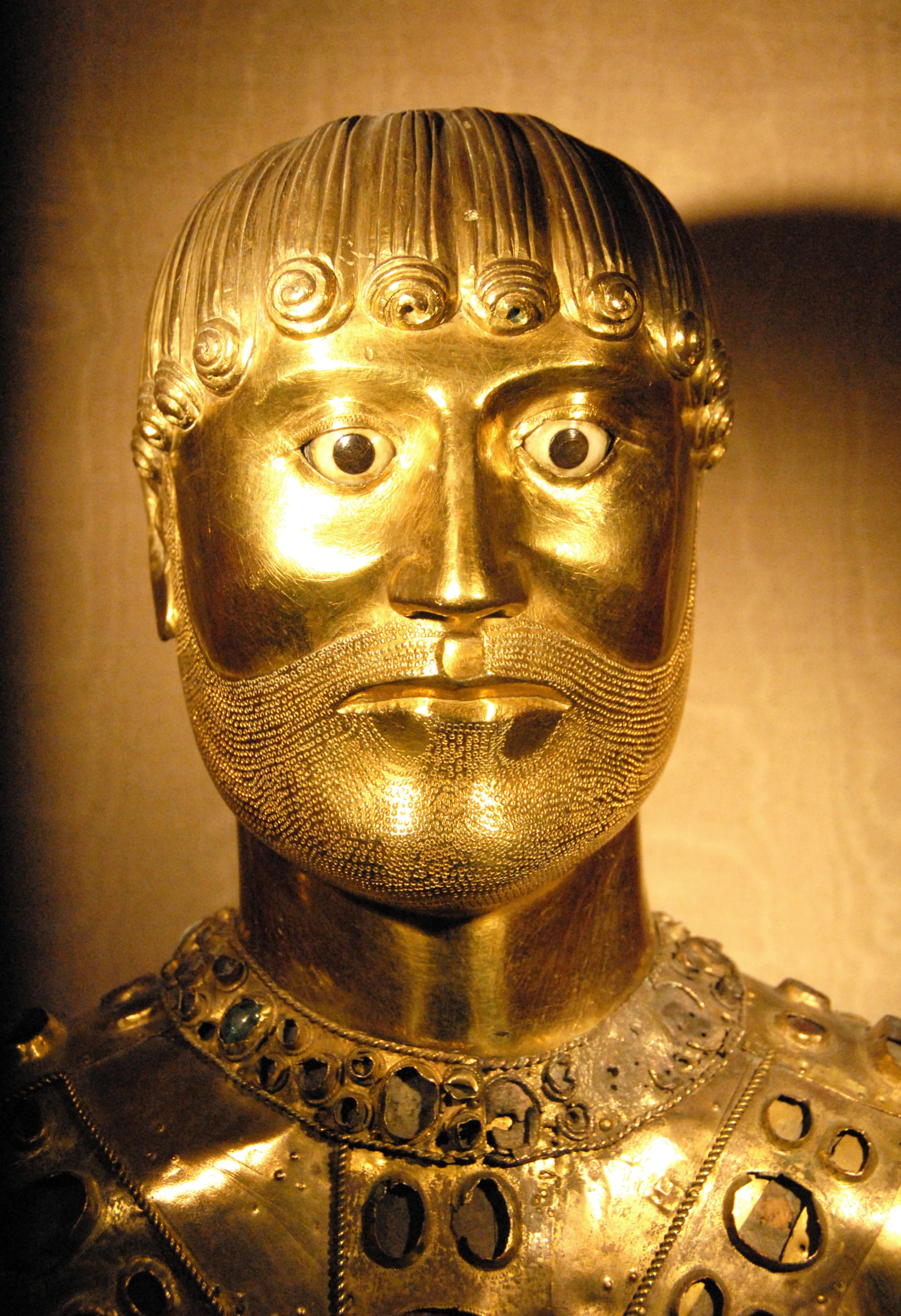
Busto de São Baudimus em Saint-Nectaire (Puy-de-Dôme), escultura em madeira coberta com folhas douradas de cobre.

Os artesãos especializados em marcenaria no período românico, a julgar pelo tratado do monge Teófilo: "não deviam ser confundidos com os que trabalhavam com outros materiais". Étienne Boileau, no século XIII, no seu Livre des métiers, ilustra a crescente especialização que separa os carpinteiros dos escultores associados aos crucifixos. Os crucifixos de madeira eram feitos de duas ou três peças, dois troncos unidos para formar uma cruz, era utilizada uma única peça para o corpo e outras duas para os braços. Segundo o Livre des métiers, o encaixe era uma das principais qualidades dos artesãos da madeira. Depois de esculpida, a obra era preparada para receber a policromia, o que demonstra bem as relações que existiam entre os criadores das imagens e os pintores, ainda que ambas as obras tenham sido realizadas pelas mesmas pessoas. Sabe-se que em muitas abadias românicas existiam oficinas de talha paralelamente às de pintura. A maioria destas imagens deveria ser policromada, mas muitas eram também cobertas com uma camada metálica, se os recursos financeiros o permitissem. Muitas destas imagens foram feitas para serem utilizadas como relicário. Assim, o busto relicário de São Baudimus em Saint-Nectaire (Puy-de-Dôme) é feito sobre uma base de madeira coberta com folhas de ouro de cobre em relevo, com a cabeça e as mãos de cobre fundido (finais do século XII). O busto de São Cesário de Arles conservado na igreja de Maurs (Cantal), recebeu uma camada de prata e cobre dourado apenas no corpo, enquanto a cabeça e as mãos eram pintadas directamente sobre a madeira.

### Cristo em Majestade

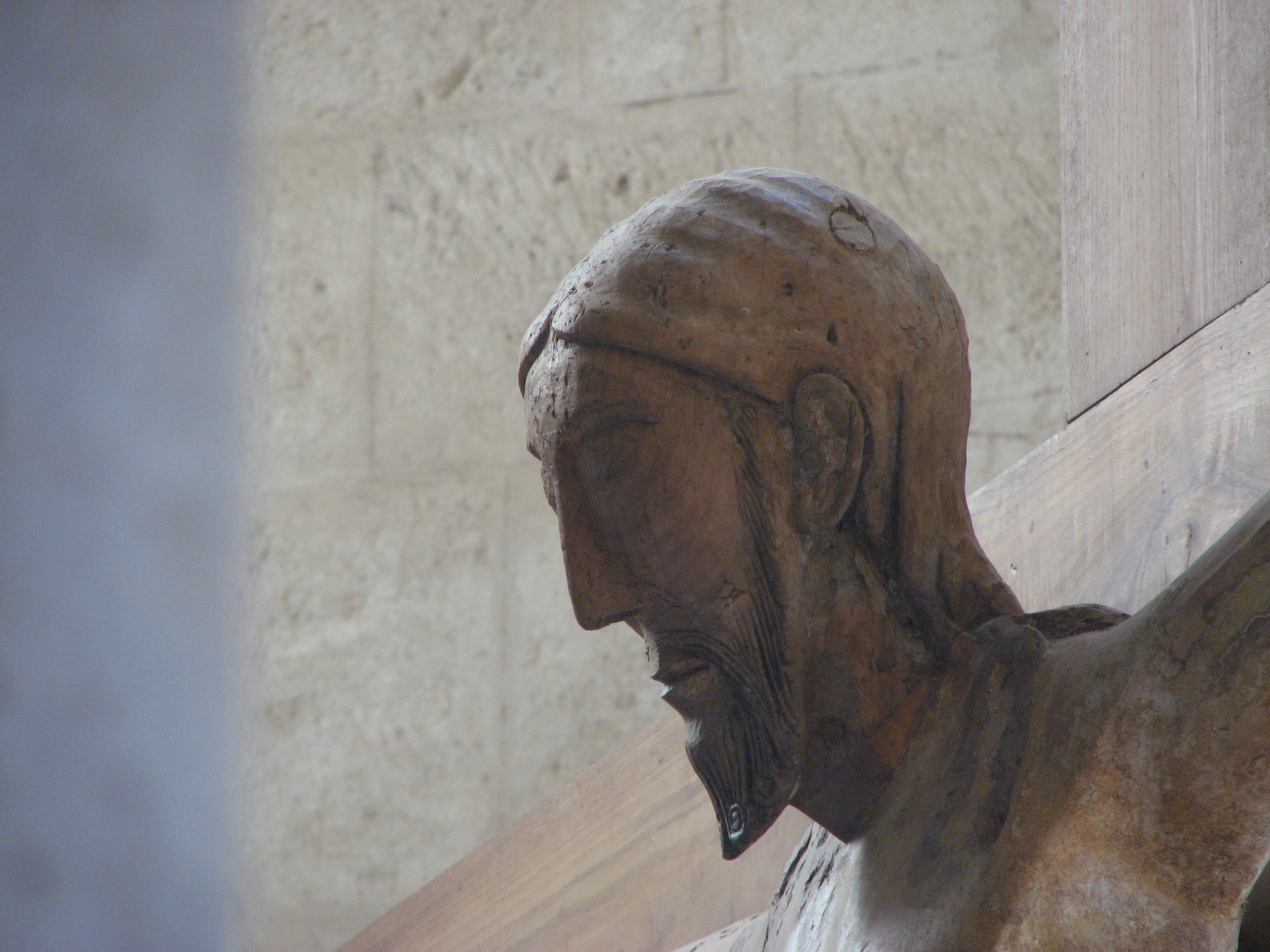
Pormenor do Cristo da Abadia de Sant'Antimo (Itália).

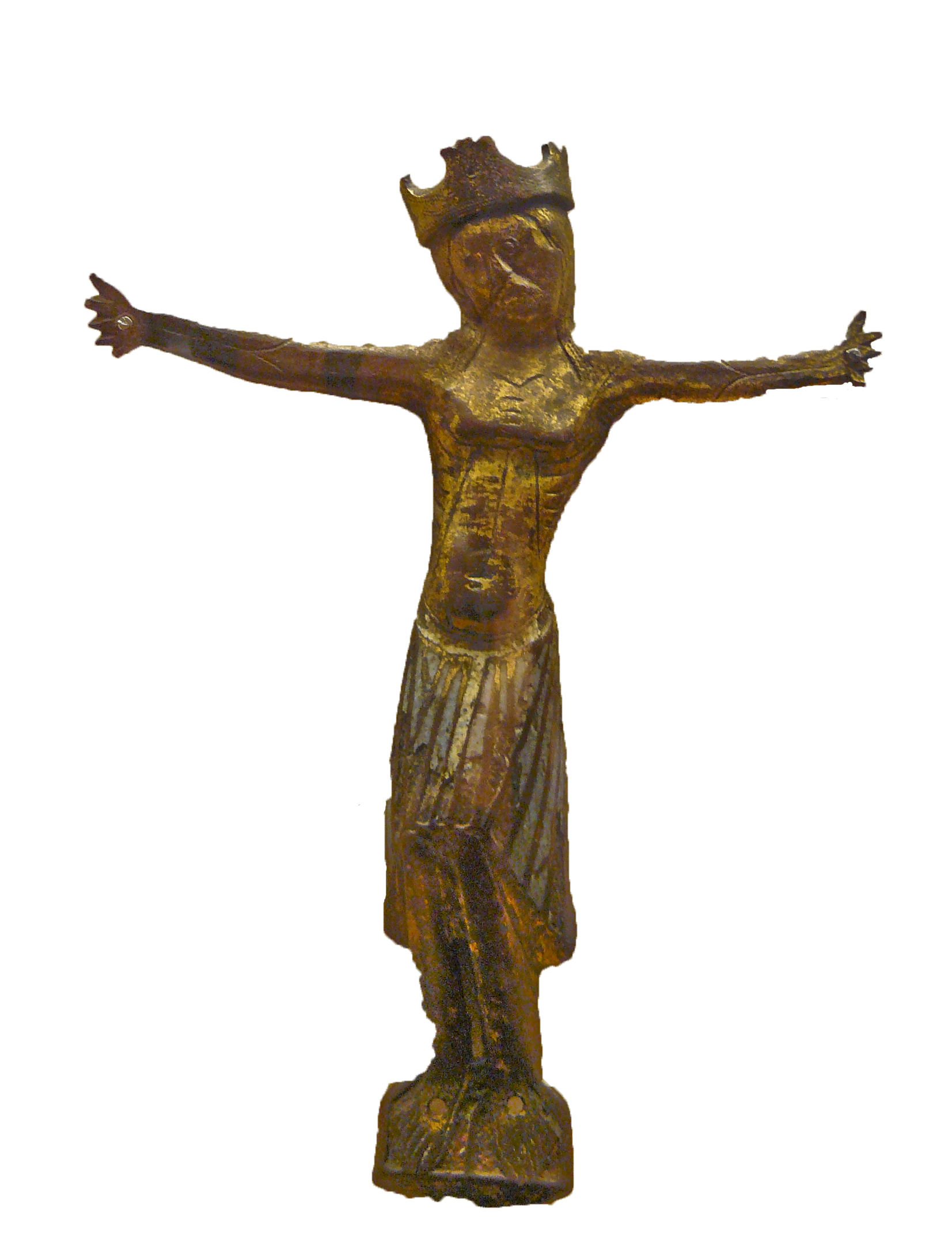
Cristo de Razamonde.

A imagem de Cristo crucificado, na Idade Média, é representada em vários tipos de iconografia: com o tronco nu e um perizonium ou pano curto atado à cintura e morto na cruz com os olhos fechados e o rosto com dramatismo e uma certa tensão, e o Cristo em Majestade que aparece na cruz com uma longa túnica até aos pés, cingida à cintura e triunfante, com a particularidade de ter os olhos abertos sem qualquer sinal de dor. Esta representação foi a mais abundante no Ocidente ao longo do séc. XII seguindo o protótipo do Cristo bizantino.
Ela representa a imortalidade, sem sofrimento humano, mas triunfando como Deus, também não possui coroa de espinhos, mas alguns deles são coroados com a coroa real. A anatomia segue a verticalidade da madeira que forma a cruz, as mãos estão abertas com os dedos estendidos e os membros estão pregados individualmente (quatro pregos).

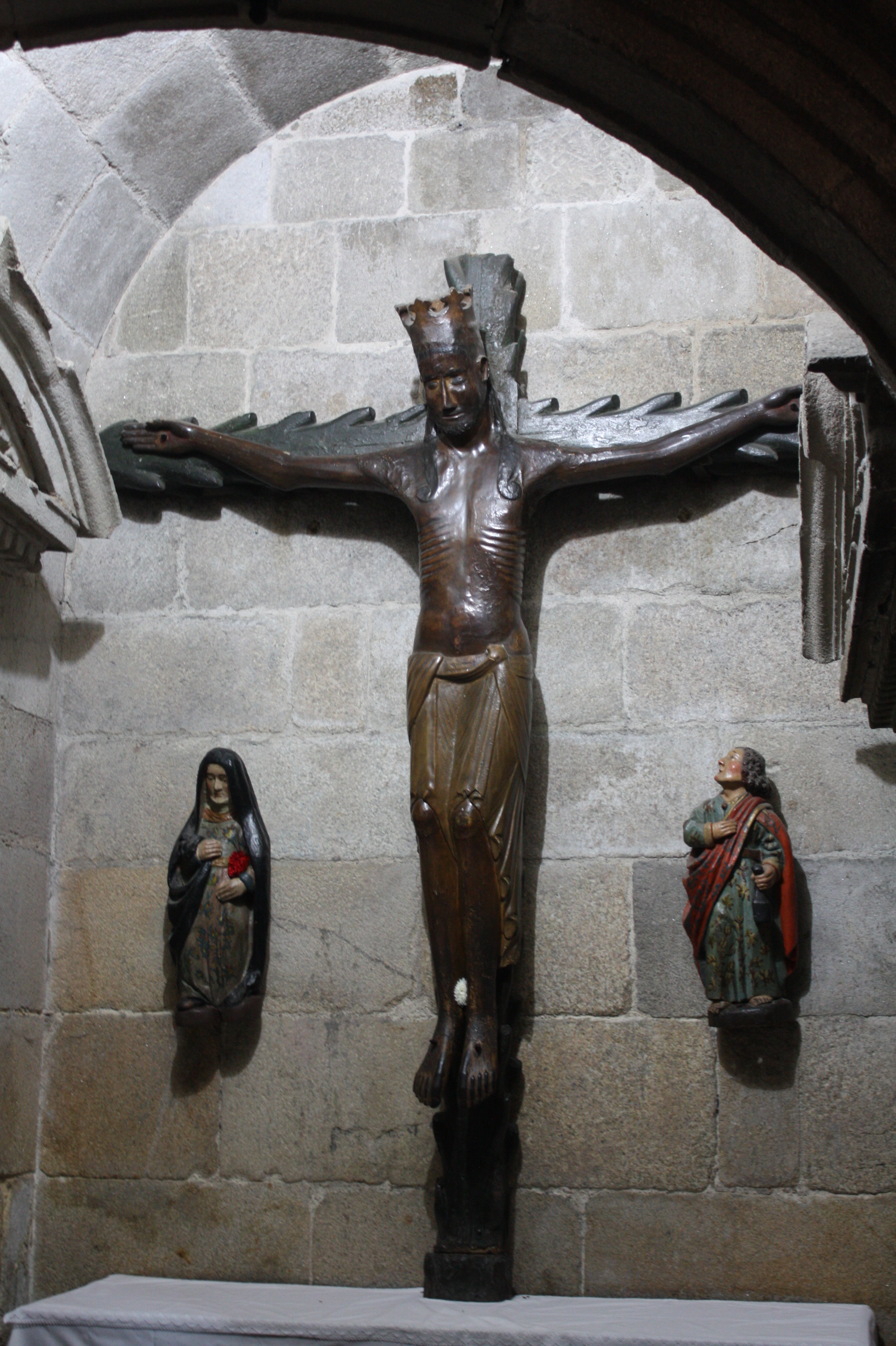
Cristo dos Desamparados na catedral de Ourense

Entre as imagens de Cristo em Majestade em madeira, destacam-se a de Santa Faciana de Lucca, a da catedral de Braunschweig de 1173 (assinada pelo seu autor Imervard, na cintura da túnica), a da Catedral de Milão, a conservada no Museu de Arte Sacra de San Gimignano. Na região do Meuse e da Renânia, o Cristo de Notre Dame em Tongeren e o Cristo de São Jorge em Colónia mostram uma tradição otoniana.
Na Galiza, uma das melhores obras de imaginária é o Cristo de Vilanova dos Infantes, datado da segunda metade do século XII. Esta obra esculpida em madeira policromada apresenta as características próprias desta época: corpo erecto, expressão hierática, barba curta, olhos abertos, coroa real, pano de pureza até aos joelhos (perizonium), braços direitos em posição horizontal. Com grande semelhança, mas um pouco posterior (finais do século XII) é o Cristo dos Abandonados da Catedral de Ourense. Também em madeira policromada, diferencia-se do Cristo de Vilanova dos Infantes por apresentar os braços numa posição menos horizontal, a coroa mais estendida, as longas borlas que chegam ao peito e a expressão do rosto denota algum sofrimento. Destaca-se ainda o Cristo de Razamonde, datado entre os séculos XII e XIII, em cobre esmaltado.[carece de fontes?]
Foram encontrados em grande número nos vales dos Pirenéus, onde se destacam o Cristo de Mijaran conservado na igreja de Vielha no Val de Aran, e a Majestade de Batlló, uma imagem policromada de madeira do século XII, que representa Cristo crucificado, na atitude de Cristo Majestade ou triunfante, sem vestígios de sofrimento. É um dos exemplos mais interessantes de imagens medievais deste tipo iconográfico na Catalunha. Parece que a sua introdução na Catalunha se deveu aos pisanos, quando chegaram por volta do ano 1114 para se juntarem ao conde Ramón Berenguer III de Barcelona na sua luta pela conquista das Ilhas Baleares.

### Virgem e o Menino
Durante o período românico, a imagem mais característica da Virgem Maria é representada sentada num trono, vestida com uma túnica, um manto e com uma coroa. O Menino está de joelhos, a olhar as duas imagens de frente, embora nas versões posteriores se possa ver com o Menino já sentado no joelho esquerdo e com uma atitude menos hierática. Parece não haver comunicação entre as duas personagens, é difícil até encontrar alguma escultura em que sequer se toquem, as mãos da Mãe estão numa posição aberta para proteger o Filho, mas sem se tocarem. Esta representação de Maria como Trono da Sabedoria coincide com o dogma da Encarnação. A partir de 1200, a rigidez começou a desaparecer em favor da expressão de sentimentos de ternura entre Mãe e Filho. Estas estátuas eram objetos de grande veneração e adoração, e a piedade dos fiéis atribuía milagres. Eram quase sempre usados como relicários e costumavam ser colocados num altar, mas também para procissões.

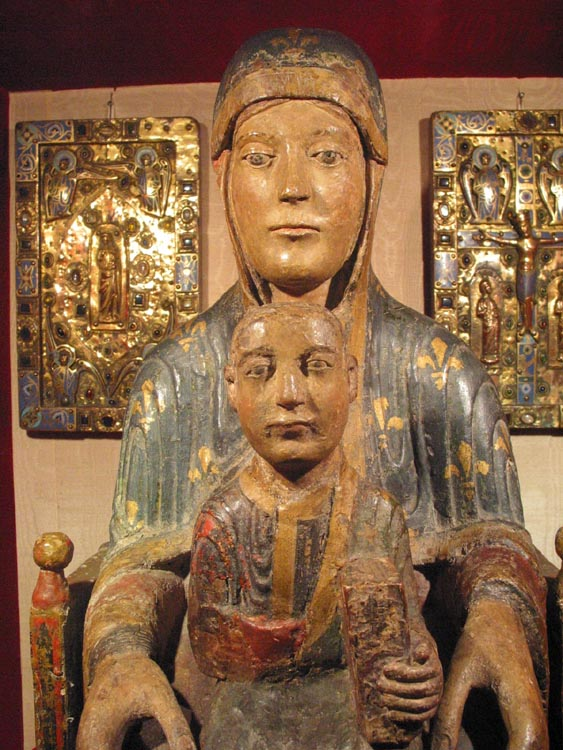
Pormenor de Notre-Dame du Mont Cornadore na igreja de Saint-Nectaire (França).
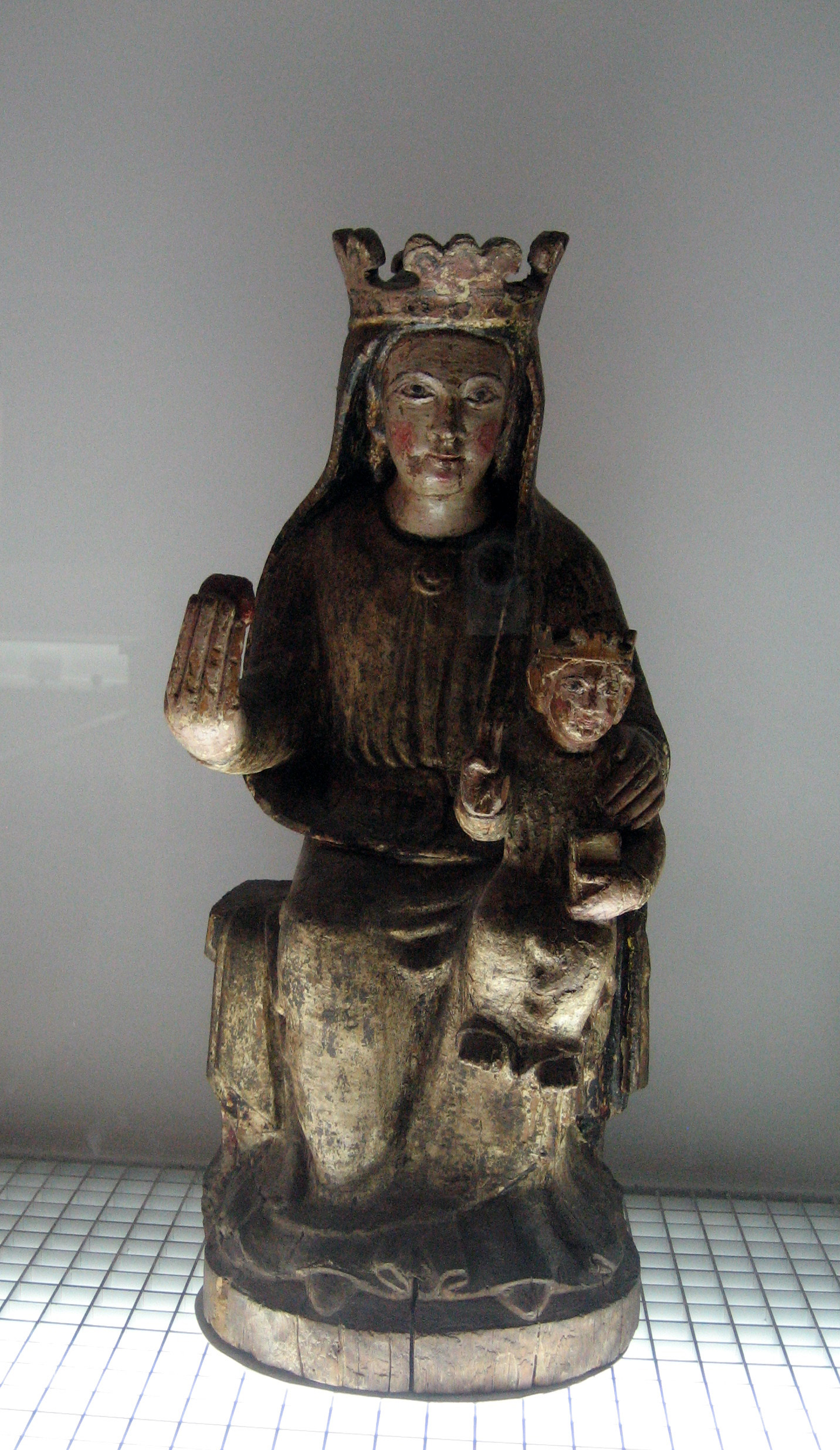
Virgem da Montanha de Caregue com o Menino sentado na perna esquerda e ambos coroados. Museu Diocesano de Urgell.

Os escultores de Roussillon produziram uma grande série de imagens sentadas durante a segunda metade do século XII, entre as quais se encontra a Virgem de Cornellà de Conflent. Na igreja de Saint-Nectaire existe uma Vierge à l'Enfant, em madeira policromada. Esta Virgem "Sedes Sapientiae" é conhecida por Notre-Dame du Mont Cornadore e encarna o trono da Sabedoria eterna. Um grande número de Mães de Deus catalãs aparecem como extensões destas imagens nas oficinas de Seu d'Urgell e Girona. Entre as obras mais destacadas, destacam-se a imagem da Virgem de Montserrat do Mosteiro de Montserrat do século XII, realizada em madeira de lamigueiro e faia, com 95 centímetros de altura e policromada a ouro, e a realizada em pedra, a imagem da Virgem do Claustro da Catedral de Solsona, do mestre Gilabertus de Tolosa, com grande virtuosismo e precisão de pormenor. A imagem mede 105 centímetros de altura. Outros tipos de imagens podem ser encontrados no norte de Espanha, Borgonha, Itália, Suíça e Alemanha, especialmente as virgens otonianas de Colónia, Hildesheim, Paderborn e Frankfurt, e outras nos países escandinavos. Muitas destas obras estão relacionadas com a escultura monumental em pedra.

### Descendimento
Os grupos de “deposições” foram feitos para ocupar as absides das igrejas, numa distribuição horizontal. Dependendo da região, Cristo é representado em diferentes momentos do descendimento da cruz, em alguns ainda está pregado na mesma, noutros apenas com a mão direita ou sem estar pregado nas duas e com o corpo separado da cruz. Em Itália, conservam-se dois grupos inteiros, o da catedral de San Lorenzo em Volterra e o da catedral de Tívoli.
|  |  |

Estas esculturas pertencem a um momento de grande florescimento da imaginária que se deu na Catalunha durante o século XII e constituem um dos melhores, mais singulares e excelentes conjuntos escultóricos românicos. Mais de metade destes trabalhos foram realizados nas áreas pirenaicas repartidas entre os condados de Pallars, Ribagorça e Urgell, e muitos deles devem-se ao patrocínio e supervisão da baronia de Erill na época de são Raimundo, bispo de Roda (1104-1126).
A igreja de Santa Eulàlia de Erill la Vall em La Vall de Boí tinha originalmente um grupo de talhas policromadas românicas que representavam o tema dA Deposição. Foram descobertos e divulgados em 1907. As sete figuras representam Cristo, José de Arimateia, Nicodemos, os dois ladrões Dimas e Gestas, e Maria com João Batista. São feitas em madeira de choupo; As suas roupas correspondem ao estilo tradicional destas personagens. No interior do templo encontra-se uma reprodução do grupo escultórico, enquanto as imagens originais se encontram no Museu Episcopal de Vic e no Museu Nacional de Arte da Catalunha. Do descendimento da igreja de Santa María de Taüll conservam-se quatro imagens, Cristo, Maria, Nicodemos e um dos ladrões. Em Durro também preservam o Nicodemos de outra deposição.
|  |  |

Embora não se conheçam os nomes dos escultores, alguns documentos revelaram o processo de algumas obras, como a Deposição do mosteiro de São João das Abadessas, para a qual uma personagem chamada Dulcet adquiriu a madeira de nogueira e abeto e encomendou ao cónego Ripoll Tarascó "a imagem do Salvador crucificado com os ladrões, bem como outras quatro figuras", seguramente embora não tenha sido o seu autor, o cónego foi quem criou a iconografia do grupo escultórico.

## Artes ornamentais
As artes ornamentais em peças esculpidas em marfim, bronze ou ouro (pias batismais, recipientes para o ritual de lavagem das mãos, arcas e imagens para relíquias, objetos litúrgicos), eram frequentemente decoradas com motivos escultóricos figurativos ou ornamentais e eram encomendadas por reis e bispos que representavam não só o gosto artístico da época, mas sobretudo o poder dos comitentes.
Nos países germânicos não se observa o mesmo tipo de evolução que em Espanha ou em França em relação à escultura. Esta região teve um grande impacto na produção de metalurgia, especialmente com a oficina de bronze de Hildesheim do século XI, na tradição otoniana. O Bispo Bernward, que controlava esta produção, cunhou o nome para um estilo de peças relacionadas com cerimónias litúrgicas. Para a Igreja de São Miguel em Hildesheim, entre outros objetos, foram feitas as portas de bronze e a pia batismal. As oficinas mais famosas nas regiões do Meuse e do Reno foram as de Renier de Huy, Godfrey de Huy e Nicolas de Verdun.

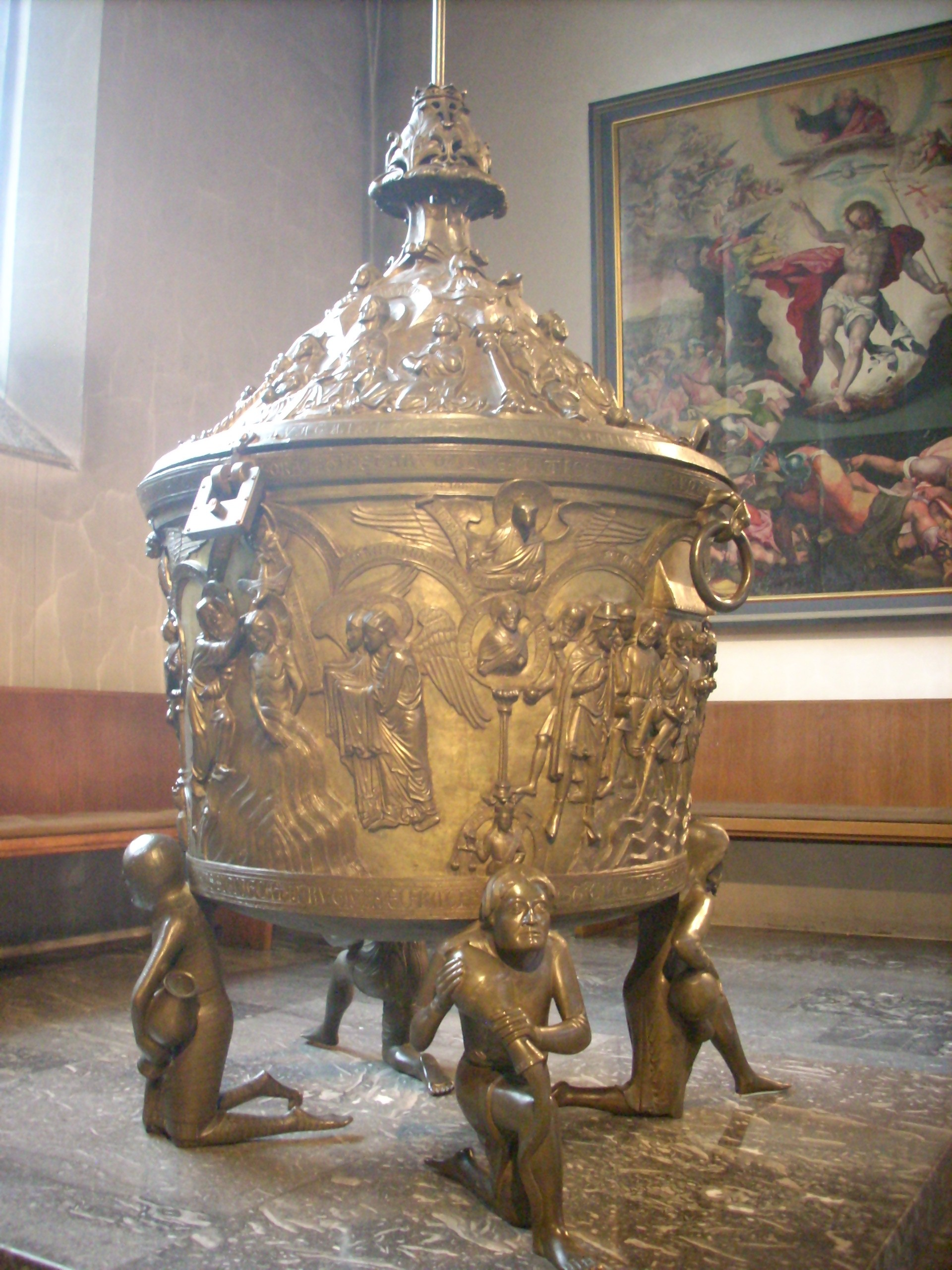
pia batismal bronze circa 1230, igreja de São Miguel em Hildesheim.
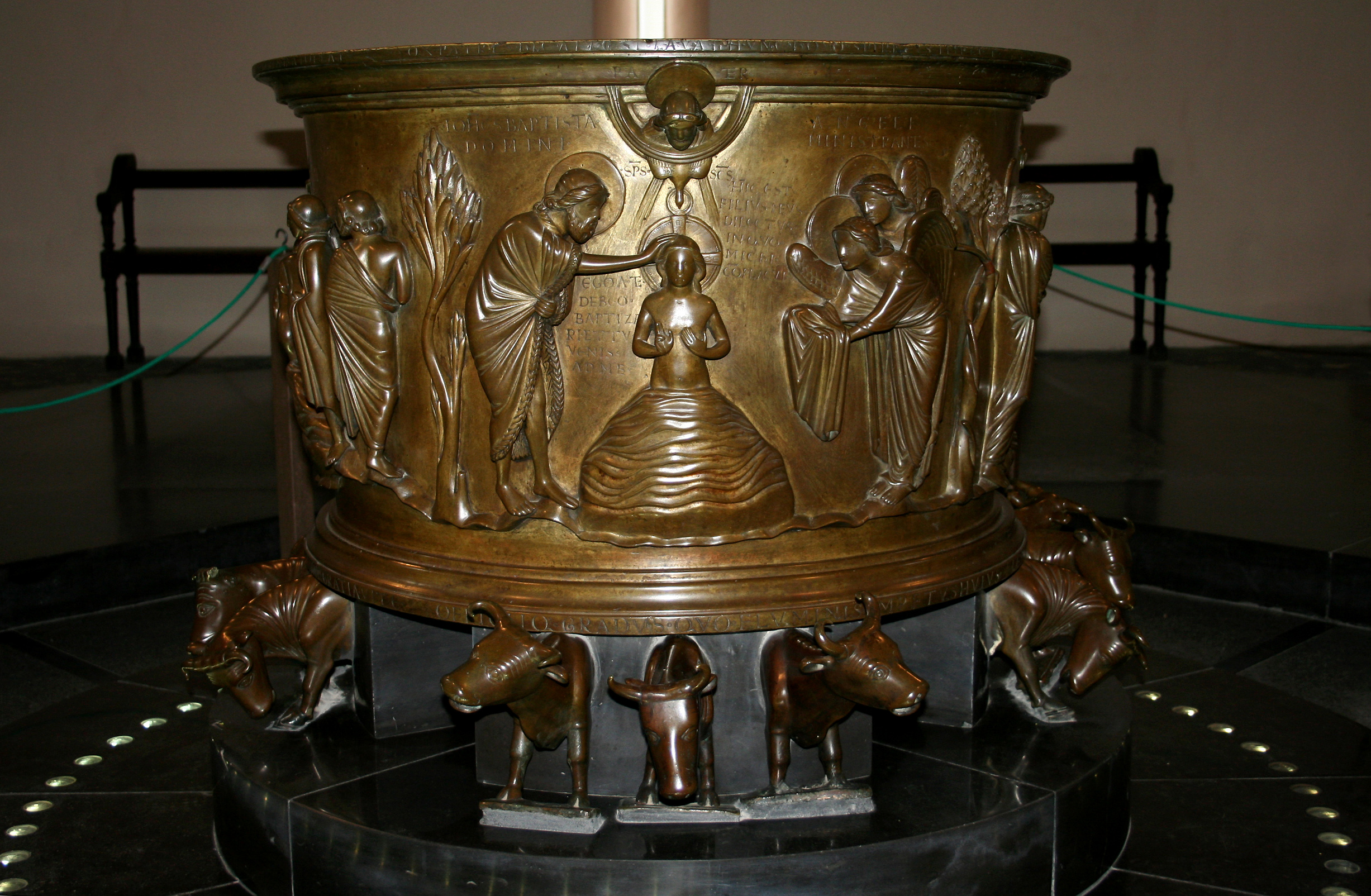
Pia baptismal de Renier de Huy em São Bartolomeu de Liège.
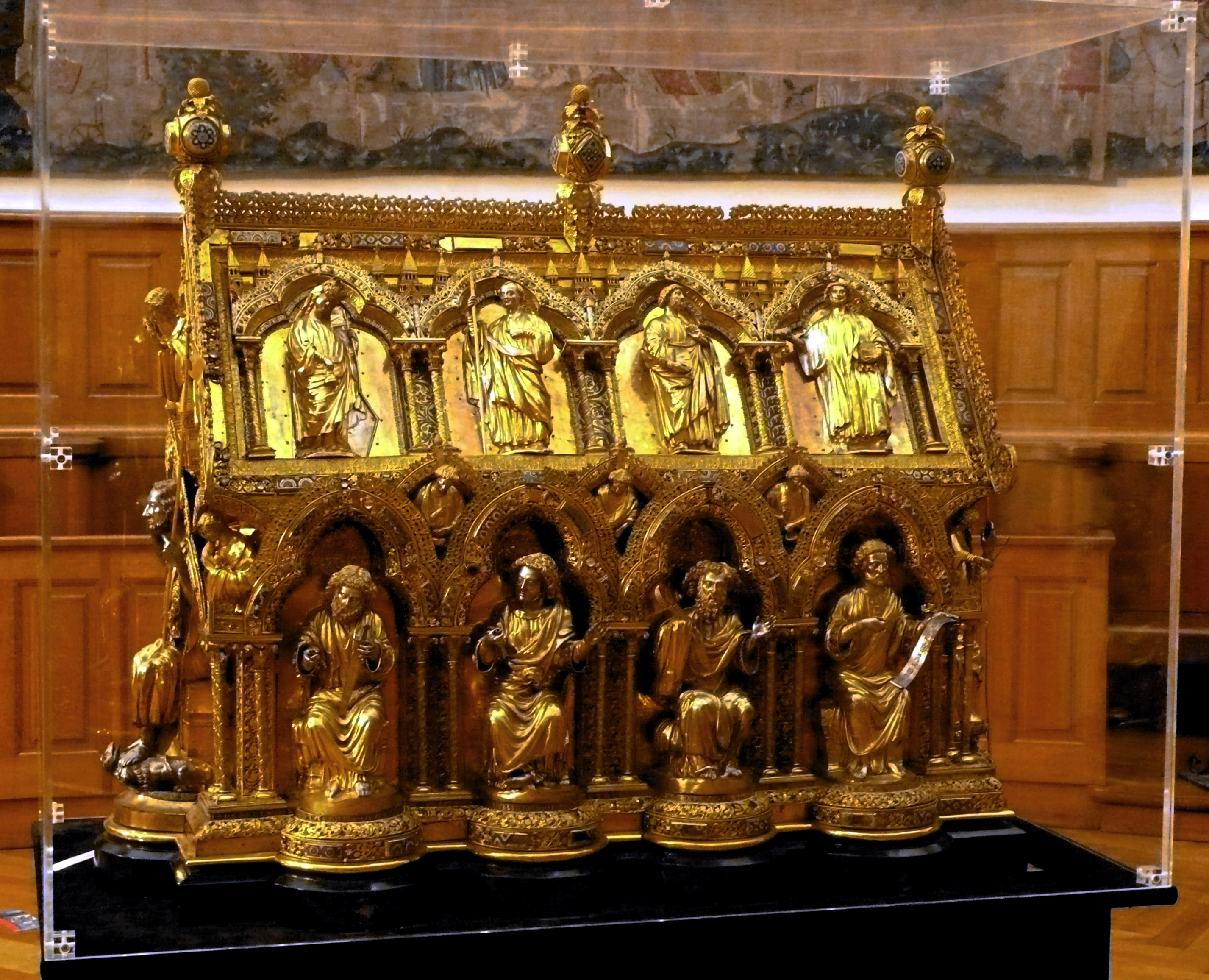
Relicário de Nicolao de Verdún, que se conserva na catedral de Tournai.

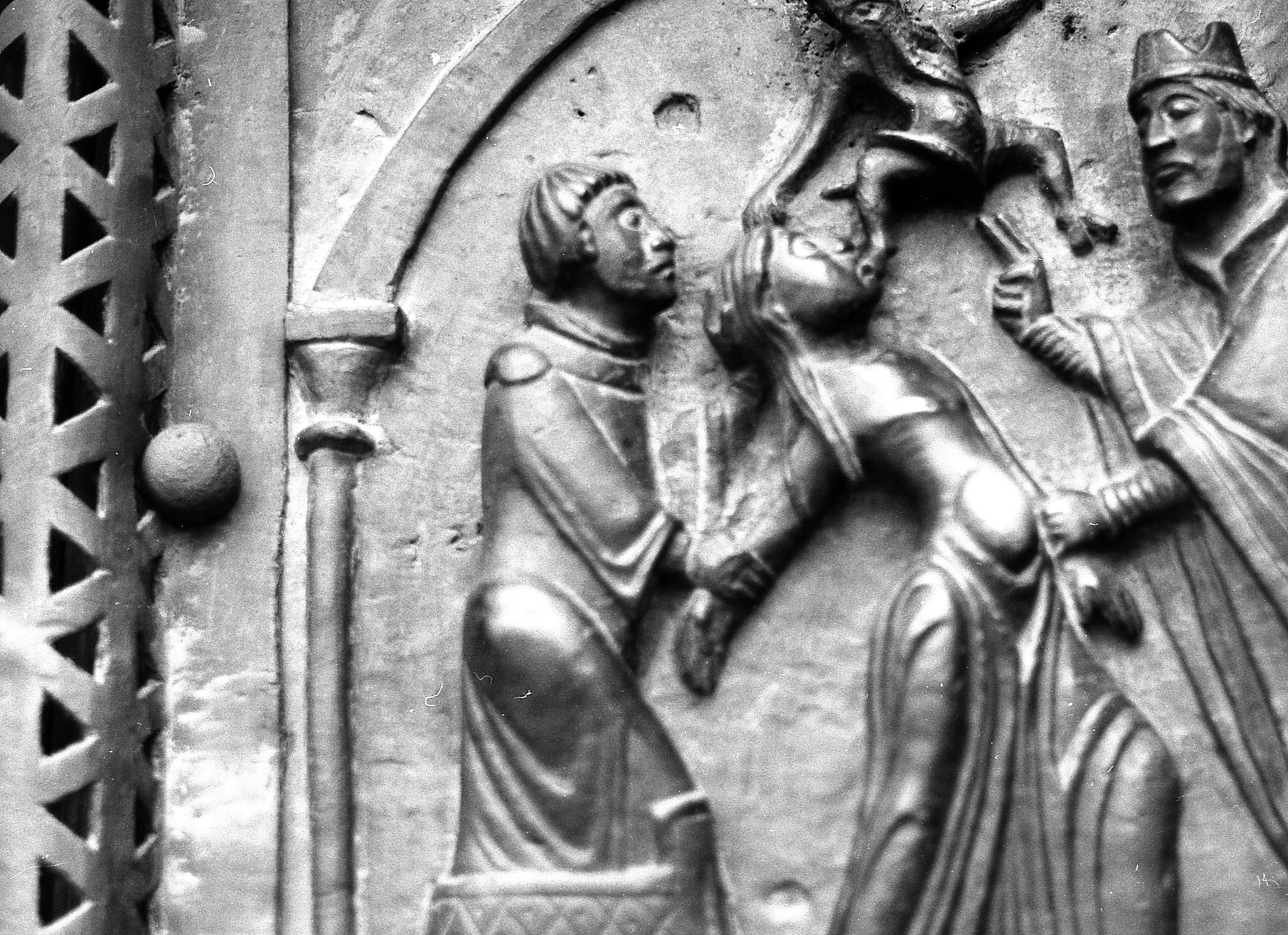
Pormenor de uma placa de bronze do portão de San Zeno em Verona, representando um episódio de exorcismo. A cena decorre sobre um arco suportado por duas colunas, este uso iconográfico era comum nos exorcismos: a mulher, cujo corpo é visível através das dobras da sua saia, gira em arco em direção à santa, a sua cabeça está voltada para trás, enquanto da sua boca sai um demónio antropomórfico, com uma longa barba que termina em três pontas, com chifres e uma longa cauda. Uma personagem vestida com uma túnica, provavelmente um monge, segura-a na mão direita e com a esquerda segura a cabeça virada para o diabo. O santo titular segura também o braço esquerdo da mulher, que parece estar rígido, enquanto a beija com a mão direita.

Outra das mais famosas pias batismais em bronze é a que se encontra em São Bartolomeu, em Liège, encomendada pelo abade Hellinus (1107-1118) e feita por Renier de Huy, trabalhada em alto-relevo com gestos e movimentos naturalistas e dobras suaves nas suas roupas, num estilo muito próximo do clássico. Este processo em direção ao naturalismo típico da região de Meuse começou a espalhar-se pelas zonas do norte de França e Inglaterra. Outro artista da mesma região, Nicolas de Verdun, fez em Klosterneuburg, perto de Viena, um púlpito em 1181 com vinte e uma cenas do Antigo e do Novo Testamento em esmalte (no século XIV tornou-se um retábulo) e um relicário que se conserva na catedral de Tournai.

### Portas de Bronze
As portas de bronze fazem parte de uma das principais obras de arte da Idade Média românica. Eram obras cobiçadas por todos os grandes centros religiosos e encontram-se desde a Veneza até à Sicília, e nos países do norte da Europa. As portas bizantinas de Veneza, Salerno e da Basílica de São Paulo Fora dos Muros em Roma são feitas com incrustações de prata. A obra de Barisano atribuída às catedrais de Trani (portal central, c. 1185) e Monreale (portal norte, c. 1190), e a atribuída a Ravello (1179), que se caracteriza pela presença de relevos obtidos por acabamento a frio e aplicados sobre a base de madeira, evidenciam influências árabes e bizantinas. No norte de Itália, as portas da Basílica de San Zeno de Verona consistem em plafonds sobre madeira e foram feitas por diferentes mestres num estilo claramente românico; Apresentam uma iconografia focada sobretudo no Antigo e Novo Testamento, mas incluem também temas apocalípticos e a história de São Zenão.
Entre os mecenatos do Bispo Bernward estavam as portas de bronze para a Igreja de São Miguel de Hildesheim, ornamentadas com sete cenas do Antigo e Novo Testamento, com uma altura de 4,5 metros, foi uma das melhores obras de fundição da época, feita em 1015 e colocada pelo Bispo Godehard, após o falecimento de Bernward em 1022.

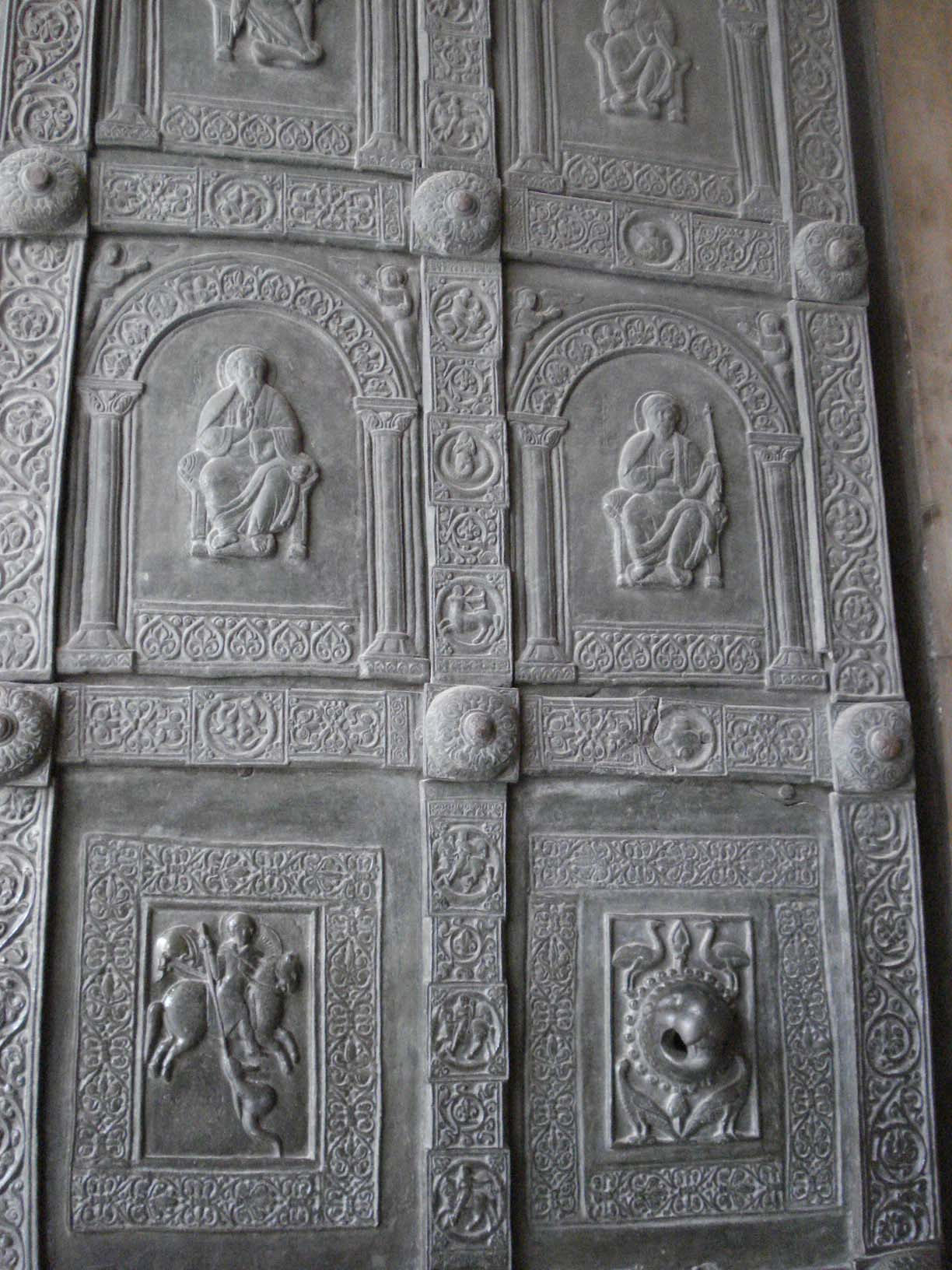
Pormenor da Porta Norte da Catedral de Monreale (c. 1190), feita pelo artista Barisano de Trani, é constituída por vinte e oito painéis representando quarenta e duas figuras, mas mostrando uma intenção escultórica maior do que nas suas portas anteriores.
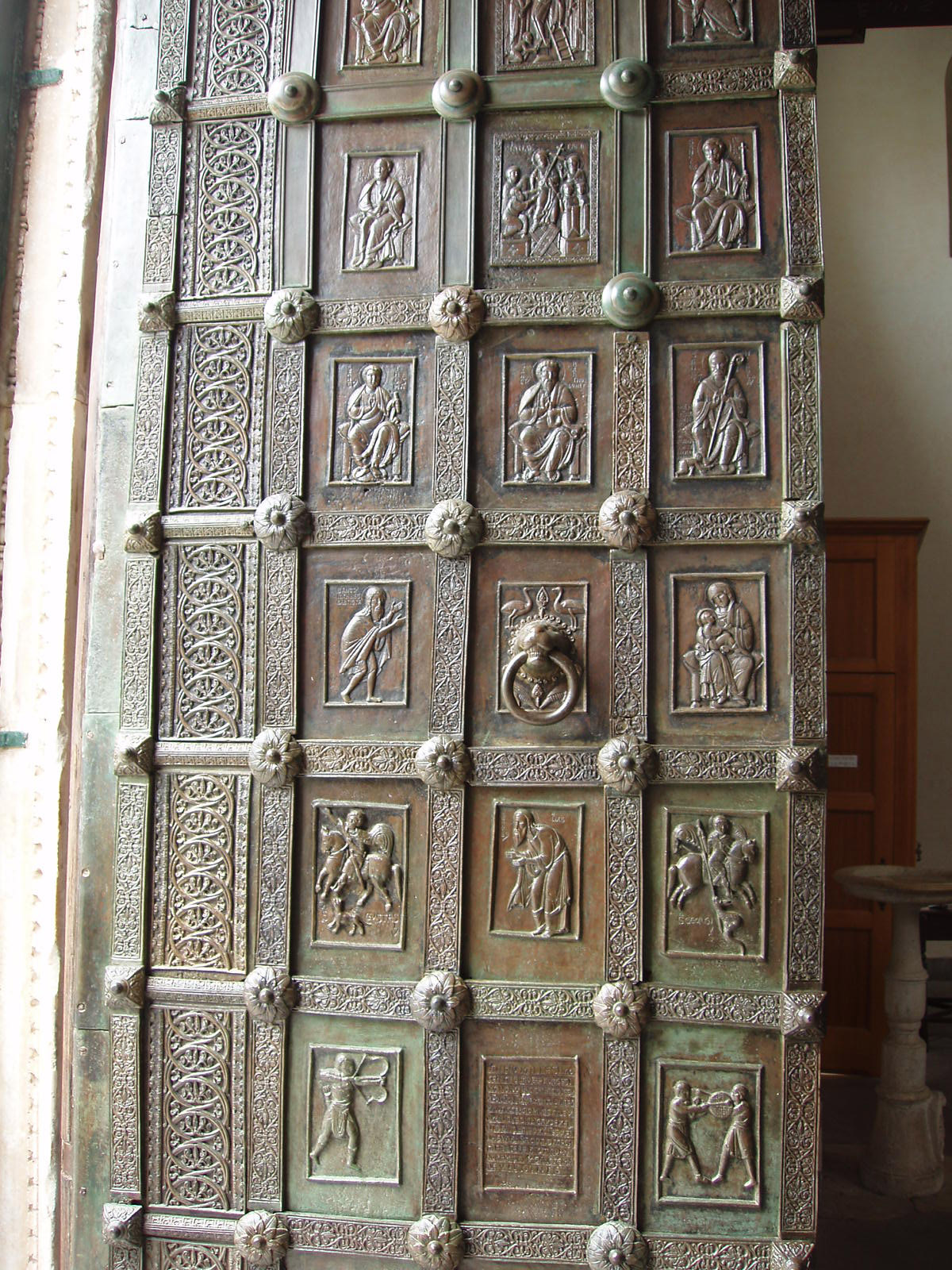
Porta da catedral de San Pantaleón de Ravello (1179), encomendada por Sergio Muscettola. No teto central da terceira fila do batente da porta esquerda encontra-se uma inscrição com a data incluída. Aqui pode ver figuras de arqueiros e malabaristas que também se encontram em Trani. As molduras divisórias dos tetos são ricamente decoradas. Há cenas do Antigo e do Novo Testamento.
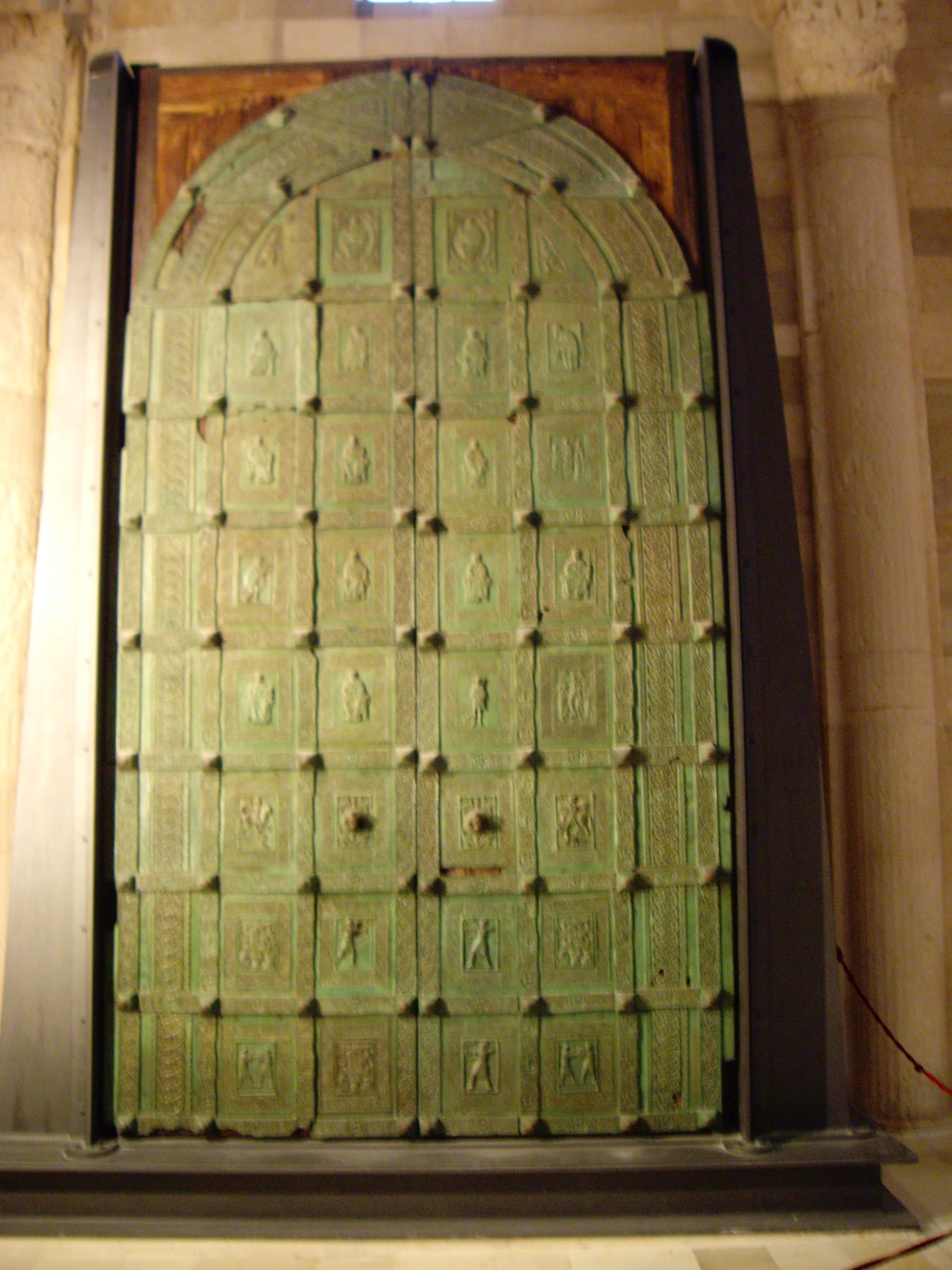
A porta da catedral de Trani caracteriza-se pela leveza do desenho, confirmada pela pequena dimensão das figuras e pela importância dada às molduras dos trinta e dois tetos; vinte são feitos com figuras de santos individuais como se fossem ícones Bizantino; dragões e leões aparecem combinados com iconografia religiosa da Virgem e dos Apóstolos.

### Ourivesaria românica

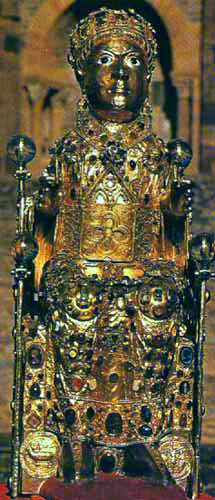
Estátua-relicário de Santa Fé, feita de ouro e prata dourada sobre um núcleo de madeira e incrustada com pedras preciosas.

O campo artístico da ourivesaria românica desempenhou um papel notável, não só no nascimento e desenvolvimento da escultura monumental, mas também na formação de artistas. A reputação dos ourives atravessava fronteiras e as suas obras eram frequentemente utilizadas como modelos. Dizia-se de Godofredo de Huy que: "... não tinha igual no campo da ourivesaria, que em várias regiões fez muitos relicários e objectos para reis". 

A gravação em relevo era uma das técnicas mais utilizadas pelos ourives, pois era a técnica que melhor se adequava à base de madeira para relicários e pequenos retábulos. O trabalho do busto-relicário teve, sem dúvida, um grande impacto no florescimento da escultura românica. No Livro dos Milagres de Saint Foy, escrito por volta de 1014 por Bernald, mestre da escola episcopal de Angers, encontra-se um testemunho magnífico: 
| “                                 | Um costume venerável e antigo existe tanto nas terras de Auverge, Rodez e Toulouse, como nas regiões vizinhas. Cada distrito ergue uma estátua ao seu santo, de ouro, prata ou outro metal, de acordo com as suas possibilidades, dentro da qual se encontra a cabeça do santo ou alguma outra parte do seu venerável corpo... Finalmente, ao terceiro dia, chegámos perto de Santa Fé de Conques. Aconteceu, felizmente e por acaso, que quando entrámos no mosteiro, num local isolado existia uma abertura onde se guarda a venerada imagem. Quando o viemos ver, estávamos tão apinhados pelo grande número de adoradores prostrados, que nós próprios não nos conseguimos curvar... e eu fiquei parado para olhar para a imagem. | ” |
| — Livro dos Milagres de Saint Foy | |   |

### Talha em marfim

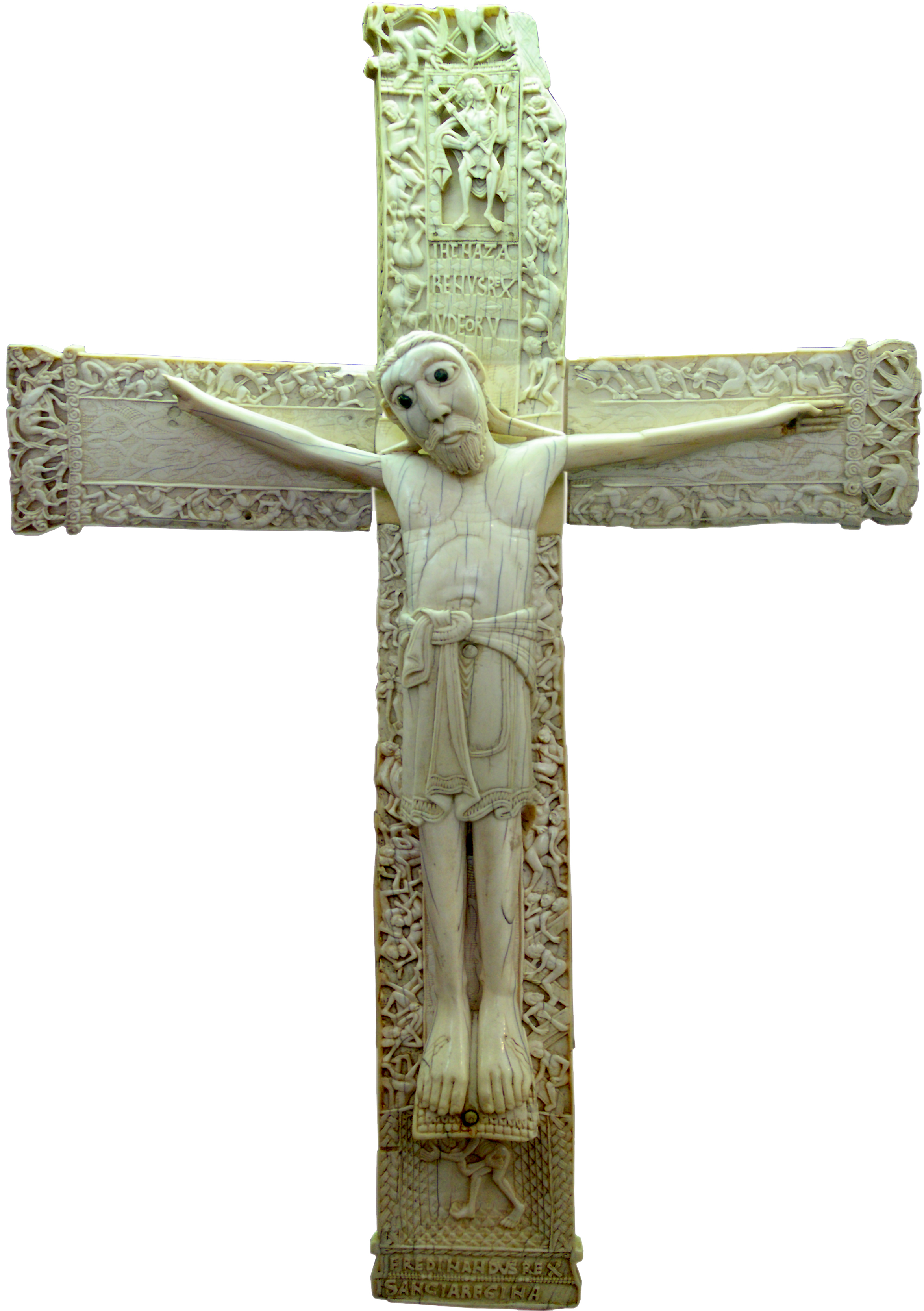
Rosto do Crucifixo de Dom Fernando e Dona Sancha no Museu Arqueológico Nacional de Espanha em Madrid.

A arte específica da escultura em marfim teve um grande desenvolvimento no período românico, sobretudo nas zonas de influência carolíngia, mostrando sobretudo o poder de quem encomendava as obras, principalmente nos grandes mosteiros ou por causa de figuras poderosas.
No tratado De diversis artibus (c. 1100), de Theophilus Presbítero, encontra-se a descrição das ferramentas de oficina: "As limas também são feitas de aço puro: há grandes, médias, de quatro lados, de três lados e redondas", bem como do processo de entalhe em osso: "Para entalhar o osso, um pedaço deste material do tamanho desejado é primeiro desmontado e coberto com gesso; As figuras são então desenhadas com chumbo conforme desejado, de modo que fiquem claramente visíveis, então, com diferentes formões, o fundo é abaixado até à profundidade que é estimada...».
Quando um bispo ou abade de um mosteiro viajava, geralmente levava consigo um altar portátil e objetos de altar, sendo um dos mais importantes o crucifixo, que era geralmente feito de metal ou marfim. Estão preservados alguns exemplares de grande qualidade, como o encontrado na abadia de Bury Saint Edmunds, em Inglaterra, e actualmente conservado no Metropolitan Museum of Art de Nova Iorque.
Na Península Ibérica existiu desde o século XI uma grande oficina de talha e ourivesaria em marfim no mosteiro de Santo Isidoro de León, sendo um grande exemplo disso o Crucifixo de D. Fernando e D. Sancha datado por volta do ano 1063. Crê-se que foi a primeira na Idade Média hispânica a representar a imagem de Cristo, uma vez que era costume as cruzes, fossem feitas de materiais nobres, como o ouro ou o marfim ou simplesmente a madeira, serem feitas sem imagens. A imagem de Cristo, esculpida em marfim, é encorpada e vividamente representada, com a cabeça ligeiramente inclinada para a direita e rosto oval, onde se destacam os grandes olhos abertos com pupilas incrustadas com pedra azeviche. Possui barba e bigode com patilhas onduladas e pés perfurados por um prego individual cada. Na parte posterior do corpo, como era comum, possui um orifício para utilização como relicário. 

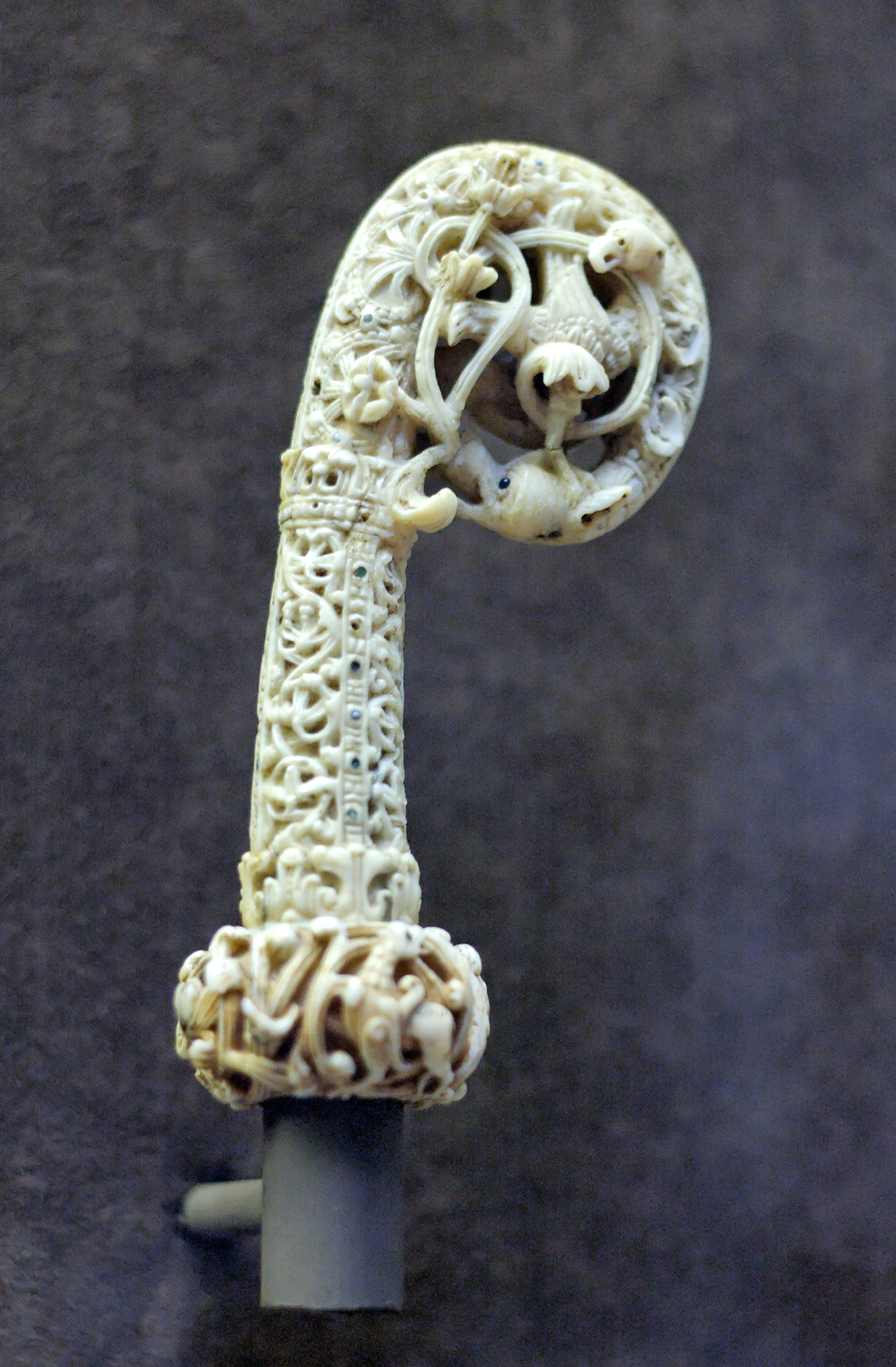
Bando pastoral de um bispo em marfim de morsa (1120-1130) Inglaterra.
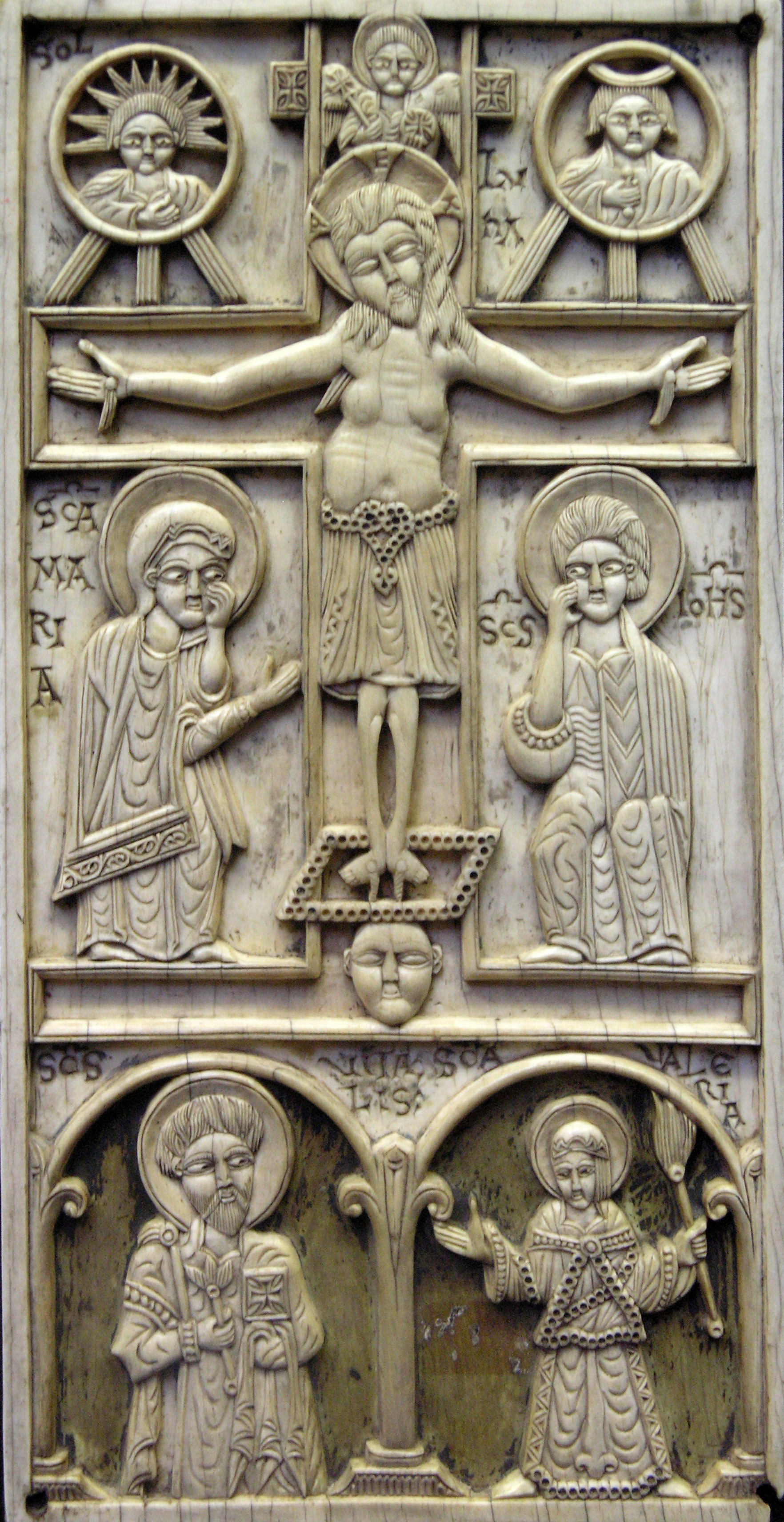
Placa em relevo de marfim (séculos XII-XIII) de Veneza.
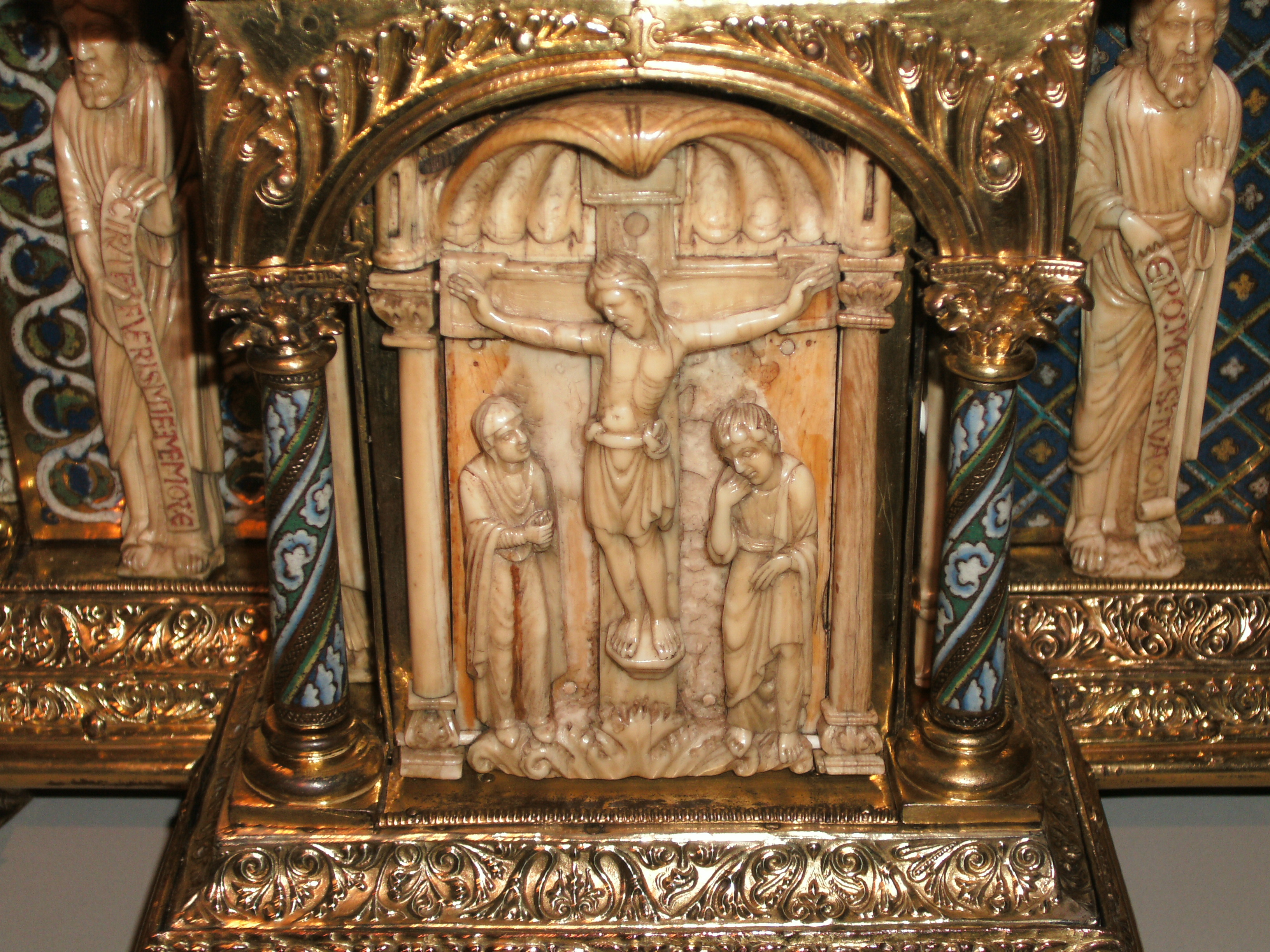
Tabernáculo (c. 1180) de bronze, esmalte e marfim da zona do Baixo Reno (Alemanha).

## Escultores

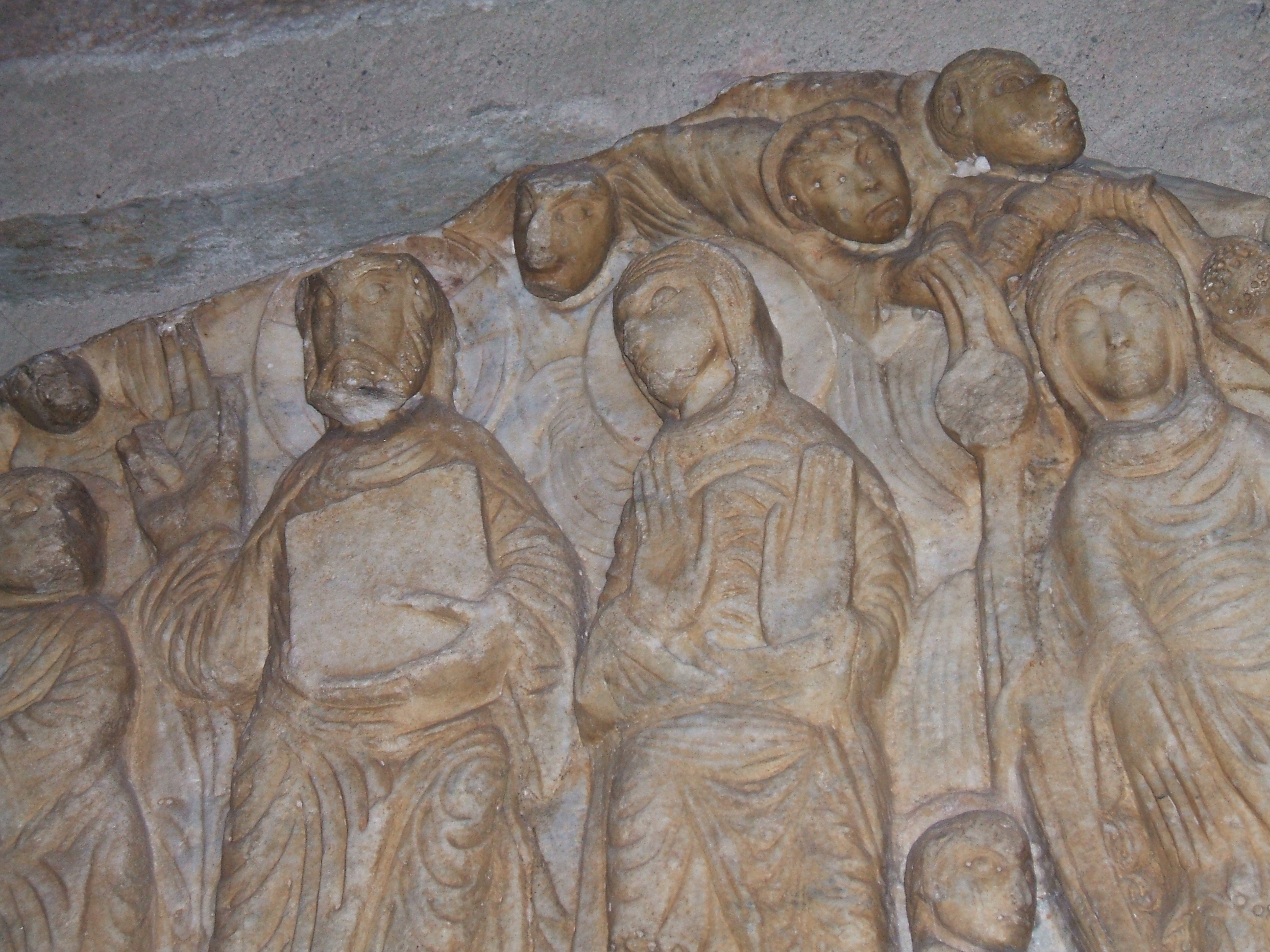
Pormenor do tímpano de Cabestany feito pelo mestre de Cabestany (século XII).

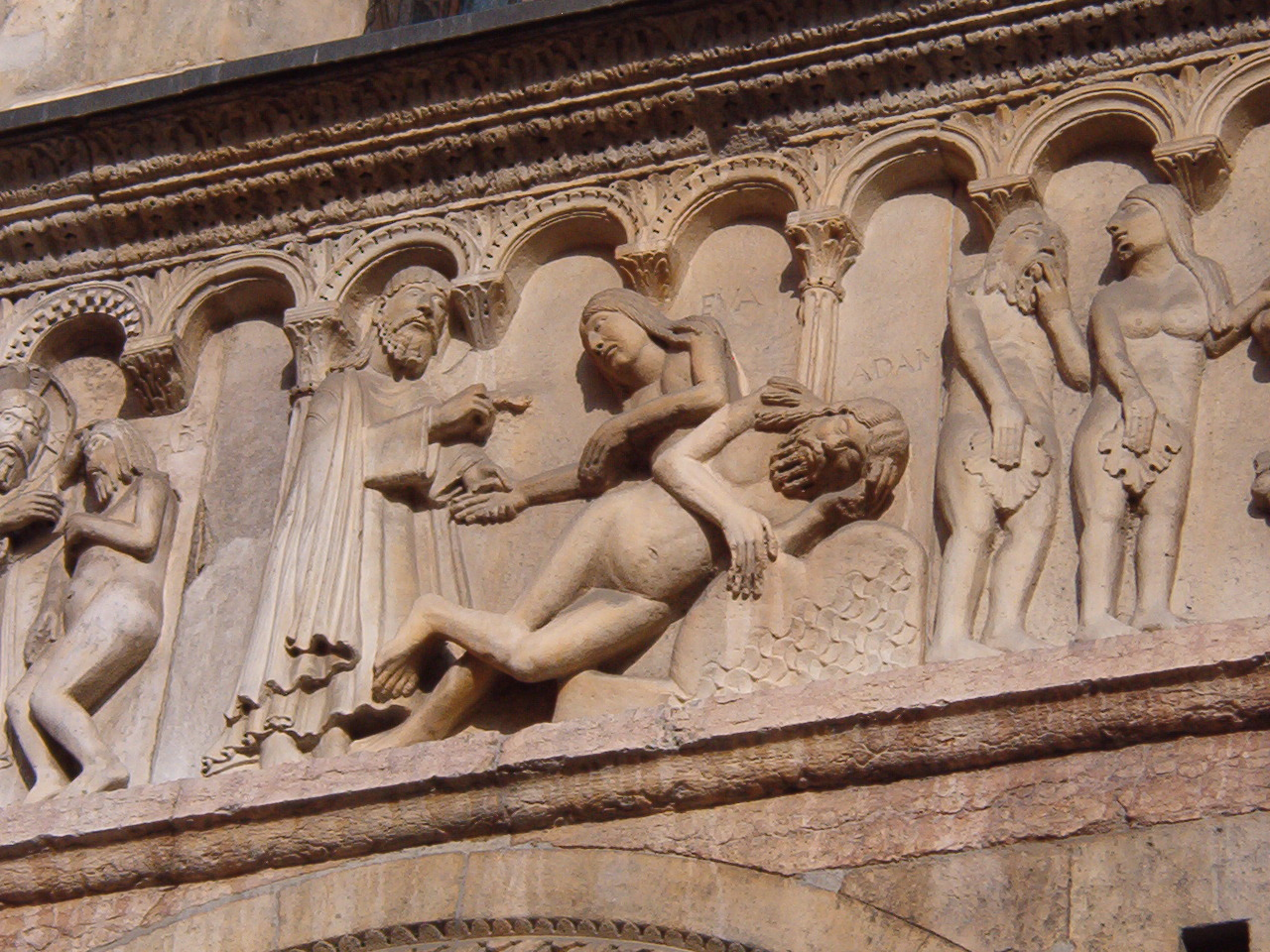
Pormenor da Criação de Eva na catedral de Modena por Wiligelmo de Modena (1099).

No norte da Itália houve uma expansão durante o chamado românico lombardo executado pelos magistri comacini, estes escultores moviam-se em grupos com grande facilidade e obras documentadas encontram-se nos Alpes, Lácio, Alemanha, Dinamarca e Suécia, no início do século XI trabalhavam em todo o território catalão, principalmente sob o patrocínio do Abade Oliba. As suas esculturas são na sua maioria decoradas com figuras zoomórficas, animais, grifos e plantas, sendo que as que têm figuras humanas são raras e têm um aspeto irreal. Fernando Galtier Martí, da Universidade de Saragoça, realizou um estudo (2008) no qual explica o desenvolvimento da obra dos Mestres de Comacini, comparando a grande semelhança entre os campanários das igrejas deste período no Lácio e os construídos na Catalunha. Um exemplo de como os escultores trabalharam em territórios diversos foi dado na oficina itinerante do chamado Mestre de Cabestany, activo no século XII, que da sua região, Roussillon, viajou e deixou as suas obras em Languedoc, Catalunha, Navarra e Itália.
Uma das escolas escultóricas mais exuberantes localizava-se na região ocidental da França, nas regiões de Poitou, Saintonge e Angoumois, e também em algumas províncias circunvizinhas, a ornamentação com esculturas era realizada em capitéis de colunas nos pórticos e frisos, e nas arquivoltas esculpidas nos aduelas radiais com elementos repetitivos como a igreja de Notre-Dame-la-Grande de Poitiers, método este seguido por mestres da Espanha e da Inglaterra.
De um modo geral, os artistas românicos permaneceram anónimos, mas alguns deles deixaram a sua assinatura ou (em casos mais isolados) encontram-se documentos com o seu nome, como em alguns versos em Modena, que mencionam o nome do escultor Wiligelmo de Modena (c. 1099), autor dos relevos da catedral:
 Assim como és digno de honra entre os escultores / assim brilha agora a tua escultura, ó Willigelmo. 
 Outras vezes, o próprio artista é representado a trabalhar, como fez Arnau Cadell num capitel do claustro do mosteiro de Sant Cugat: Hec Est Arnalli sculptoris forma catelli qui claustrum tale construxit perpetuale (esta é a imagem do escultor Arnau Cadell que construiu este claustro para a posteridade). No portal da igreja de Santa María la Real em Zangoza, numa estátua-coluna que representa a Virgem com um livro aberto nas mãos, encontra-se esta inscrição: Leodegarius me fecit (Leodegarius me fez). Assim também noutro capitel da igreja colegiada de Saint-Pierre em Chauvigny (Vienne) aparece: Godfridus me fecit, ou na cobertura da igreja de Revilla de Santullán em Palência ao lado da representação do escultor a trabalhar lê-se: Micaelis me fecit. Ramón de Bianya assinou dois túmulos no claustro de Elna, em Roussillon com: R. de Bia, me fecit, a obra deste escultor está estilisticamente relacionada com a do escultor italiano Benedetto Antelami, autor da Descida da Cruz da Catedral de Parma, onde fez a inscrição: Em 1178, o escultor executou esta obra no segundo mês, este escultor Benedetto Antelami. Existem evidências de um outro escultor românico que trabalhou na Catedral de Santiago de Compostela, em Santo Isidoro de León, e na catedral de Pamplonaː 
... sabe-se que no ano de 1101, Estevo, mestre da catedral de Santiago, começou a trabalhar na catedral de Pamplona, que ali estava cheio de honras e fundou uma escola, tão derivada da escultura da referida Puerta das Pratarías que a identificação entre Estevo, o "Mestre dos Ourives" e o segundo mestre de Santo Isidoro parece certa. 
Os professores recebiam geralmente uma remuneração monetária para além da manutenção: "para o refeitório, assim como qualquer monge" e bens em espécie. Sabe-se que o Mestre Estevo recebeu do bispo de Pamplona uma casa, com terras e uma vinha, a quem também deu: "sessenta medidas de trigo, vinho e cevada para que os lavradores que trabalharem essas terras durante a sua vida as entreguem em sua casa todos os anos". 

## Diferenças regionais e exemplos mais significativos

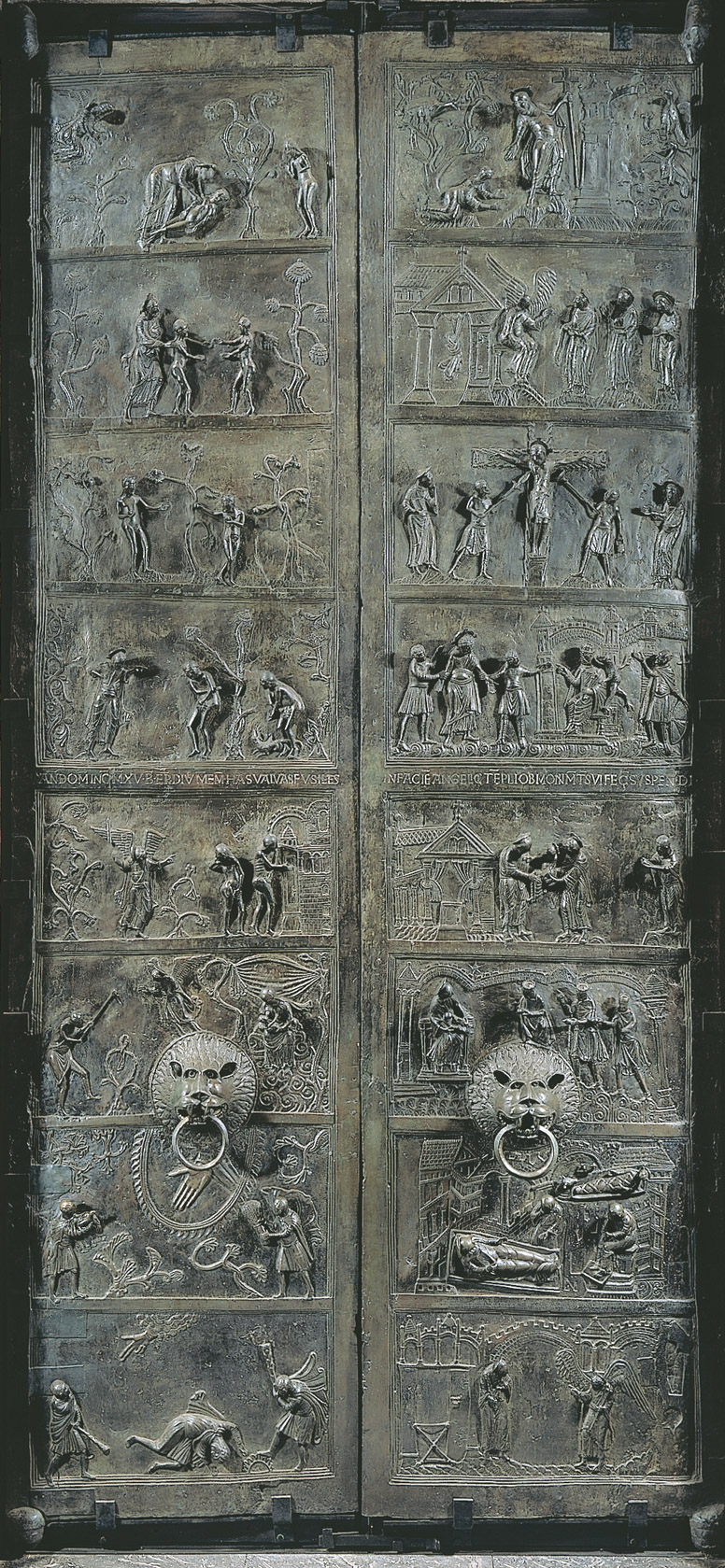
Portas em bronze na Catedral de Hildesheim, Alemanha.

Os caminhos de peregrinação levam à internacionalização do românico e, consequentemente, ao surgimento de diferentes escolas e centros produtivos com estilos diferentes. Em geral os artistas do românico permanecem anónimos, mas são conhecidas algumas assinaturas que permitem falar de estilos individuais. A título de exemplo, no capitel do deambulatório da Igreja de Saint Pierre de Chauvigny, da segunda metade do século XII, pode-se ler: GODFRIDUS ME FECIT (Godfridus fêz-me), o que pode, no entanto, indicar tanto o escultor como o autor da encomenda.

### França
A escultura românica no sul de França inicia o seu desenvolvimento associada à arquitectura a partir do século XI. Em trabalhos iniciais é notória a influência das iluminuras e trabalhos em metal da Antiguidade.
- Igreja de Saint Sernin, século XI, em Toulouse.
- Abadia de Moissac, século XI, perto de Toulouse.
- Catedral de Autun, século XII, em Autun.
- Igreja de Sainte Madeleine, século XII, Vézelay.
- Igreja de Saint Pierre, em Angoulême e Igreja de Notre-Dame-la-Grande, em Poitiers, onde, excepcionalmente, a decoração se alastra por toda a fachada e não só no portal.

YEYE

### ProvençaeItália
Nestas regiões é mais forte a influência das construções da Antiguidade Clássica e a escultura desprende-se mais da estrutura arquitectónica que em França.
- Igreja de Saint Gilles-du-Gard, Provença.
- Catedral de Fidenza, em Fidenza.

### Espanha
- Catedral de Santiago de Compostela.
- Igreja de S. Martín, em Frómista.
- Claustro de Sto. Domingo de Silos, Burgos.

### Alemanhae o trabalho em metal
Na Alemanha não se observa o mesmo tipo de evolução da Espanha ou da França relativamente à escultura. Nesta região tem mais impacto a produção de peças em metal, especialmente com origem na oficina de bronzes de Hildesheim do início do século XI, de tradição otoniana. O bispo Bernward, que controla essa produção, vai cunhar o nome de um estilo próprio de peças relacionadas com as cerimónias litúrgicas.
As peças em bronze ou ouro (vasos para lavagem ritual das mãos, cofres para relíquias, etc.), encomendadas por reis e bispos, representam não só o gosto artístico da época, mas acima de tudo o poder da classe religiosa.

### Tímpanos românicos

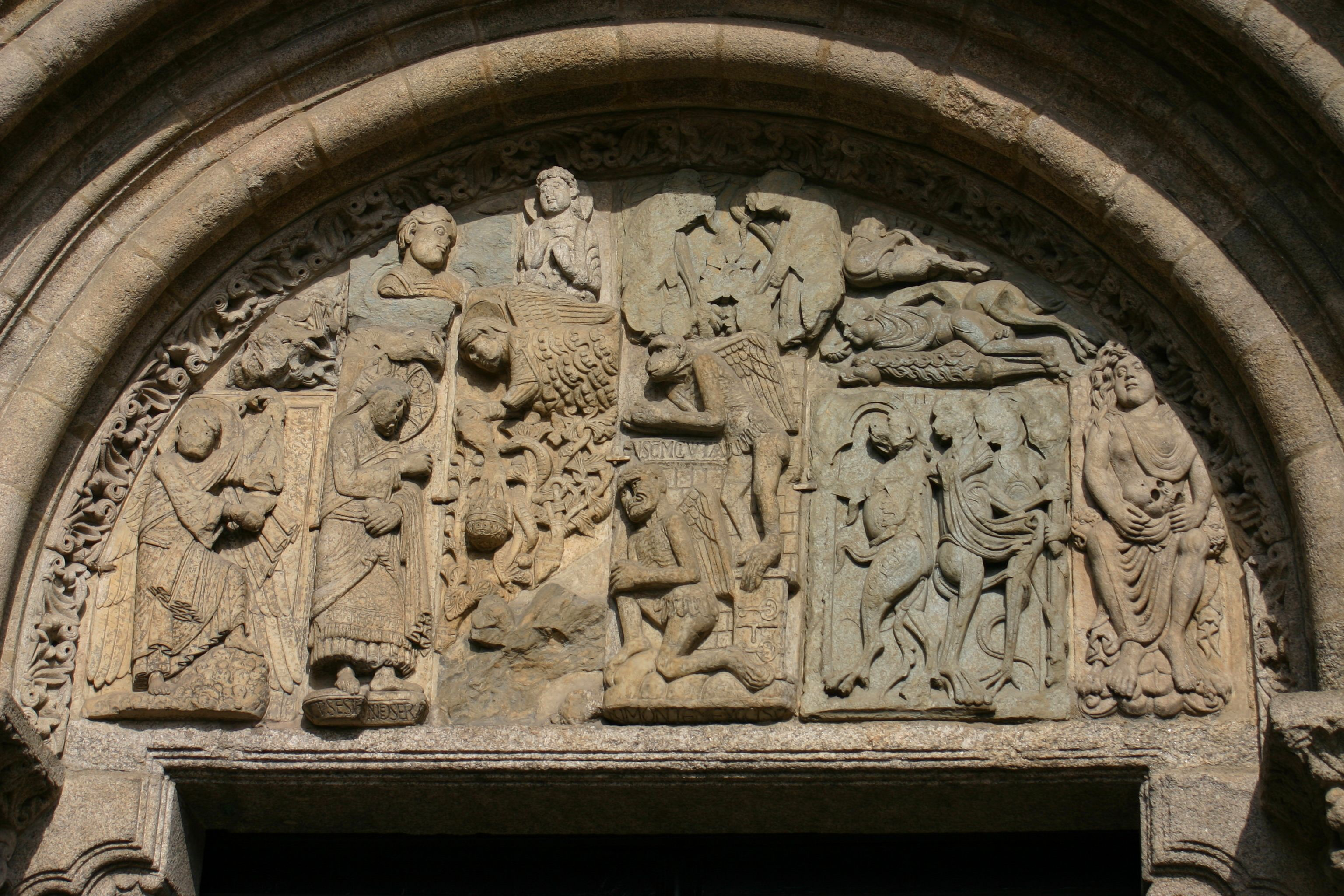
Tímpano do portal meridional da Catedral de Santiago de Compostela, Espanha.
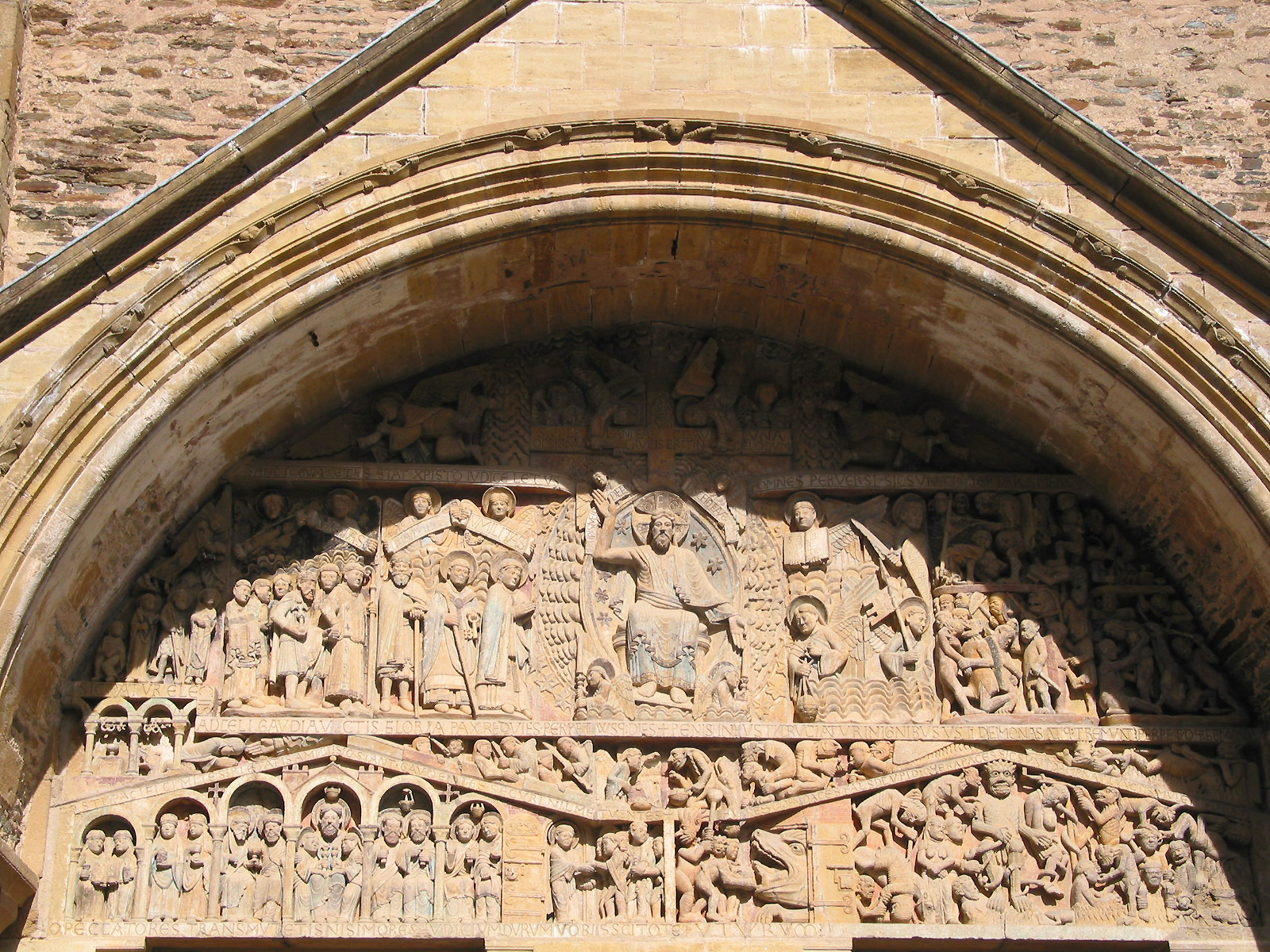
Tímpano do portal ocidental da Abadis de Ste-Foy, França.
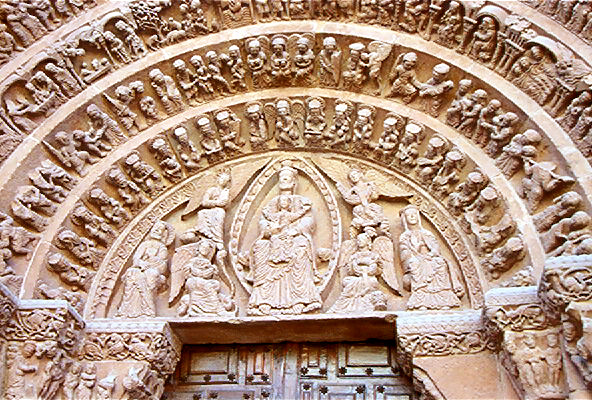
Tímpano do portal da Igreja de Santo Domingo, Espanha.
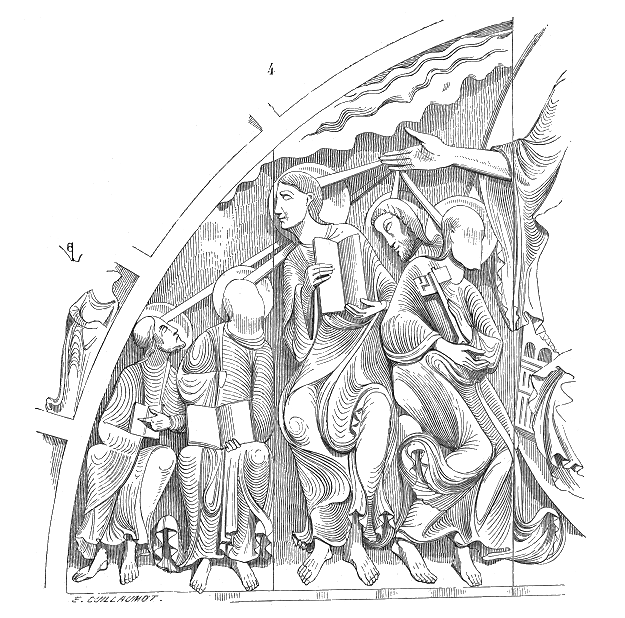
Pormenor do tímpano na Igreja de Sainte Madeleine, séc. XII, Vézelay.

### Capitéis românicos

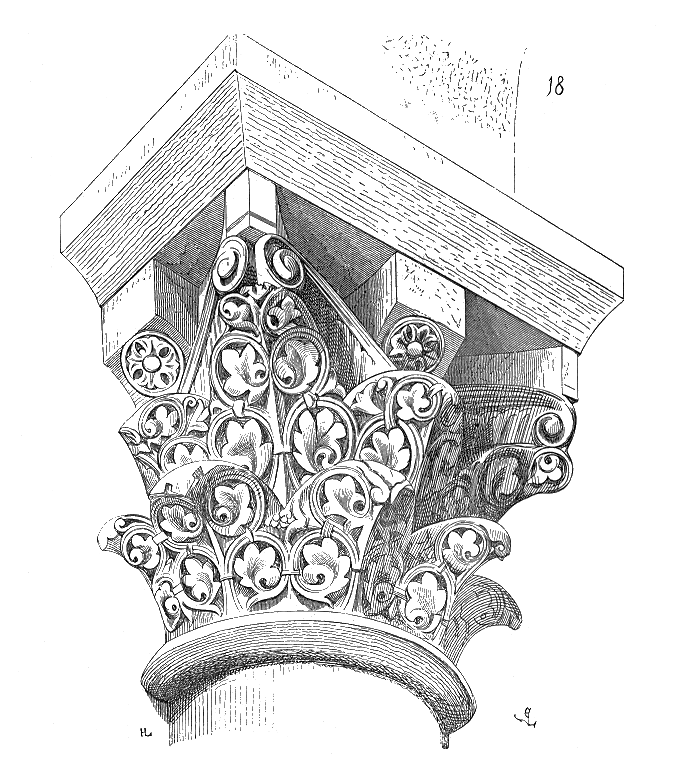
Capitel inicial com folhagens do séc. XI, Igreja de Saint Sernin, Toulouse.
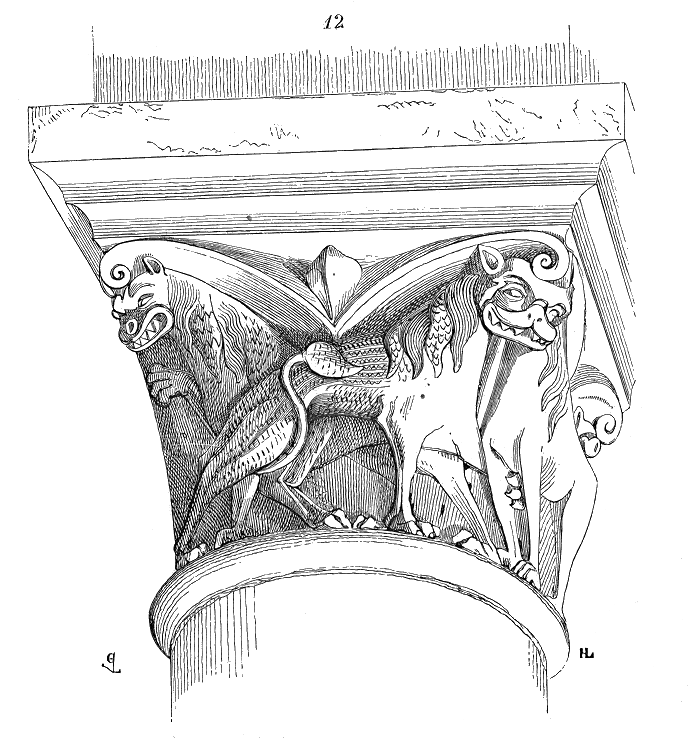
Capitel na Abadia de Moissac, séc. XI, Toulouse.
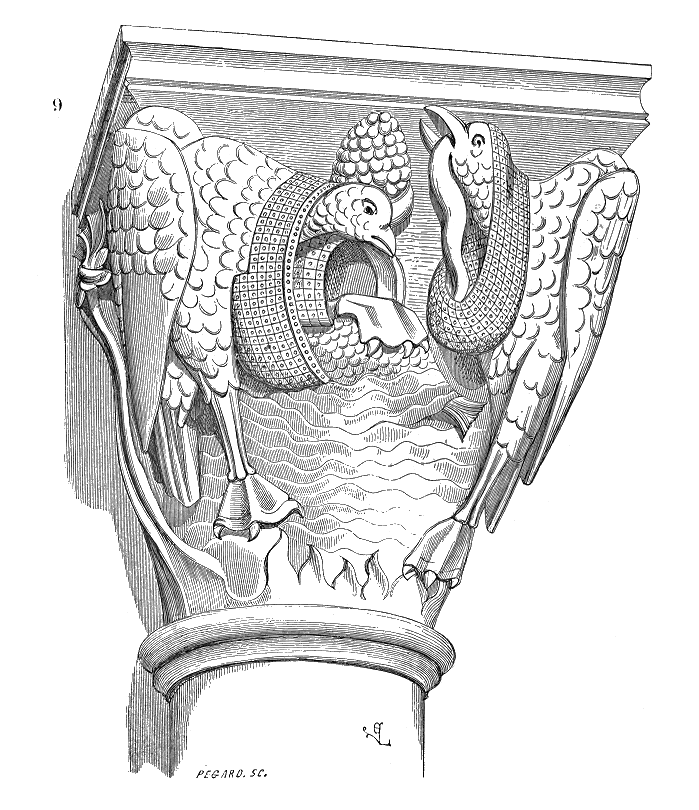
Capitel na Igreja de Sainte Madeleine, séc. XII, Vézelay.
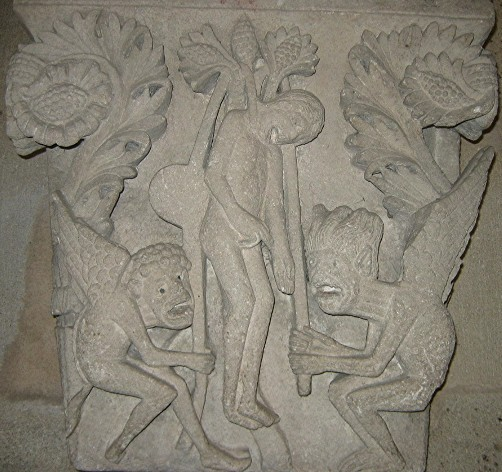
Capitel da Catedral de Autun, O Enforcamento de Judas, séc. XII, Autun.